# 미국의 행정 구역별 속도 제한

미국 주(아이오와, 미네소타, 미시간, 텍사스주의 경우 카운티)의 최고 속도 제한

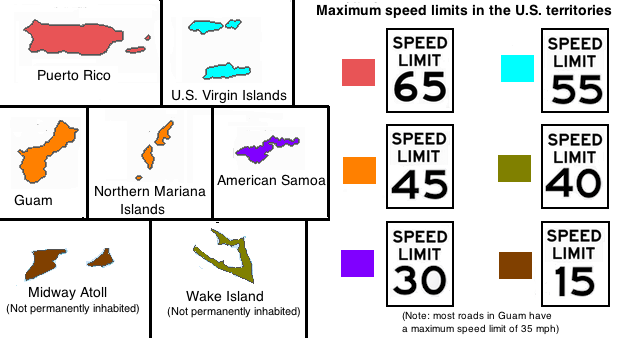
미국령의 최고 속도 제한

미국의 속도 제한은 관할 구역에 따라 다르다. 미국 서부에서는 시골 고속도로의 속도 제한이 70 to 80 mph (113 to 129 km/h)으로 흔하며, 미국 동부에서는 보통 65 or 70 mph (105 or 113 km/h)으로 지정된다. 주마다 트럭과 야간 운행에 대한 별도의 속도 제한과 최저 속도 제한을 설정할 수도 있다. 미국에서 가장 높은 속도 제한은 85 mph (137 km/h)으로, 오스틴 외곽 지역의 단일 유료도로 구간에 게시되어 있다. 미국에서 가장 낮은 최고 속도 제한은 아메리칸사모아의 30 마일 매 시 (48 km/h)이다.

## 앨라배마주
앨라배마주에서는 현재 조건과 위험에 대해 "합리적이고 신중하지 않은" 속도로 운전하는 것이 불법이다. 운전자는 또한 교통 흐름을 방해할 정도로 느리게 운전해서는 안 된다. 속도 제한이 별도로 게시되지 않은 경우:
- 도시 지역에서는 30 mph (48 km/h)
- 비포장도로에서는 35 mph (56 km/h)
- 시골 포장 카운티 도로에서는 45 mph (72 km/h)
- 기타 2차선 도로에서는 55 mph (89 km/h)
- 4차선 도로에서는 65 mph (105 km/h)
- 주간고속도로에서는 70 mph (113 km/h)

위험물을 운반하는 트럭은 55 마일 매 시 (89 km/h)를 초과해서는 안 된다.
법적 기본 제한은 아니지만, 주거 지역 내에서는 일반적으로 속도 제한이 25 mph (40 km/h)이다.

## 알래스카주
알래스카주의 주요 고속도로 중 다수는 다음과 같이 65-마일-매-시 (105 km/h)의 속도 제한을 갖는다:
- 페어뱅크스와 윌로우 사이 파크스 고속도로의 대부분 (네나나, 데날리 국립공원, 캔트웰, 힐리를 통과하는 느린 구간 제외)
- 밸디즈와 노스폴 사이 리처드슨 고속도로의 대부분
- 글렌 고속도로에서는 와실라와 앵커리지 사이 35-마일 (56 km) 고속도로, 글렌앨런 서쪽 100 마일 (160 km) 대부분
- 앵커리지의 수어드 고속도로 중 36번 애비뉴와 래빗 크릭 로드 사이, 그리고 버드 포인트 남쪽 수어드 고속도로의 비고속도로 구간
- 캐나다 국경과 델타정션 사이 알래스카 고속도로의 대부분

미네소타 드라이브 고속도로는 페어뱅크스와 노스폴 사이의 리처드슨 고속도로와 마찬가지로 60-마일-매-시 (97 km/h)의 속도 제한이 있다.
1990년대 중반부터 알래스카의 주요 고속도로는 점차 시속 55마일에서 60마일 또는 65마일로 상향 조정되었다. 그러나 여러 곳에서는 기본 55 마일 매 시 (89 km/h)의 속도 제한을 유지하고 있다:
- 스털링 고속도로
- 토크 컷오프
- 헤인즈 고속도로
- "안전 구역"으로 지정된 파크스 고속도로 및 수어드 고속도로 구간
- 페어뱅크스 근처 엘리엇 고속도로 및 스티스 고속도로 구간

시속 55마일보다 높은 속도 제한을 설정할 도로 구간을 정의하기 위해서는 공학 연구가 필요하다.

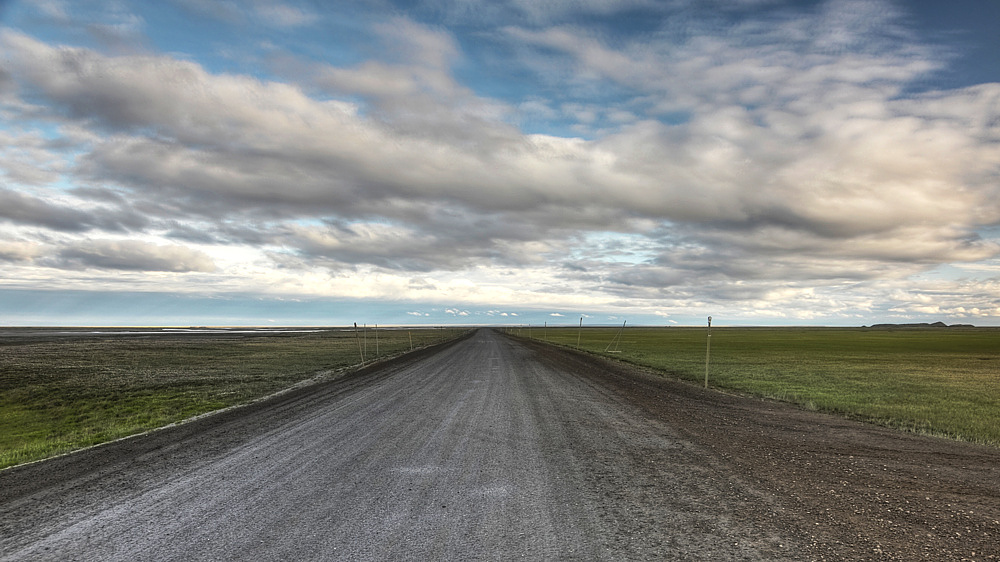
알래스카의 달턴 고속도로

달턴 고속도로와 엘리엇 고속도로 일부 구간은 50마일이다.
알래스카주의 기본 속도 제한은 다음과 같다:
- 골목길에서는 20 mph (32 km/h)
- 상업 지구에서는 20 mph (32 km/h)
- 주거 지구에서는 25 mph (40 km/h)
- 기타 도로에서는 55 mph (89 km/h)

이동식 주택을 견인할 때의 속도 제한은 45 mph (72 km/h)이다.

## 아메리칸사모아

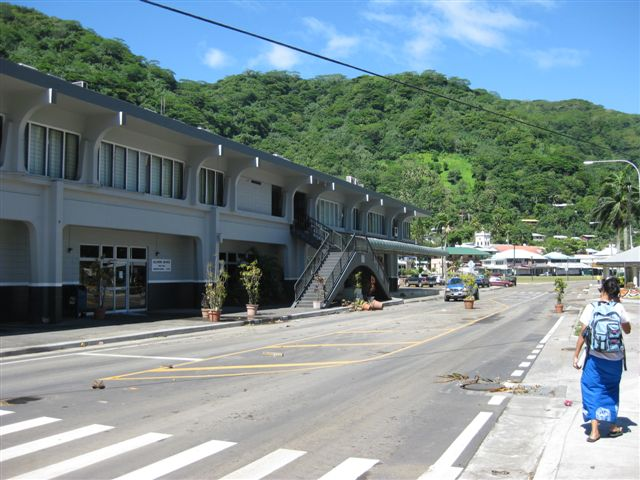
아메리칸사모아 고속도로 001호선 투투일라섬

아메리칸사모아의 최고 속도 제한은 30 mph (48 km/h)이며, 주거 지역에서는 15 mph (24 km/h)이다. 시속 30마일의 속도 제한은 어떤 주나 영구적으로 사람이 거주하는 영토에서도 가장 낮은 최고 속도 제한이다. 비록 시속 30마일이 최고 속도 제한이지만, 대부분의 지역에서는 25 mph (40 km/h)이 최고 속도 제한이다.

## 애리조나주
애리조나주의 "상업 또는 주거" 지구 외곽의 기본 속도 제한은 65 mph (105 km/h)이며, 해당 지구 내에서는 기본 속도 제한이 25 mph (40 km/h)이다. 피오리아, 라빈, 톨레슨과 같은 마리코파 카운티 도시의 특정 지역은 일반적으로 더 낮은 자체 속도 제한을 게시한다. 기본 어린이 보호구역 속도 제한은 15 mph (24 km/h)이며, 일부는 25 to 35 mph (40 to 56 km/h)일 수 있다. 이러한 제한을 초과하는 것은 운전 조건이 가장 좋을 때에도 과속의 표면적 증거로 간주된다. 변경된 속도 제한은 표면적 증거가 아니다.
주간고속도로의 최고 속도 제한은 75 mph (121 km/h)이다. 이 제한은 "도시화 지역" 외곽에 적용될 수 있다. 그러나 주간고속도로 제10호선의 캘리포니아주 국경 근처는 65 mph (105 km/h)로 감소된다. 주간고속도로 제15호선의 일부 구간은 급커브로 인해 동일한 규정을 적용한다. 캐사그랜디의 도시 고속도로는 75 mph (121 km/h)의 속도 제한이 있지만, 다른 도시 고속도로는 55 or 65 mph (89 or 105 km/h)로 제한된다. "상업 또는 주거" 지구 내에서는 속도 제한을 20 마일 매 시 (32 km/h) 이상 초과하는 것이 범죄로 간주된다. "도시화 지역" 내에서는 55 마일 매 시 (89 km/h) 속도 제한 위반에 대해 "유한 자원의 낭비"로 교통 위반 딱지가 발부된다. 이 예외는 10-마일-매-시 (16 km/h) 범위 내에서만 적용된다. 속도가 65 mph (105 km/h)를 초과하지 않는 한, 위반은 벌점제도의 목적상 교통 위반으로 기록되지 않는다.
13 쇼트톤 (12 t)를 초과하는 비승용차 또는 3 쇼트톤 (2.7 t)를 초과하는 "폴 트레일러를 끄는 차량"은 그러한 속도를 허용하는 표지판이 게시되지 않는 한 65 마일 매 시 (105 km/h)를 초과할 수 없다. 그러나 이것은 기본 속도 제한과 다르지 않으며, 실질적으로는 65 마일 매 시 (105 km/h)를 초과하는 표준 속도 제한 표지판을 게시할 때 추가적인 고려가 필요하다. 비숫자 최소 속도 제한은 애리조나의 기본 속도 규정에 포함되어 있으며, 이는 또한 "합리적이고 신중한" 것보다 높은 속도를 금지한다.
투손 시 경계 내의 일부 도로에는 가로등이 없는 경우 야간 속도 제한 표지판이 게시된다. 예시: 오라클 로드에서 컨트리 클럽 로드까지의 포트 로웰 로드, 주간고속도로 제10호선에서 체리 애비뉴까지의 22번가.

## 아칸소주
도시 지역은 기본적으로 30 mph (48 km/h)로 게시된다. 시 경계 외곽에서는 2차선 주 및 연방 고속도로는 별도로 게시되지 않는 한 속도 제한이 55 mph (89 km/h)이며, 2차선 카운티 도로는 별도로 게시되지 않는 한 속도 제한이 45 mph (72 km/h)이다. 2015년 6월, 아칸소주 고속도로 위원회는 아칸소주 고속도로 및 운송부 (AHTD)에 의해 분리되지 않은 4차선 및 5차선 도로의 속도 제한을 55 to 60 mph (89 to 97 km/h)로, 분리된 4차선 도로의 속도 제한을 55 to 65 mph (89 to 105 km/h)로 높이도록 승인했다; 이러한 변경은 아칸소 고속도로 285 마일 (459 km)에 영향을 미친다. 또한, AHTD는 고속도로 기본 속도 제한을 설정했다. 시골 고속도로를 따라서는 제한이 75 mph (121 km/h)인 반면, 교외 고속도로는 65 mph (105 km/h)로 게시된다. 어린이 보호구역 속도 제한은 어린이가 있을 때만 적용되며, 신호등이 제공되고 그러한 속도 제한이 설정된 경우 신호등이 켜져 있을 때만 적용되며, 별도로 게시되지 않는 한 25 mph (40 km/h)로 설정된다. 그러나 고등학생만 다니는 학교는 시골 지역이나 학교가 고속도로나 도로에서 500 피트 (150 m) 이상 떨어져 있는 곳에서는 학교 속도 제한이 없는 것이 일반적이다.
2017년 3월 16일, 아칸소 하원은 "교통 및 공학 조사" 완료 후 주 고속도로 위원회가 시골 주간 고속도로의 속도 제한을 75 mph (121 km/h)까지 높이고, 시골 비분할 고속도로의 속도 제한을 65 mph (105 km/h)로 설정하는 법안을 도입했다. 이 법안은 2017년 4월 7일 법으로 제정되었지만, 즉시 75마일 제한이 적용된 고속도로는 없었다.
2019년 4월 8일, 액트 784가 승인되어 2020년 7월 1일부터 모든 시골 고속도로에서 26,000파운드 이상 트럭의 속도 제한을 75마일/70마일로 상향 조정했다. 새로운 법은 고속도로 위원회가 제한을 올리기 전에 교통 연구를 먼저 수행해야 한다는 요건을 삭제했다; 대신 고속도로 위원회가 속도 제한을 낮추는 것을 정당화하기 위해 연구가 필요할 것이다.
2020년 8월 5일 현재, 리틀록 서쪽 I-40 구간의 속도 제한이 70마일에서 75마일(트럭의 경우 70마일)로 상향 조정되었음을 나타내는 새로운 표지판이 설치되었다.

## 캘리포니아주

### 기본 속도 법
캘리포니아주의 "기본 속도 법"( 캘리포니아 차량법의 일부)은 도로 조건에 따라 차량이 이동할 수 있는 최대 속도를 "합리적이고 신중한" 속도로 정의한다. 합리적인 속도는 자갈과 같은 조건에서 게시된 속도 제한보다 낮을 수 있으며, 이는 확정 가시거리 (ACDA)를 제한한다. 기본 속도 법은 수 세기 동안 내려온 영미법계 과실 교리를 차량 속도에 특별히 적용한 법적 강화이다. 캘리포니아 차량법 22350조는 일반적이다; "어떠한 사람도 날씨, 시야, 교통량, 도로의 표면 및 폭을 적절히 고려하여 합리적이거나 신중한 속도보다 빠른 속도로 고속도로에서 차량을 운전해서는 안 되며, 어떠한 경우에도 사람이나 재산의 안전을 위태롭게 하는 속도로 운전해서는 안 된다"고 명시한다.
캘리포니아의 속도 제한은 다음과 같이 설정하도록 법률로 규정되어 있다: (1) 교통 및 공학 조사로 결정된 85 백분위수 운영 속도 이하; — 이는 교통량의 15% 이상이 초과하지 않는 속도이다. 또는 (2) 차량법에 명시된 특정 기준을 충족할 때 강제되는 표면적 제한이다. 이러한 기준에는 어린이 보호구역, 골목, 주거 지역이 포함된다.
교통 및 공학 조사로 측정된 85백분위수 운영 속도가 설계속도를 초과하는 경우, 특정 기술적 측면(예: 가시거리)에 관해서는 안전하지 않더라도 해당 속도에 대한 법적 보호가 의무화된다. 이러한 속도 증가는 85백분위수 운영 속도가 심리적으로 불쾌하게 위험하다고 인식되는 속도와 비슷해질 때까지 계속될 수 있다.
캘리포니아의 85백분위수 법률의 이론적 배경은 정책적으로 유권자의 대부분이 합법적이어야 하며, 제한은 시행하기에 실용적이어야 한다는 것이다. 그러나 운전자가 관련된 모든 위험을 처리하지 못하고, 집단적으로 85백분위수 속도를 잘못 선택하는 경우가 있다. 이 규칙은 실질적으로 운전을 통해 속도 제한을 투표하는 과정이며, 공학 전문가에게 속도 제한을 위임하는 것과는 대조적이다.
캘트랜스 공학자가 설정한 속도 제한 표지판의 숫자 제한은 일반적으로 모든 비통행 통제 도로에서 "합리적이고 신중한" 추정 최대 속도로 간주된다.
많은 속도 제한 표지판은 "최대 속도"로 식별되며, 일반적으로 제한이 55 mph (89 km/h) 이상일 때 그렇다. 국가 최대 속도 법이 제정되었을 때, 캘리포니아는 운전자에게 기본 속도 법이 연방 의무 속도 상한 이상에서는 적용되지 않음을 알리기 위해 새로운 법적 표지판 범주인 "최대 속도"를 만들 수밖에 없었다. 오히려 운전자의 속도가 "합리적이고 신중한" 것으로 간주될 수 있는지 여부와 관계없이 표지판에 표시된 고정 최대 속도를 초과하는 것은 위반이 될 것이다.
운전자는 도로, 날씨 또는 교통 상황으로 인해 속도가 안전하지 않은 경우 "최대 속도 제한"보다 낮더라도 기본 속도 법을 위반하여 교통 위반 딱지를 받을 수 있다. 그러나 기본 속도 법은 절대적인 제한이 아니라 표면적인 제한을 설정하므로, 캘리포니아 차량법 22351(b)조에 따라 운전자는 "해당 제한을 초과하는 속도가 당시, 장소 및 현존하는 조건 하에서 기본 속도 법을 위반하지 않았다는 유능한 증거"로 과속 위반에 대한 방어를 할 수 있다. 따라서 속도 제한을 초과했지만 일반적인 65 mph (105 km/h) 최대 속도(2차선 비분할 고속도로의 경우 55 mph (89 km/h)) 미만으로 운전하는 운전자가 당시 상황에서 운전자의 속도가 안전한 경우 반드시 캘리포니아의 속도 법을 위반하는 것은 아니다.

### 속도 제한
시골 고속도로, 예를 들어 I-5, 주간고속도로 제8호선, I-10, I-15, I-40, I-205, I-215, I-505, I-580, CA 14, CA 58, 그리고 CA 99의 일부 구간은 70 mph (113 km/h)의 속도 제한이 있다. I-80의 최고 속도 제한은 도시 및 산악 지역을 거의 독점적으로 통과하기 때문에 65 mph (105 km/h)이다. 그러나 샌프란시스코-오클랜드 베이 브리지 및 샌프란시스코의 속도 제한은 50 mph (80 km/h)에 불과하다. 로스앤젤레스 시내에서는 최고 속도 제한이 55 mph (89 km/h)이다. 여기에는 패서디나와 로스앤젤레스 시내 사이의 패서디나 고속도로 전 구간, 그리고 할리우드, 산타 아나, 산타모니카, 하버 고속도로의 일부 구간이 포함된다. 2차선 도로의 기본 제한은 55 mph (89 km/h)이다. 일부 2차선 도로는 캘리포니아 일부 지역에서 60 mph (97 km/h)가 될 수 있다. 그러나 캘트랜스 또는 지역 기관은 공학 연구 후 최대 65 mph (105 km/h)의 속도를 게시할 수 있다.
3개 이상의 차축을 가진 트럭과 견인 중인 모든 차량에는 55 mph (89 km/h)의 속도 제한이 있다.
캘리포니아에서는 어린이 보호구역의 최고 속도가 15 or 25 mph (24 or 40 km/h)이지만, 해당 어린이 보호구역에 어린이가 있을 때만 적용될 수 있다.

## 콜로라도주
콜로라도주의 최고 속도 제한은 시골 주간 고속도로와 SH 470 (E-470)의 유료 도로 구간에서 75 mph (121 km/h)이지만, 주간고속도로 제70호선은 가파른 경사와 곡선 때문에 65 mph (105 km/h) 제한이 있으며, 아이젠하워 터널의 동쪽 및 서쪽 끝에서는 50 mph (80 km/h) 제한이 있다. 다른 시골 고속도로의 최고 속도 제한은 65 mph (105 km/h)이다.
콜로라도주에는 또한 기본적인 표면적 속도 제한이 있다.
- 좁고 구불구불한 산악 도로에서는 20 mph (32 km/h)
- 모든 상업 지구에서는 25 mph (40 km/h)
- 모든 주거 지구에서는 30 mph (48 km/h)
- 개방된 산악 고속도로에서는 40 mph (64 km/h)

### 야간 속도 제한
시골 고속도로의 특정 구간, 특히 듀랭고와 파고사 스프링스 사이의 국도 제160호선과 듀랭고와 실버턴 사이의 국도 제550호선에서는 해당 지역 야생동물의 주요 이동 기간 동안 야간 속도 제한이 적용된다. 야간 속도 제한이 적용될 때 과속 벌금은 두 배가 된다.

## 코네티컷주
코네티컷주의 속도 제한은 일반적으로 시골 고속도로에서 65 mph (105 km/h)이다; 시골 분할 도로에서는 최대 55 mph (89 km/h)까지, 시골 비분할 도로에서는 최대 50 mph (80 km/h)까지이다. 도시 지역에서는 주거 도로 및 중심 상업 지구에서 25 mph (40 km/h), 간선 도로에서 30 to 40 mph (48–64 km/h), 도시 고속도로에서 45 to 55 mph (72–89 km/h)로 속도 제한이 다양하다. 진입 제한 분할 도로는 최소 속도가 40 mph (64 km/h)이지만, 항상 게시되는 것은 아니며 거의 시행되지 않는다. 코네티컷은 1974년에 제정된 국가 최대 속도 법에 의해 원래 설정된 55 mph (89 km/h)에서 최고 속도 제한을 상향 조정한 마지막 주 중 하나였다. 주 전체 최고 속도 제한은 1998년 10월 1일 55 mph (89 km/h)에서 65 mph (105 km/h)로 증가하여, 코네티컷은 미국 본토에서 속도 제한을 55 mph (89 km/h) 이상으로 상향 조정한 마지막 주가 되었다.
지역 도로를 포함한 코네티컷 내의 모든 도로의 속도 제한은 자동차국 (CTDMV), 비상 서비스 및 공공 보호부 (DESPP), 교통부 (CONNDOT) 구성원으로 이루어진 주 교통 위원회에 의해 설정된다.
주 교통 위원회는 일반적으로 CONNDOT가 수행한 공학 연구에 따라 속도 제한을 설정한다. 속도 제한 설정에 사용되는 데이터에는 교통량 대 도로 용량, 설계 속도, 도로 기하학, 교차로 및 인터체인지 간격, 진입로 및 연석 절단 수, 사고율 등이 포함된다.
지방 자치 단체는 일반적으로 적절한 공학 연구가 수행된 후 지역 소유 도로의 게시된 속도 제한 변경에 대해 주 교통 위원회의 승인을 받아야 한다.
어린이 보호구역에 어린이가 있을 때와 공사 현장에 작업자가 있을 때 과속 벌금은 두 배가 된다.
1974년 국가 속도 제한 법 제정 이전에 코네티컷은 시골 고속도로에서 최고 70 mph (113 km/h)의 속도 제한을 허용했다.
2018년 3월 26일, 계약자들은 워터베리/체셔 경계와 CT 국도 9호선과의 인터체인지 사이 I-84에 새로운 속도 제한 표지판을 설치하기 시작했으며, 속도 제한을 65 mph (105 km/h)로 늘렸다. 이 조치는 이 구간에서 자유롭게 흐르는 교통의 85백분위수 속도가 평균 77 mph (124 km/h)임을 보여주는 DOT 연구에 따른 것이다.

## 델라웨어주
델라웨어주에는 65 mph (105 km/h) 속도 제한을 가진 4개의 도로가 있다: 주간고속도로 제95호선의 메릴랜드주 경계부터 I-495와의 남쪽 교차점까지, 주간고속도로 제495호선, 국도 제301호선, 그리고 도버의 펀천 런 연결도로와 타이보츠 코너의 국도 제13호선 사이 델라웨어 주도 제1호선. 트랩 슈터스 로드와 도버의 펀천 런 연결도로 사이, 그리고 국도 제13호선과 I-95 및 델라웨어 주도 제7호선 인터체인지 사이의 델라웨어 주도 제1호선, 그리고 펀천 런 연결도로는 60 mph (97 km/h)의 속도 제한이 있다. I-495의 남쪽 교차점과 펜실베이니아주 경계 사이 I-95의 나머지 구간은 55 mph (89 km/h)이며, 델라웨어 주도 제141호선의 고속도로 구간과 주간고속도로 제295호선은 50 mph (80 km/h)이다. 전국적으로 시행된 국가 최대 속도 법 이전에 I-95는 윌밍턴 주변을 제외하고는 60 mph (97 km/h)의 속도 제한이 있었다. 2015년 5월, 델라웨어주는 메릴랜드주 경계와 I-495 인터체인지 사이 주간고속도로 제95호선의 속도 제한을 55 to 65 mph (89 to 105 km/h)로 상향 조정했다. 2017년 1월, 트랩 슈터스 로드와 도버의 펀천 런 연결도로 사이 델라웨어 주도 제1호선의 속도 제한은 55 to 60 mph (89 to 97 km/h)로 증가했으며, 펀천 런 연결도로의 속도 제한은 50 to 60 mph (80 to 97 km/h)로 증가했다.
모든 시골 2차선 주 소유 도로에는 50 mph (80 km/h)의 속도 제한이 있으며, 모든 도시 속도 제한은 위치에 관계없이 2차선 도로의 경우 25 mph (40 km/h)로, 4차선 도로의 경우 최대 35 mph (56 km/h)로 유지된다. 국도 제13호선, 국도 제113호선, 베어 및 글래스고 근처 국도 제40호선의 일부 구간, 그리고 DE 1의 평면 교차 구간과 같은 4차선 고속도로는 일반적으로 55 mph (89 km/h)이다.
어린이 보호구역은 20 mph (32 km/h)의 속도 제한을 갖는다.
윌밍턴을 우회하는 주간고속도로 제495호선은 환경 목적으로 가변형 속도 제한 표지판을 갖추고 있다. 이 표지판은 일반적으로 65 mph (105 km/h)의 속도 제한을 표시하지만, 대기질이 우려되는 날에는 이 제한이 55 mph (89 km/h)로 변경된다. 이 제한은 또한 건설, 기상 조건 및 사고 발생 시에도 낮아진다.
델라웨어의 모든 동네와 세분화된 지역은 주 법에 따라 최고 속도 제한이 25 mph (40 km/h)로 설정되어 있다. 2013년 1월 현재, 주 내 라디오 방송에서 이 사실을 주민들에게 상기시키는 빈번한 광고 캠페인이 진행되고 있다.

## 컬럼비아 특별구
컬럼비아 특별구는 최고 속도 제한이 55 mph (89 km/h)이지만, 아이젠하워 고속도로와 같이 40 mph (64 km/h)까지 낮은 속도 제한이 게시될 수 있다. 컬럼비아 특별구에는 시골 도로가 없다.

## 플로리다주

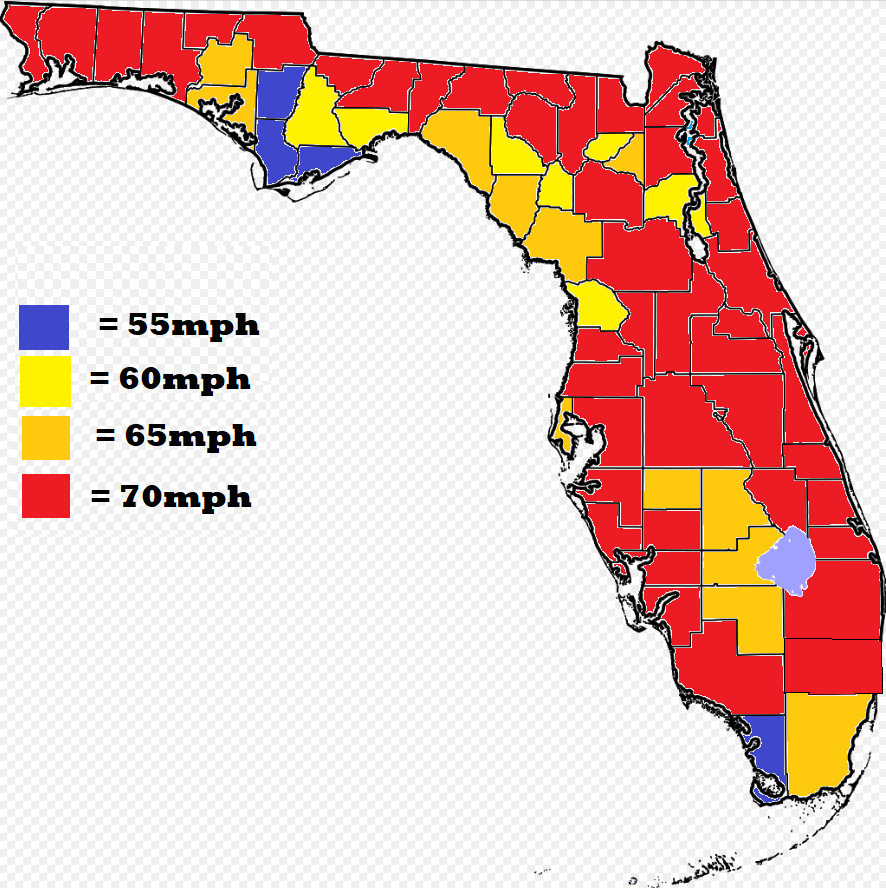
플로리다주 각 카운티별 최고 속도 제한

플로리다주의 최고 속도 제한은 70 mph (113 km/h)이며, 고속도로에서 찾아볼 수 있다. 여기에는 시골 주간고속도로 외에도 레이클랜드의 I-4, 탬파와 마이애미의 I-75 (I-75가 끝나는 지점), 데이토나비치 근처와 팜비치군의 밀리터리 트레일에서 플로리다 주도 제706호선까지의 I-95, 올랜도 지역 유료도로의 일부인 SR 417 및 SR 429, 플로리다 턴파이크의 포트세인트루시 및 올랜도 구간, I-10의 탤러해시 근처, 그리고 선코스트 파크웨이 및 비치라인 고속도로와 같은 대부분의 다른 시골 진입 제한 유료도로와 플로리다 턴파이크의 시골 구간이 포함된다. 또한 스탈크 바이패스로 알려진 국도 제301호선의 일부 구간에서도 찾아볼 수 있다. 65 mph (105 km/h)는 시골 4차선 고속도로 (예: 세인트피터즈버그 북쪽의 국도 제19호선 및 기타 미국의 일반 국도)와 대부분의 다른 도시 고속도로 및 유료도로에서 일반적이다. 분할 고속도로가 시골처럼 보일지라도 도시 지역으로 간주되면, 볼드윈 남쪽의 국도 제301호선과 같이 최고 속도 제한이 60 mph (97 km/h)보다 높지 않을 것이다. 시골 2차선 도로는 일반적으로 55 mph (89 km/h) (이러한 도로의 기본 제한) 또는 도로 설계에 따라 60 mph (97 km/h)의 속도 제한이 있다. 이는 시골 주 도로 (예: SR 471) 및 플로리다 팬핸들 대부분의 국도 제98호선과 같은 국도에서 자주 시행된다.
플로리다주의 법정 속도 제한은 다음과 같다:
- 시내 지역 내에서는 30 mph (48 km/h)
- 다른 모든 도로에서는 55 mph (89 km/h)

FDOT는 공학 연구를 거쳐 이러한 제한을 변경할 수 있으며, 다음 최고 제한을 따른다:
- 진입 제한 고속도로에서는 70 mph (110 km/h) (차선 수에 관계없이)
- 각 방향에 2개 이상의 차선이 있는 순수 시골 분할 고속도로에서는 65 mph (105 km/h) (도시 지역 외곽)
- 다른 모든 도로에서는 60 mph (97 km/h)

이러한 최대 제한은 턴파이크 시스템의 도로에는 적용되지 않지만, 현재 70 mph (110 km/h) 이상의 제한은 존재하지 않는다.
도시와 카운티는 자체 도로에 최대 60 mph (97 km/h)의 개별 속도 제한을 설정할 수 있으며, 기본 주거 지역 속도 제한을 20 mph (32 km/h)로 낮출 수도 있다.
플로리다주에서는 일반적으로 야간 속도 제한을 게시하지 않지만, 몇 가지 예외가 있다. 대부분의 경우, 이러한 야간 속도 감소는 플로리다퓨마와 키디어와 같은 멸종위기종을 위한 야생동물 보호구역에 위치한다. 빅 사이프러스 국립 보호구역을 통과하는 타미아미 트레일의 대부분은 45 mph (72 km/h)의 야간 속도 제한이 있다. 야간에 속도 제한이 감소되는 일부 도로 구간에서는 주간 속도 제한 표지판이 반사되지 않아 밤에는 야간 제한만 보인다.
플로리다주 주간고속도로의 최소 속도 제한은 시속 70마일 구역에서 50 mph (80 km/h)이다. 시속 55마일 및 65마일 도시 주간고속도로 구역에서는 최소 속도 제한이 40 mph (64 km/h)이다. 한때 이러한 최소 속도 제한은 표지판이 필요했지만, 이제는 주 법에 성문화되어 있다; 이러한 최소 속도를 나타내는 표지판은 여전히 존재하지만, 이제는 단순히 알림 역할을 한다.
플로리다주에서는 또한 트럭에 대한 낮은 속도 제한을 부과하지 않는다. 따라서 모든 교통은 동일한 속도로 이동할 수 있다.
플로리다주의 어린이 보호구역은 보통 10–20 mph (16–32 km/h) 제한을 갖는다. 대부분은 적용 시간에 활성화되는 점멸 황색등과 함께 이러한 감소된 속도 제한이 유효한 시간을 게시하는 표지판을 갖추고 있다. 모든 위반에 대해 엄격하게 시행되며 강화된 처벌을 받는다.

## 조지아주

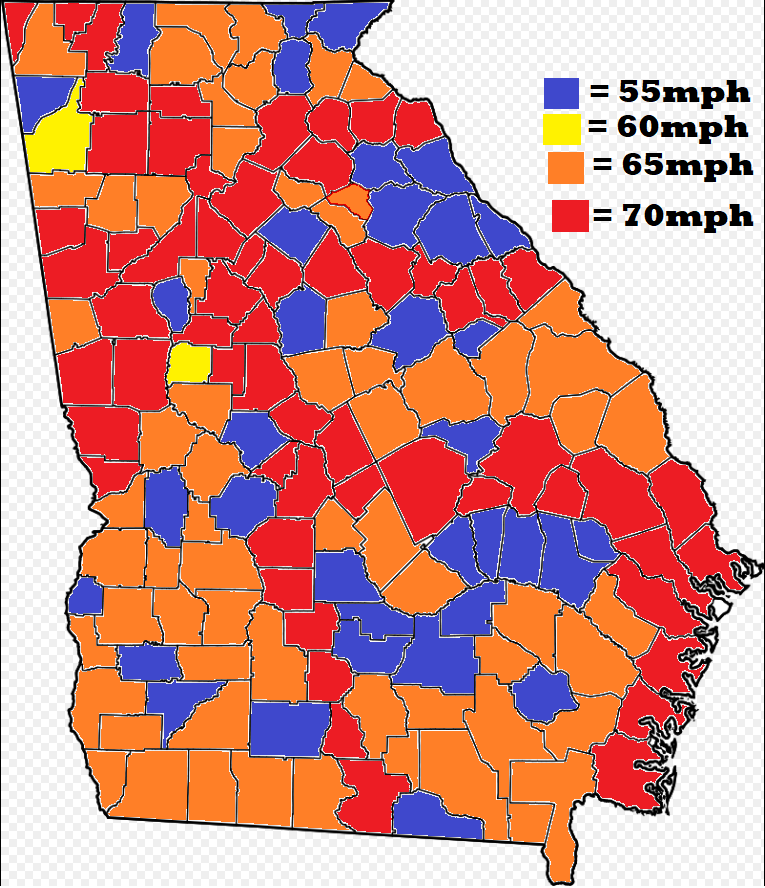
조지아주 각 카운티별 최고 속도 제한

시골 주간고속도로는 70 mph (113 km/h)로 게시되어 있다. 2014년까지 인구 5만 명 이상의 시 또는 대도시 지역을 통과하는 주간고속도로 구간은 55–65 mph (89–105 km/h)로 제한되었다. 그러나 새로운 법에 따라 도시 주간고속도로도 이제 70마일까지 게시할 수 있게 되었으며, I-95의 브런즈윅 통과 구간, I-85의 그위닛군 구간, I-75의 메이컨, 발도스타, 티프턴 구간, I-185의 콜럼버스 구간 등 일부는 이미 이러한 변화를 반영하고 있다. 피치 스테이트의 도시 주간고속도로는 65마일이다. 예를 들어, I-285 및 SR 400은 애틀랜타 지역에서 최근 55 mph (89 km/h)에서 65 mph (105 km/h)로 상향 조정되었다 (북쪽 구간에는 가변형 속도 제한이 적용된다). 출구 102번과 99번 사이의 교외 서배너를 통과하는 I-95, I-16은 메이컨 중심부의 I-75와의 인터체인지에서 동쪽으로 출구 2번을 지나고, 출구 157번 동쪽으로는 I-95와의 인터체인지가 있으며, 이 구간도 65마일이다. I-20의 애틀랜타 일부 구간은 60 mph (97 km/h)로 게시되어 있다. 애선스 외곽 순환 고속도로와 같은 대부분의 비주간고속도로는 65마일로 게시되어 있다.
4차선 간선도로 및 고속도로는 최대 65 mph (105 km/h)까지 게시될 수 있다. 그러나 딜런의 규칙에 따라 지방 자치 단체 외부의 카운티는 4차선 GRIP 회랑을 55 mph (89 km/h)로 유지할 수 있다. 그러나 최근 몇 년 동안 국도 제1호선의 오거스타와 렌스 사이 구간은 속도 제한을 65마일로 상향 조정했다. 65마일의 속도 제한이 적용되는 다른 시골 4차선 고속도로에는 SR 540의 샌더스빌 서쪽 일부 구간, 국도 제441호선의 밀레지빌과 더블린 북쪽 사이 구간, 국도 제25호선의 오거스타와 스테이츠보로 사이 구간, SR 88의 샌더스빌과 렌스 사이 구간, SR 16의 그리핀과 I-75 사이 구간, 국도 제341호선의 브런즈윅과 I-75 사이 대부분 구간, 그리고 사우스 조지아의 국도 제82호선 대부분 구간이 포함된다.
2차선 주 도로는 기본적으로 55 mph (89 km/h)로 게시된다. 카운티 유지 도로는 미들 및 사우스 조지아에서는 55 mph (89 km/h) 이상, 노스 조지아에서는 45 mph (72 km/h) 이상의 속도 제한이 거의 없다. 애틀랜타 지역에서는 로널드 리건 파크웨이가 카운티 유지 고속도로로 50 mph (80 km/h)로 게시되어 있으며, 슈거로프 파크웨이는 새로운 동쪽 고속도로 구간을 따라 55 mph (89 km/h)로 게시되어 있다.
시내에서는 일반적으로 속도 제한이 35 mph (56 km/h)로 게시되며, 시내 중심 지역에서는 25–30 mph (40–48 km/h)이다.
GDOT가 관리하는 모든 도로 중 속도 제한 감소 대상인 곳은 "SPEED ZONE AHEAD"라고 표시된 표지판으로 미리 경고한다. 또한, GDOT는 5–10 mph (8.0–16.1 km/h) 단위로 속도 제한을 변경하되, 10마일 이상은 절대 높이지 않는 정책을 가지고 있다.
조지아주는 1990년대 후반에 반-스피드 트랩 법이 통과된 몇 안 되는 주 중 하나이다. 속도 제한을 시속 15마일 미만으로 위반하는 경우 벌점이 부과되지 않는다. 시속 5마일 미만으로 속도 제한을 위반하는 운전자에게는 벌금이 부과되지 않는다. 2009년, 조지아주는 "슈퍼 스피더" 법을 도입하여, 게시된 속도 제한을 시속 15마일 이상 초과하여 운전하는 것으로 유죄 판결을 받은 운전자에게 추가 벌금(기본 벌금 및 법원 비용 외) 200달러를 부과한다.

## 괌
괌의 최고 속도 제한은 45 mph (72 km/h)이며, 시골 지역에서는 35–45 mph (56–72 km/h), 주거 지역에서는 25–35 mph (40–56 km/h)이다. 대부분의 주요 도로에서는 35 mph (56 km/h)가 최고 속도 제한이다.

## 하와이주
하와이는 1995년 국가 최대 속도 법이 폐지된 후 최고 속도 제한을 상향 조정한 마지막 주였으며, 여전히 어떤 주보다 가장 낮은 최고 속도 제한을 가지고 있다. 2002년, 교통 단속 카메라를 사용한 논란이 된 속도 단속 실험 이후 대중의 반발에 따라 주 교통부는 카폴레이와 와이파후 사이 주간고속도로 H-1과 테츠오 하라노 터널과 H-1과의 교차점 사이 주간고속도로 H-3의 속도 제한을 60 mph (97 km/h)로 상향 조정했다. 주간고속도로 H-2를 포함한 다른 모든 고속도로는 최고 속도 제한이 55 mph (89 km/h)이며, 호놀룰루 중심부에서는 제한이 45 mph (72 km/h)로 떨어진다. 다른 고속도로는 일반적으로 속도 제한이 55 mph (89 km/h)이며, 많은 경우 훨씬 낮다. 2016년 7월 6일, 데이비드 이게 주지사는 새들 로드의 속도 제한을 55 to 60 mph (89 to 97 km/h)로 올리는 법안에 서명했다 (속도 제한은 2017년 2월 5일 주에 상향 조정되었다).
하와이는 주간고속도로 H-1의 많은 구간에서 속도 제한보다 10 mph (16 km/h) 낮은 최소 속도를 가지고 있다. 최소 속도는 일반적으로 속도 제한이 55 mph (89 km/h)일 때 45 mph (72 km/h)이고, 속도 제한이 50 mph (80 km/h)일 때 40 mph (64 km/h)이다.

## 아이다호주
아이다호주 고속도로의 속도 제한은 일반적으로 시골 지역에서 80 mph (129 km/h)이고 도시 지역에서는 65 mph (105 km/h)이다. 트럭은 70 mph (113 km/h)로 제한된다. 일반적으로 단일 차선 시골 도로는 65 mph (105 km/h) 제한이 있으며, 다차선 시골 도로는 70 mph (113 km/h) 제한이 있다. 신호등이 있는 도로는 60 mph (97 km/h) 이하로 게시된다. 아이다호주 어린이 보호구역 속도 제한은 20 mph (32 km/h)이다.
아이다호주 상원의원 바트 데이비스는 2014년 초 SB 1284a를 하원에 논의를 위해 제출했다. 이 법안은 2월 25일 상원을 통과했고 3월 18일 부치 오터 주지사에 의해 법으로 서명되었으며, 2014년 7월 1일 시골 주간고속도로의 속도 제한을 80 mph (129 km/h)로 올리도록 되어 있었는데, 이는 와이오밍주가 속도 제한을 올린 날짜와 같다. 그러나 법이 발효되기 며칠 전, 속도 제한 상향 조정의 영향을 더 철저히 검토할 수 있도록 보류되었다. 2014년 7월 14일 투표에서는 아이다호 남부 주간고속도로의 제한된 구간에서 80 mph (129 km/h) 증가가 승인되었다. 다른 지역에 대한 연구는 그해 여름 늦게 시작되었다.
이 법안은 또한 트럭과 2차선 고속도로의 속도 제한을 70 mph (113 km/h)로 올릴 것이다. 2014년 7월 24일 현재, 새로운 80 mph (129 km/h) 표지판이 시골 아이다호주 주간고속도로에 설치되었다.
2017년 3월 22일, 아이다호폴스와 애슈턴 사이의 4차선 분할 도로인 국도 제20호선 구간의 속도 제한이 65 mph (105 km/h)에서 70 mph (113 km/h)로 상향 조정되었다.
1974년 1월 전국적인 55 mph (89 km/h)로의 하향 조정 이전에 아이다호주의 속도 제한은 주간고속도로의 경우 70 mph (113 km/h), 다른 고속도로의 경우 60 mph (97 km/h)였다.

## 일리노이주
일리노이주의 주간고속도로는 시카고의 일부 도시 지역을 제외하고 일반적으로 최저 및 최고 속도 제한이 모두 게시되어 있다. 표준 속도 제한은 시골 고속도로의 경우 70마일, 최저 속도 제한은 45마일, 기타 4차선 분할 고속도로의 경우 65마일, 다른 모든 고속도로의 경우 55마일이다. 도시 고속도로/주간고속도로 속도 제한은 시카고 시내의 모든 주요 주간고속도로가 합쳐지는 곳에서는 최저 45마일부터 시카고 및 이스트 세인트루이스 대도시권 외곽 지역과 일부 소규모 도시에서는 최고 70마일까지 다양할 수 있다. 시카고 시내에서 직접 나가는 모든 고속도로, 즉 댄 라이언 고속도로, 스티븐슨 고속도로, 아이젠하워 고속도로, 케네디 고속도로는 55마일의 속도 제한이 있다. 시내를 벗어나는 주요 고속도로에서 갈라지는 다른 고속도로, 예를 들어 에든스 고속도로 및 비숍 포드 고속도로도 55마일의 제한이 있다. 시카고 스카이웨이는 55마일의 제한이 있지만, 유료 구간은 45마일로 표지되어 있다. 레이크 쇼어 드라이브는 북쪽 종점에서 E 31번가까지 40마일의 속도 제한이 있으며, 그곳에서 고속도로 끝까지는 45마일의 속도 제한이 있다. 일부 소규모 도시의 주간고속도로(예: 블루밍턴-노멀을 통과하는 I-55/74, 록포드 지역을 통과하는 I-39/90, 샴페인-어바나를 통과하는 I-57)는 속도 제한이 감소되지 않으며, 시카고 교외의 I-90 및 I-355 구간도 70마일로 표지되어 있다. 쿡, 뒤파제군, 레이크 카운티의 대부분 고속도로 및 주간고속도로, 그리고 윌 카운티의 일부 주간고속도로 및 고속도로는 55-60마일의 속도 제한을 유지한다. 높은 인구 밀도로 인해 쿡 카운티에서 60마일 이상의 속도 제한을 초과하는 유일한 고속도로는 카운티 남쪽 가장자리의 I-57, 센트럴 애비뉴와 할렘 애비뉴 사이의 I-80 일부, Mt. Prospect Rd. 서쪽의 I-90, 그리고 남북으로 윌 카운티로 진입하기 전 쿡 카운티를 잠시 통과하는 I-355의 남쪽 구간이다. 2010년 1월 현재, 공사 구역에 게시된 감소된 속도 제한은 작업자가 있든 없든 하루 24시간 준수해야 한다.
2018년 3월 27일 현재, 일긴의 랜달 로드에서 데스 플레인즈의 마운트 프로스펙트 로드까지 I-90의 속도 제한은 70마일로 증가했으며, 마운트 프로스펙트 로드에서 케네디 고속도로 시작 지점까지는 60마일로 증가했다. I-290은 샴버그 근처에서 IL-72에서 I-355 출구 직전까지 몇 마일 동안 60마일로 게시되어 있다.

## 인디애나주
인디애나주에서는 주간고속도로의 속도 제한은 일반적으로 승용차의 경우 70 mph (113 km/h), 총중량(GVW)이 26,000 파운드 (12,000 kg) 이상인 트럭의 경우 65 mph (105 km/h)이다. 도시 지역에서는 일반적으로 55 mph (89 km/h)이지만, 인디애나폴리스의 주간고속도로 제70호선 구간은 50 mph (80 km/h)이다. 교외 지역에서는 승용차의 경우 65 mph (105 km/h), 트럭의 경우 60 mph (97 km/h)이다. 포트웨인 (인디애나주에서 두 번째로 큰 도시)의 주간고속도로 제469호선에서는 속도 제한이 여전히 70마일로 설정되어 있다. 루이빌 대도시권의 클라크 및 플로이드 카운티에서는 I-65 및 I-265가 교외 지역임에도 불구하고 모든 차량에 대해 65마일을 유지한다. 인디애나 톨 로드는 또한 내부 통행료 도로 규정의 일부로 45 mph (72 km/h)의 최소 속도 제한을 갖는다.
대부분의 비주간고속도로는 55 mph (89 km/h)이지만, 일부 시골 4차선 분할 도로는 60 mph (97 km/h)로 설정되어 있다. 이러한 제한은 도시 지역에 접근할 때 종종 30–50 mph (48–80 km/h)로 감소하며, 도시 내에서는 20–30 mph (32–48 km/h)의 속도 제한이 흔하며, 더 큰 간선도로는 도시 내에서 45 mph (72 km/h)까지 높아질 수 있다.
2012년 2월 6일, 주요 고속도로 재건 프로젝트 이후 인디애나 톨 로드는 일리노이주 경계에서 마일 마커 20까지 70 mph (113 km/h)로 상향 조정되었다.
2025년 7월 1일부터 I-465의 속도 제한이 65마일로 증가한다.

## 아이오와주
아이오와주에서는 대부분의 고속도로에 55 mph (90 km/h)의 속도 제한이 있다. 시골 주간고속도로는 70 mph (115 km/h)의 제한과 40 mph (65 km/h)의 최저 속도를 갖는다. 도시 주간고속도로 제한은 일반적으로 55 to 65 mph (90 to 105 km/h) 범위이지만, 일부 지역에서는 더 낮을 수 있다. 4차선 도로는 65 mph (105 km/h)의 제한을 가질 수 있다. 고속도로 건설 기준에 따라 건설된 도로(예: 국도 제20호선의 I-35와 더뷰크 사이)는 최소 속도 제한을 가질 수 있지만, 그렇지 않으면 4차선 도로는 최소 속도 제한이 없어 저속 농업 차량도 도로를 이용할 수 있다.

## 캔자스주
국가 최대 속도 제한이 폐지된 후 캔자스주는 일반 주간고속도로 속도 제한을 70 mph (113 km/h)으로 상향 조정했다; 한 연구에 따르면 "시골 또는 도시 주간고속도로 네트워크에서 사후 기간 동안 충돌, 치명적인 충돌 및 사망률의 통계적으로 유의미한 증가는 관찰되지 않았다. 반면, 2차선 시골 고속도로 네트워크에서는 충돌, 치명적인 충돌 및 사망률의 통계적으로 유의미한 증가가 관찰되었다." 2011년, 샘 브라운백 주지사는 시골 주간고속도로와 미국 국도의 진입 제한 구간의 최고 속도 제한을 75 mph (121 km/h)로 상향 조정하는 법안에 서명했으며, 이는 2011년 7월 1일부터 발효되었다. 캔자스주 교통부는 2011년 6월 21일, I-70, I-35, I-135의 시골 지역과 캔자스 턴파이크 및 국도 69호선과 81호선의 고속도로 개선 구간을 포함한 807마일의 도로가 75마일로 상향 조정될 것이라고 발표했다. 다른 4차선 비제한 진입 분할 고속도로는 70마일의 속도 제한이 있으며, 2차선 비분할 도로에서는 65마일, 타운십 도로에서는 55마일이다. 국가 최대 속도 제한 이전에 캔자스 턴파이크의 속도 제한은 80 mph (129 km/h)였지만, 1970년 8월 17일 75마일로 감소되었다. 캔자스주 주간고속도로의 최소 속도 제한은 40마일이다.

## 켄터키주
켄터키주는 일반적으로 2007년부터 시골 고속도로에서 70마일의 속도 제한을 갖는다. 신시내티 남쪽의 I-71/75, I-64, I-65, I-71, I-264와 루이빌의 KY 4와 같은 일부 도시 지역의 다차선 고속도로에서는 속도 제한이 55로 감소된다. 루이빌에는 두 개의 50마일 지역이 있다. 하나는 I-64에서 오하이오강을 건너 인디애나주로 가는 셔먼 민턴 교량에 접근하는 곳이고, 다른 하나는 I-65에서 인디애나주로 가는 케네디 교량에 접근하는 곳이다. 교통부는 이제 속도 및 설계 연구를 기반으로 다차선 분할 시골 고속도로의 속도를 최대 65마일로 올릴 수 있는 권한을 얻었다. 누구든지 지역 교통부 사무소에 연락하여 상향 조정을 요청할 수 있으며, 상향 조정을 원하는 도로를 지정해야 한다. 2차선 비분할 고속도로는 55마일로 제한된다. 속도 제한을 10마일 미만으로 초과하는 속도 위반은 진입 제한 고속도로에서만 벌점이 부과되지 않거나, 타주에서 켄터키주 면허 운전자가 받은 티켓에 대해서는 벌점이 부과되지 않는다.

## 루이지애나주
루이지애나주의 최고 속도 제한은 75마일이며, 생랑드리, 아부아옐, 이밴젤린, 래피즈, 나키토시, 드소토, 캐도 패리시에 걸쳐 주간고속도로 제49호선의 154마일 구간에서 찾아볼 수 있다. 캐도 패리시의 75마일 구간은 드소토-캐도 패리시 경계에서 루이지애나 주도 제526호선까지, 그리고 루이지애나 주도 제1호선에서 아칸소주 경계까지 두 부분으로 나뉜다. 75마일 구간은 2010년 법안이 DOTD가 안전하다고 입증된 지역에 75마일 구역을 시행할 수 있도록 승인한 후 2011년 루이지애나주 교통 및 개발부에 의해 설정되었다.
70마일은 주간고속도로 10호선, 12호선, 20호선, 49호선, 55호선, 59호선, 220호선, 310호선에 게시되어 있다.
속도 제한 60마일은 레이크찰스, 배턴루지, 라플라스에서 뉴올리언스까지의 I-10, 배턴루지의 I-12, 슈리브포트와 먼로의 I-20, 알렉산드리아와 슈리브포트의 I-49, 슈리브포트의 I-220, 국도 71호선과 국도 167호선의 킹스빌, LA 3132, 그리고 I-110, I-210, I-510, I-610, I-910에 게시되어 있다 (참고: 배턴루지의 I-10 일부 구간은 70마일로, 배턴루지의 I-12 일부 구간도 65마일로 상향 조정되었다).
루이지애나주의 대부분 2차선 고속도로는 최고 속도 제한이 55마일이다.
2003년 8월, 마이크 포스터 주지사는 I-10의 애차팔라야 습지 고속도로로 알려진 18 마일 (29 km) 구간에서 트럭의 속도 및 차선 제한을 발표했다. 이 제한은 트럭의 속도 제한을 55마일로 낮추고 고가 고속도로 전체 길이 동안 트럭을 오른쪽 차선으로 제한한다.

### 기타 법률
기본 고속도로 및 속도 법에는 예외가 있다

시골 지역의 분할 고속도로는 65마일의 속도 제한을 갖는다. 루이지애나 주법 R.S. 32:61(B) 및 32:62(A)는 다음과 같이 명시한다;
"접근 통제가 부분적이거나 없는 다른 다차선 분할 고속도로에서 65마일."

루이지애나주는 합리적이고 신중한 기본법에 따라 운영된다;
"어떠한 사람도 교통량, 고속도로의 표면 및 폭, 날씨 조건을 충분히 고려하여 당시 존재하는 조건 및 잠재적 위험에 비추어 합리적이고 신중한 속도보다 빠른 속도로 차량을 운전해서는 안 된다. R.S. 32:64(A)"
다차선 고속도로에서 일반적인 교통 속도보다 느리게 운전하는 사람은 교통을 위해 이용 가능한 가장 오른쪽 차선에서 운전해야 한다. R.S. 32:71(B)(1)

## 메인주
메인주는 동해안에서 가장 높은 속도 제한을 가지고 있으며, 주간고속도로 제95호선은 올드타운과 홀턴 사이에서 75 mph (121 km/h)의 제한을 갖는다. 올드타운 남쪽의 I-95 구간과 I-295의 절반은 70 mph (113 km/h) 제한을 갖지만, 인구 밀집 지역에서는 50 to 65 mph (80–105 km/h) 구역이 잠시 존재한다. 새코의 I-195는 60 mph (97 km/h)이고, I-395는 뱅고어에서 60 mph (97 km/h), 브루어에서 65 mph (105 km/h)이다.
메인주의 기본 속도 제한은 다음과 같다:
- 학교 등하교 시간 30분 전후 또는 어린이가 있을 때 어린이 보호구역에서 15 mph (24 km/h)
- 운전자의 시야가 "방해받을 때" 교차로 근처에서 20 mph (32 km/h), 단 통행 우선권이 표지판으로 주어지는 경우는 제외
- 상업 또는 주거 지역, 또는 기타 건축 밀집 지역의 도로에서 최소 1⁄8 마일 (200 m) 동안 25 mph (40 km/h)
- 상업 또는 주거 지역 외곽의 도로에서 최소 1⁄4 마일 (400 m) 동안 40 mph (64 km/h)
- 상업 또는 주거 지역 외곽의 분할 고속도로에서 최소 1⁄4 마일 (400 m) 동안 50 mph (80 km/h)

메인주에서는 스쿨버스가 학생들을 수송할 때 더 높은 속도 제한이 있는 도로에서 45 mph (72 km/h)를 초과할 수 없다. 다른 시간에는 제한이 55 mph (89 km/h)이며, 주간고속도로의 경우 게시된 제한이 적용된다.
과속 벌금은 법적으로 최소 50달러이다. 속도 제한을 30 mph (48 km/h) 이상 초과하는 것은 형사 범죄로 간주된다.

## 메릴랜드주
메릴랜드주 주간고속도로의 속도 제한은 기본적으로 65마일로 게시되어 있지만, 교통 및 공학 연구 후에 70마일 제한이 게시될 수 있다. 2015년 10월 1일부터 I-68의 속도 제한은 컴벌랜드 주변 7마일 구간을 제외하고 70마일이다. 2016년 4월 4일부터 I-70의 속도 제한은 펜실베이니아주 주 경계에서 프레더릭군의 MD 180까지, 그리고 프레더릭군의 MD 144에서 하워드군의 국도 제29호선까지 70마일로 증가했다. 메릴랜드주의 도시 고속도로는 보통 55마일 (I-495처럼) 또는 60마일의 속도 제한을 가지지만, 볼티모어 교외 지역 안팎의 I-95 및 I-97 일부 구간, 프레더릭 주변의 I-70, 헤이거스타운 주변의 I-81과 같이 65마일로 표지된 구간도 있다. 헤이거스타운 주변의 I-70은 70마일로 표지되어 있다. 더 엄격한 제한은 볼티모어 시내에 접근하는 I-83의 노스 애비뉴 남쪽과 컴벌랜드의 I-68을 통과하는 구간에서 찾아볼 수 있으며, 두 구간 모두 40마일로 표시되어 있다.
4차선 비주간고속도로 및 비고속도로는 55마일로 게시된다. 여기에는 국도 제50호선 및 국도 제301호선의 베이 브리지 동쪽, 프레더릭 북쪽에서 펜실베이니아주 경계까지의 국도 제15호선, 덴턴 주변의 MD 404, 그리고 I-495와 I-70 사이의 국도 제29호선과 같은 고속도로 등급 도로가 포함된다. 그러나 브런즈윅에서 프레더릭의 I-70까지의 국도 제340호선은 65마일로 게시되어 있다.
2차선 도로는 일반적으로 50마일로 게시되지만, 55마일로 게시된 몇몇 도로도 있다. 동부 해안과 프레더릭 및 캐럴 카운티에서 볼티모어-워싱턴 회랑 및 서부 메릴랜드보다 55마일을 더 흔하게 볼 수 있다. 속도 제한이 55마일인 2차선 도로는 의무적으로 헤드라이트를 사용해야 한다.
도시 및 시내 속도 제한은 일반적으로 30마일로 게시된다.

## 매사추세츠주
매사추세츠 법에 규정된 바와 같이, 기본 속도 제한은 다음과 같다:
- 상품을 판매하고 황색 점멸등을 표시하는 차량 (예: 아이스크림 트럭) 주변 지역에서 15 mph (24 km/h)
- 어린이가 있을 때 어린이 보호구역에서 20 mph (32 km/h)
- "밀집된" 또는 상업 지구의 도로에서 최소 1⁄8 마일 (200 m) 동안 30 mph (48 km/h)
- "밀집된" 또는 상업 지구 외곽의 도로에서 최소 1⁄4 마일 (400 m) 동안 40 mph (64 km/h)
- "밀집된" 또는 상업 지구 외곽의 분할 고속도로에서 최소 1⁄4 마일 (400 m) 동안 50 mph (80 km/h)

주 고속도로 및 기타 간선도로는 도시 지역에서는 종종 35 to 40 mph (56–64 km/h)로, 시골 지역에서는 45 to 50 mph (72–80 km/h)로 게시된다. 소수의 비분할 도로는 55 mph (89 km/h)로 게시된다. 분할 고속도로는 시골 지역 및 상업 지구에서 보통 45 to 55 mph (72–89 km/h)로 게시된다. 주간고속도로 및 교외 및 시골 지역의 일부 비주간고속도로는 65 mph (105 km/h)로 게시되지만, 국도 제6호선, 주도 제2호선, 주도 제128호선과 같은 많은 비주간고속도로는 55 mph (89 km/h)로, 보스턴 남쪽의 매사추세츠 주도 제3호선과 같은 도로는 60 mph (97 km/h)로, 국도 제3호선의 고속도로 구간과 같은 도로는 65 mph (105 km/h)로 게시된다. 도시 고속도로는 종종 55 mph (89 km/h)로 게시되며 때로는 더 낮게 게시되지만, 스프링필드 및 우스터 지역을 통과하는 매사추세츠 턴파이크와 같은 일부 시골 고속도로는 65 mph (105 km/h)의 속도 제한을 유지한다.
"밀집된 지역"은 주거 및 상업 건물과 같은 건축물이 최소 1 마일 (1.6 km) 거리에서 200 피트 (61 m) 미만으로 떨어져 있는 지역이다. 매사추세츠 동부의 상당 부분이 다양한 관할 구역과 다른 속도 제한으로 개발되어 있기 때문에 이는 주관적일 수 있다.

## 미시간주
미시간주의 최고 속도 제한은 75 mph (121 km/h)이다. 미시간주는 진입로 및 도로의 수, 또는 자유로운 교통의 85백분위수를 기반으로 하는 공식을 사용하며, 이러한 방법이 사용되지 않으면 55 mph (89 km/h)의 기본값이 적용된다. 시골 지역에서는 속도 제한이 다음과 같다:
- 승용차의 고속도로 속도는 70 mph (113 km/h)에서 75 mph (121 km/h)까지 다양하다.
- 트럭 및 군용 차량의 고속도로 속도는 65 mph (105 km/h)이다.
- 승용차 및 트럭의 비고속도로 속도는 55 mph (89 km/h)에서 65 mph (105 km/h)까지 다양하다.

미시간주의 고속도로는 일반적으로 최저 및 최고 속도가 모두 표시되어 있다. 기본적으로 고속도로 속도 제한은 70 mph (113 km/h)이며, 모든 차량의 최저 속도는 55 mph (89 km/h)이다. 이는 트럭의 속도 제한이 65 mph (105 km/h)임에도 불구하고 트럭에게는 10 mph (16 km/h)의 합법적인 속도 범위만 허용한다. 맥키노 교량은 승용차의 경우 45 mph (72 km/h), 트럭의 경우 20 mph (32 km/h)의 속도 제한이 있지만, 강풍 시에는 20 mph (32 km/h)까지 낮아질 수 있다. 미시간주 교통부와 미시간주 경찰은 안전하다고 판단되면 속도 제한을 75 mph (121 km/h)로 올릴 수 있다. MDOT와 MSP는 2017년 4월 26일, 여러 미시간 고속도로에서 속도 제한이 75마일로 증가했다고 발표했다. 여기에는 I-75의 베이시티에서 수세인트마리까지 (맥키노 교량 제외), I-69의 클린턴군의 비즈니스 루프 69에서 세인트클레어군의 I-94까지 (플린트 안팎 구간은 70 mph (113 km/h) 유지), 국도 제127호선의 클린턴군의 I-69에서 크로퍼드군의 I-75까지 (프리웨이 표준이 아닌 세인트존스와 이타카 사이 15마일 구간 제외), 그리고 국도 제131호선의 켄트군의 M-57에서 맨턴 북쪽의 고속도로 끝까지 포함된다. 이러한 증가는 2017년 5월 1일에 시작되어 2017년 5월 15일까지 완료되었다. 고속도로 작업 구역의 속도 제한은 법적으로 하루 24시간 60 mph (97 km/h)로 제한된다. 작업자가 있을 경우 (장벽 뒤에 있지 않은 경우), 작업자의 안전을 위해 운전자는 45 mph (72 km/h)로 속도를 줄여야 한다.
수년 동안 트럭은 일반적으로 60 mph (97 km/h)의 속도 제한을 가졌지만, 2017년에 65 mph (105 km/h)로 증가했다.
미시간주의 도시 주간고속도로 속도 제한은 일반적으로 인접 주보다 높다. 예를 들어, 디트로이트 대도시 지역에서 I-75 남행은 M-102 (8마일 도로, 59번 출구)에서 디트로이트로 진입하며, I-94와의 인터체인지 (53번 출구)까지 70 mph (113 km/h) 제한을 유지하며, 그곳에서 속도 제한은 55 mph (89 km/h)로 떨어진다. I-94 및 I-96과 같은 디트로이트의 다른 고속도로도 시내 지역 안팎에서 55 mph (89 km/h)의 속도 제한을 가지지만, 시내 지역을 벗어난 후 비교적 곧 70 mph (113 km/h)로 상승한다. 그랜드래피즈 시내에서는 I-196의 속도 제한이 65 mph (105 km/h)이며, 유일하게 속도 제한이 감소된 다른 도시 주간고속도로이다. 그랜드래피즈의 국도 131호선은 미시간주에서 70 마일 매 시 (113 km/h)의 속도 제한이 있는 유일한 비주간고속도로 도시 고속도로 중 하나이며, 이는 2013년에 55 마일 매 시 (89 km/h)에서 상향 조정되었다. 또한, 앤아버, 배틀크리크, 플린트, 캘러머주, 랜싱 (주도), 새기노를 포함한 소규모 도시의 속도 제한은 70 mph (113 km/h)로 유지된다.
다른 모든 고속도로의 기본 속도는 2차선이든 4차선이든 55 mph (89 km/h)이다. 그러나 미시간주는 안전 연구에서 더 높은 제한이 안전하다고 결론 내리면 최대 65 mph (105 km/h)의 속도 제한을 허용한다. 2016년까지 이 조항은 4차선 분할 비제한 진입 고속도로에만 적용되었다. 국도 제127호선의 세인트존스와 이타카 사이 20-마일 (32 km) 구간은 고속도로 기준으로 개선하기 위한 자금 부족으로 인해 교통 흐름을 원활하게 하기 위한 타협책으로 65 mph (105 km/h)로 게시되었다. 국도 제2호선의 어퍼 반도에 있는 래피드 리버와 글래드스톤 사이의 속도 제한도 65 mph (105 km/h)로 상향 조정되었다. 2017년부터 미시간주의 로어 및 어퍼 반도의 여러 2차선 도로에서 속도 제한이 65마일로 증가하기 시작했으며, 여기에는 세인트 이그나스에서 래피드 리버까지의 국도 2호선과 I-75에서 무닝까지의 M-28이 포함된다.

## 미드웨이 환초
미드웨이 환초의 속도 제한은 15 mph (24 km/h)이다.

## 미네소타주
도시 속도는 기본적으로 30 mph (48 km/h)로 설정된다. 2019년 8월 현재, 시는 미네소타주 교통부 (MnDOT)가 속도 조사를 수행하지 않고도 시 소유 도로에 속도 제한을 설정할 수 있게 되었지만, 법에 따라 시는 자체적인 독립적인 공학 검토를 수행해야 한다. 시는 또한 필요한 연구 없이 주거 도로에 25 mph (40 km/h)의 속도 제한을 채택할 수 있다. 현재까지 미니애폴리스와 세인트폴은 모두 별도로 게시되지 않는 한 시 전체의 20 mph (32 km/h) 속도 제한을 채택했지만, 대부분의 주요 시 도로는 25 mph (40 km/h)로 게시되어 있다.
70 mph (113 km/h)의 속도 제한은 도시 지역 외곽의 미네소타주 주간고속도로에서만 허용된다. 55 mph (89 km/h)의 속도 제한은 일반적으로 더 높은 속도 제한이 사용될 수 있지만, 교통 체증이나 다른 이유로 더 낮은 속도 제한이 필요한 도시 지역에서 사용된다. 예시로는 미니애폴리스, 무어헤드 및 세인트폴 안팎의 I-94, I-35W 및 I-35E가 있다. I-35E는 세인트폴의 일부 지역에서 속도 제한이 45 mph (72 km/h)까지 내려간다. 60 mph (97 km/h)의 속도 제한은 I-494 및 I-694와 같은 트윈 시티 대도시 지역의 교외 지역에서 일반적으로 사용된다.
비주간고속도로 분할 도로 (고속도로 및 고속화 도로 모두)는 시골 지역에서 65 mph (105 km/h), 도시 또는 교외 지역에서 최대 60 mph (97 km/h)의 속도 제한이 있다 (참고: 2017년 11월 트윈 시티 대도시 지역의 국도 제169호선과 같은 일부 비주간고속도로 분할 도로에서 속도 제한이 증가했다). 미네소타주의 시골 도로는 별도로 게시되지 않는 한 55 mph (89 km/h)의 제한이 있지만, 2014년부터 2019년까지의 교통 및 공학 연구 이후 많은 60 mph (97 km/h) 속도 제한이 적용되고 있다.

## 미시시피주
70마일의 속도 제한은 미시시피주의 시골 고속도로에서만 허용된다; 주간고속도로 (I-110 제외), 국도 제78호선, MS 304호선, 그리고 국도 제82호선의 일부 구간만이 70마일의 속도 제한을 가지며, 이 구간들은 주 고속도로 총 길이의 약 86%를 차지한다.
65마일의 속도 제한은 일반적으로 주의 4차선 분할 고속도로에서 사용되며, 여기에는 다음 도로의 일부가 포함된다:
- 국도 제45호선 / 국도 제45호선 대체로
- 국도 제49호선 / 국도 제49W호선
- 국도 제61호선
- 국도 제72호선
- 국도 제82호선
- 국도 제84호선
- 국도 제90호선
- 국도 제98호선
- 국도 제278호선
- MS 15호선
- MS 19호선
- MS 25호선
- MS 39호선
- MS 57호선
- MS 63호선
- MS 67호선
- MS 302호선
- MS 605호선
- MS 607호선

60마일의 속도 제한은 일반적으로 더 높은 속도 제한이 사용될 수 있지만, 교통량이나 기하학적 조건이 더 낮은 속도 제한을 필요로 하는 도시 지역에서 사용된다. 다음 지역이 포함된다:
- 주간고속도로 제20호선의 빅스버그, 잭슨에서 펄, 그리고 머리디언 구간
- 주간고속도로 제55호선의 잭슨에서 리지랜드 구간
- 주간고속도로 제59호선의 로럴과 머리디언 구간
- 국도 제61호선의 튜니카 리조트 구간
- 국도 제78호선의 뉴올버니 구간
- 국도 제82호선의 콜럼버스 구간

2008년 주 의회 제1차 임시회에서 통과된 하원 법안 3호는 주의 유료도로에서 80 mph (129 km/h)까지의 속도 제한을 허용하지만, 2022년 현재 그러한 도로는 건설되지 않았다.
미시시피는 위험이 없을 때 4차선 국도에서 30마일의 최소 속도를 가진다. 이상하게도, 증가하는 주의 4차선 주 고속도로의 최소 속도에 대한 법은 없다. 주간고속도로와 70마일의 속도 제한을 가진 4차선 국도에서는 최소 40마일이다. 2004년, 미시시피는 모든 시골 주간고속도로에 최소 속도 제한 (40마일)을 게시했지만, 이 최소 속도 제한은 그 이전부터 이미 주 법이었다.

## 미주리주
미주리주의 법정 속도 제한은 다음과 같다:
- 시골 지역의 주간고속도로 및 고속도로: 70마일
- 시골 지역의 고속화 도로: 65마일 (예외: 제퍼슨 시티 북쪽의 국도 54호선 및 63호선 고속도로는 평면 교차 고속화 도로로 70마일의 속도 제한이 있다)
- 도시 지역의 주간고속도로, 고속도로 및 고속화 도로: 60마일
- 기타 주정부 유지 번호가 있는 시골 고속도로: 60마일
- 주 자갈 도로: 35마일

고속도로는 다음과 같이 정의된다: "최소 10마일 길이의 진입 제한 분할 고속도로로서 4개 이상의 차선을 가지고 있으며 연방 주간고속도로 시스템의 일부가 아니며 해당 10마일의 분할 고속도로 내에서 동일한 등급의 거리, 도로 또는 기타 고속도로로부터 교차로 또는 진입로가 없는 도로."
고속화 도로는 다음과 같이 정의된다: "최소 10마일 길이의 분할 고속도로로서 4개 이상의 차선을 가지고 있으며 연방 주간고속도로 시스템의 일부가 아니며 해당 분할 고속도로와 동일한 등급의 거리, 도로 또는 기타 고속도로로부터 교차로 또는 진입로가 있는 도로."
도시 지역은 다음과 같이 정의된다: "평방 마일당 1,000명 이상의 밀도로 5만 명의 인구를 가진 지역".
고속도로 및 교통 위원회는 이러한 고속도로의 속도 제한을 상향 또는 하향 조정할 수 있지만, 번호가 있는 고속도로에서는 70마일, 문자가 있는 고속도로에서는 60마일을 초과할 수 없다.
주간고속도로에는 40마일의 최소 속도 제한이 있다.

### 가변형 속도 제한
미주리주는 세인트루이스 주변 I-270을 따라 2년간의 가변형 속도 제한 실험을 마쳤다. 디지털 표지판이 고속도로에 설치되었으며, 가변형 속도 제한 사용에 대해 운전자에게 알리는 추가 표지판도 설치되었다. 제한은 교통 상황에 따라 시간당 40마일에서 60마일 사이로 다양하며, 5분마다 최대 5마일까지 변경될 수 있다. 2012년 1월 현재, 이러한 속도 제한은 이제 "자문 속도 제한"으로 게시된다.
세인트루이스의 I-64 폐쇄 및 주요 재건축 기간 동안, I-44 및 I-70에 추가 차선이 추가되었고, 이에 따라 세인트루이스 카운티 및 시내 해당 도로의 속도 제한은 55마일로 감소되었다. I-64 건설은 완료되었고, 추가 차선은 2010년에 제거되었다. 2010년 10월, I-44와 I-70 모두 속도 제한이 60마일로 복구되었다.

### 법정 제한의 예외
미주리주의 대부분의 갓길이 있는 2차선 도로는 60마일의 속도 제한을 갖는다. 갓길이 없는 2차선 도로는 보통, 하지만 항상 그런 것은 아니지만, 55마일로 제한된다. 일부 개선된 2차선 고속도로는 시골 지역에서 65마일의 속도 제한을 갖는다. 예를 들어:
- 국도 54호선은 엘도라도 스프링스 서쪽에서 캔자스주 주 경계까지; 맥스 크릭 남서쪽 MO-73 교차점에서 캠던턴 근처까지; 또한 멕시코 우회도로 3마일 구간
- 국도 63호선은 비엔나 남쪽에서 아칸소주 주 경계 근처 세이어까지. 이 노선의 일부는 3차선이며, 추월 차선은 북행과 남행 교통량 사이에서 교대로 바뀐다.
- MO-5호선은 캠던턴과 레바논 사이. 이 도로는 3차선이며, 추월 차선은 북행과 남행 교통량 사이에서 교대로 바뀐다.
- MO-43호선은 국도 54호선 남쪽에서 세네카까지
- MO-96호선은 I-44 서쪽에서 카시지까지

대부분의 시골 고속화 도로는 65마일의 속도 제한을 가지지만, 일부는 70마일로 상향 조정된 속도 제한을 가진다.
- 국도 54호선은 멕시코 우회도로 남쪽 끝에서 제퍼슨시티의 미주리강을 건너는 Route W 인터체인지까지, 킹덤 시티의 I-70 인터체인지 지역은 45마일이다. 국도 54호선은 또한 콜군의 팔 힐 로드에서 레이크 오자크의 비즈니스 루트 54 교차점 북쪽까지 70마일의 속도 제한을 갖는다.[100]
- 국도 63호선은 커크스빌 우회도로 남쪽 끝에서 제퍼슨시티 북쪽 국도 54호선까지, 메이컨을 통과하는 구간은 비분할 표면 도로를 따르며, 컬럼비아를 통과하는 구간은 속도 제한이 65마일로 떨어진다.[101][102]
- MO-7호선은 I-49에서 클린턴 바로 서쪽까지.
- 제임스 리버 고속도로는 I-44에서 스프링필드 서쪽의 Route 13까지 완전한 주간고속도로 표준으로 건설되었으며, 70마일의 속도 제한이 있다. 미주리주의 다른 도시 주간고속도로와 유사하게 스프링필드를 통과하는 구간에서는 속도 제한이 60마일로 떨어진다.
- 국도 71호선 고속화 도로는 파인빌에서 해리슨빌까지 70마일의 제한이 있었지만, I-49로 업그레이드되기 전까지는 그랬다.

대부분의 미주리 문자가 있는 고속도로는 55마일이며, 인구 밀집 지역에서는 더 낮을 수 있다. 60마일의 속도 제한을 가진 몇 군데가 있다.
- 제퍼슨 카운티의 Route M은 대부분 고속화 도로이며, 고속도로의 대부분은 60마일의 속도 제한이 있다.
- 갓길이 있는 개선된 2차선 도로인 제퍼슨 카운티의 Route A는 60마일의 속도 제한이 있다. Route A는 힐스보로와 페스터스 사이를 지난다.
- 분 카운티의 Route B는 대부분 갓길이 있는 개선된 2차선 도로이다. 따라서 컬럼비아 바로 북쪽에서 홀스빌 남쪽 1마일의 개선된 구간 끝까지 60마일의 속도 제한이 있다. 홀스빌 북쪽에서는 고속도로가 Route 124로 바뀌며, 이 도로도 60마일의 속도 제한이 있다.
- 콜 카운티의 Route C는 갓길이 있는 개선된 2차선 고속도로이며, 제퍼슨시티 바로 서쪽에서 러셀빌 바로 동쪽까지 60마일의 속도 제한이 있다.
- 오세이지 카운티의 Route A는 현대적인 국도 50호선과의 교차점에서 루스 크릭까지 이전 국도 50호선의 경로를 따른다. 도로가 주요 고속도로와 동일한 기준으로 설계되었으므로, 해당 도로 구간의 속도 제한은 60마일이다.

세인트루이스, 캔자스시티, 컬럼비아, 세인트조지프, 스프링필드의 도시 지역에서는 주간고속도로 및 고속도로의 속도 제한이 일반적으로 60마일로 떨어진다. 또한 롤라의 I-44에서는 184번 출구 바로 서쪽에서 186번 출구까지 속도 제한이 60마일로 감소하는데, 이는 기준 미달 설계 때문이다.
도시 지역의 고속도로 속도 제한은 캔자스시티 및 세인트루이스 시내의 몇몇 매우 짧은 구간에서는 45마일 또는 50마일까지 낮아질 수 있으며, 세인트루이스, 캔자스시티 및 세인트조지프 지역의 외곽 지역에서는 65마일까지 높아질 수 있다. 케이프지라도 및 조플린 지역에는 고속도로 속도 제한이 감소되지 않으며, 캔자스시티 주변의 I-435는 클레이코모의 I-35에서 메트로 지역의 북쪽 및 서쪽을 통과하는 캔자스주 경계까지 70마일의 제한을 갖는다.
캔자스시티의 I-29는 배리 로드 북쪽의 플래트 카운티에서 부캐넌 카운티의 국도 169호선 남쪽까지 70마일의 제한이 있으며, 그곳에서 제한은 65마일로 떨어진다. 부캐넌 카운티의 프레데릭 로드 북쪽에서는 제한이 아이오와주 주 경계까지 70마일로 돌아온다.

## 몬태나주
2015년 10월 1일 현재, 몬태나주의 최고 속도 제한은 80 mph (129 km/h)이다. 2015년 5월 5일, 몬태나주의 시골 주간고속도로 속도 제한을 75마일에서 80마일로 높이는 법안이 스티브 불럭 주지사에 의해 법으로 서명되었다.

### 합리적이고 신중함

1995년 12월부터 1999년 6월까지 몬태나주 경계에서 볼 수 있었던 전형적인 속도 제한 표지판

1974년 국가 시속 55마일 제한 이전과 1995년 시속 65마일 제한 폐지 이후 3년 동안 몬태나주는 대부분의 시골 도로에서 주간에 비숫자 "합리적이고 신중한" 속도 제한을 가졌다. 몬태나 주법 (MCA) 61-8-303조는 "어떤 사람도 ... 운행 지점에서 존재하는 조건에 따라 합리적이고 적절한 속도보다 빠르지 않은 속도로 차량을 운전해야 하며 ... 도로 또는 고속도로를 사용할 권리가 있는 사람의 생명, 사지, 재산 또는 기타 권리를 과도하게 또는 불합리하게 위태롭게 하지 않아야 한다"고 명시했다.
몬태나 주법은 또한 몇 가지 숫자 제한을 명시했다: 야간 속도 제한은 일반적으로 도로 종류에 따라 55 or 65 mph (89 or 105 km/h); 도시 지역에서는 25 mph (40 km/h), 공사 구역에서는 35 mph (56 km/h)이다.
"합리적이고 신중한"이라는 문구는 대부분의 주 속도 법률에 존재한다. 이는 속도 제한이 부주의하게 빠를 수 있는 비이상적인 조건(예: 비 또는 눈)에서 기소를 허용한다.

### 속도 제한 없음
1996년 3월 10일, 몬태나주 순찰대원은 주도 200호선 구간에서 85 mph (137 km/h)로 주행하는 운전자에게 과속 딱지를 발부했다. 50세 운전자 (루디 스탄코)는 오도미터에 10,000 마일 (16,000 km) 미만의 1996년 쉐보레 카마로를 운전하고 있었다. 경찰관은 합리적인 속도가 무엇인지에 대한 의견을 제시하지 않았지만, 운전자는 유죄 판결을 받았다. 운전자는 몬태나주 대법원에 항소했다. 법원은 1998년 12월 23일 97-486호 사건에서 유죄 판결을 뒤집었다; 법원은 운전자에게 비숫자 "합리적이고 적절한" 속도로 운전하도록 요구하는 법이 "너무 모호하여 몬태나주 헌법의 적법절차 조항을 위반한다"고 판결했다.
1999년 5월 28일부로, 그 결정의 결과로, 몬태나주 의회는 75 mph (121 km/h)의 속도 제한을 설정했다.
- 몬태나주의 미국 국도, 주도, 심지어 보조 도로도 속도 제한은 70마일/야간:65마일; 트럭:60마일/야간:55마일로 게시되어 있다.

7년 후, 연방 국가 최대 속도 법의 오랜 지지자였던 고속도로 안전 보험 연구소에서 실시한 연구에 따르면, 몬태나주의 시골 주간고속도로 75마일 속도 제한은 운전자들에게 잘 받아들여졌다; IIHS가 측정한 교통 속도는 해당 도로에서 차량의 76%가 75마일 제한을 준수하는 것으로 나타났다. IIHS는 또한 시골 주간고속도로에서 몬태나주의 변경되지 않은 대형 트럭 속도 제한인 65마일의 적용을 받는 대형 트럭의 속도가 1996년 평균 70마일에서 2006년 65마일로 극적으로 감소했으며, 85백분위수 대형 트럭 속도가 1996년 79마일에서 2006년 68마일로 11마일 감소했음을 발견했다.

### 75마일 및 80마일 속도 제한
이러한 번복에도 불구하고, 몬태나주의 당시 주지사 마크 라시코는 주의회를 긴급 소집하지 않았다. 일부 도로는 몬태나주 의회가 정기 회기를 열어 새로운 법률을 제정하여 1999년 6월까지 사실상 속도 제한이 없었다. 이 법률의 실질적인 효과는 모든 도로에 숫자 속도 제한을 의무화하고 75 mph (121 km/h)보다 높은 속도 제한을 불허하는 것이었다.
몬태나주 법에는 여전히 "어떤 사람도 신중하고 사려 깊은 방식으로 차량을 운행해야 하며, 운행 지점에서 존재하는 교통 혼잡, 시야, 날씨 및 도로 상태를 고려하여 합리적이고 사려 깊은 속도보다 빠르지 않은 속도로 운행해야 한다"는 조항이 포함되어 있다. 그러나 이는 다른 주 교통 법규에도 나타나는 표준 조항이며, 합리적이고 사려 깊은 도로 운행 방식을 유지하기 위해 더 낮은 속도가 필요한 경우 속도 제한보다 낮은 속도를 요구하는 실질적인 효과를 갖는다.
몬태나주는 또한 야간 속도 제한을 제한적으로 적용한다. 몬태나주의 다른 속도 제한은 어린이 보호구역에서 15–35 mph (24–56 km/h), 주거 지역에서 30 mph (48 km/h), 대로에서 35–45 mph (56–72 km/h), 신호등이 있는 고속도로에서 55 mph (89 km/h), 시골 분할 4차선 고속도로에서 65–70 mph (105–113 km/h), 시골 2차선 비분할 고속도로에서 55–70 mph (89–113 km/h)이다.
2019년 5월 10일, 스티브 불럭 주지사는 HB 393에 서명하여 법으로 제정했다. 이 법은 시골 고속도로에서 트럭 속도 제한을 항상 70 mph (113 km/h)로, 다른 시골 고속도로에서는 항상 65 mph (105 km/h)로 상향 조정한다.

## 네브래스카주
네브래스카주 최고 속도 제한은 시골 주간 고속도로에서 75마일이다. 이 속도 제한은 주간고속도로 제80호선의 오마하와 링컨 사이, 링컨 서쪽에서 와이오밍주 경계까지, 그리고 콜로라도주에서 주 남서부 코너로 진입하여 I-80과 합류하는 주간고속도로 제76호선의 작은 구간에만 적용된다. 도시 지역의 고속도로와 고속화 도로는 65마일로 게시된다. 네브래스카주 시골 지역의 속도 제한은 별도로 게시되지 않는 한 65마일이지만, 시골 분할 고속도로와 슈퍼 투 고속도로는 70마일로 게시된다. 네브래스카주 속도 제한의 가장 최근 변경은 2018년 4월 17일에 시행되었으며, 이는 주의 모든 최고 속도 제한(시골 주간 고속도로 제외)이 시간당 5마일씩 상향 조정되는 결과를 가져왔다.

## 네바다주
네바다주의 최고 속도 제한은 시골 고속도로에서 70–80 mph (113–129 km/h), 다른 시골 분할 도로에서 65–75 mph (105–121 km/h), 주요 비분할 도로에서 55–70 mph (89–113 km/h), 도시 고속도로에서 65 mph (105 km/h)이다.
- I-15는 라스베이거스 남쪽에서 캘리포니아주의 70마일 게시 제한과 일치하도록 70 mph (113 km/h)로 게시되어 있으며, 라스베이거스 북동쪽 (52마일 지점 북쪽)에서는 75 mph (121 km/h)이다.
- 라스베이거스 북쪽의 국도 95호선은 70 mph (113 km/h)이다. 불더시티 근처 국도 93호선 남쪽에서 SR 163까지는 75 mph (121 km/h)이다.
- I-80은 리노에서 유타주까지 65–80 mph (105–129 km/h)로 다양하다. 대부분의 시골 구간은 75 mph (121 km/h)로 게시되어 있다. 2018년 현재 오아시스 동쪽에서 유타주 경계까지, 펀리와 위너머카 사이 구간은 80 mph (129 km/h)이지만, 러브락 구간은 제외된다. 산악 구간과 좁은 계곡을 통과하는 구간은 보통 70 mph (113 km/h)이다. 리노 서쪽의 I-80은 교외 리노에서 시에라네바다산맥을 넘어 캘리포니아주로 빠르게 전환되면서 65 mph (105 km/h)로 게시되어 있으며, 캘리포니아에서도 제한은 65마일이다.
- 국도 50호선은 타호호에서 일리 및 유타주까지 70 mph (113 km/h)이다.
- I-580은 10번 출구에서 24번 출구 바로 남쪽까지 70 mph (113 km/h)이며, 그 이후로는 65 mph (105 km/h)이다.
- 라스베이거스 시내를 통과하는 국도 95호선, I-15, I-215는 모두 65 mph (105 km/h)로 게시되어 있다.

1973년 후반에 50 and 55 mph (80 and 89 km/h) 속도 제한이 부과되기 전, 네바다주는 대부분의 시골 고속도로, 고속도로 및 기타 도로에 "합리적이고 적절한" (비수치) 속도 제한을 가졌다. 특정 2차선 고속도로의 속도 제한은 70마일이며, 여기에는 오리건주 경계까지의 국도 95호선(트럭의 경우 65마일)과 네바다 사막의 국도 6호선 및 50호선의 특정 구간이 포함된다. 어린이 보호구역의 속도 제한은 15~25마일이며, 주거 지역의 속도 제한은 25~30마일이다. 2015년, 네바다주 의회는 주 전체 최고 속도 제한을 80마일로 상향 조정하는 법안에 투표했으며, 이는 그해 10월부터 발효될 예정이었다. 그러나 2015년 10월부터 2017년 3월까지 주 내에 80마일 속도 제한이 게시된 곳은 없었다.
2017년 3월 13일, 네바다주 DOT는 펀리와 위너머카 사이 130마일 구간의 I-80에 80마일 속도 제한 표지판을 설치했지만, 러브락 (106번 및 107번 출구) 지역은 제외되었다.
2018년 2월 21일, 네바다주 DOT는 오아시스와 웨스트 웬도버 사이 I-80의 속도 제한을 80마일로 상향 조정했다.
2018년 12월, 네바다 DOT는 I-80의 더 많은 구간에서 속도 제한을 80mph로 올렸다. 이 구간은 위너머카에서 배틀 마운틴까지, 그리고 엘코에서 웰스까지이다.

## 뉴햄프셔주

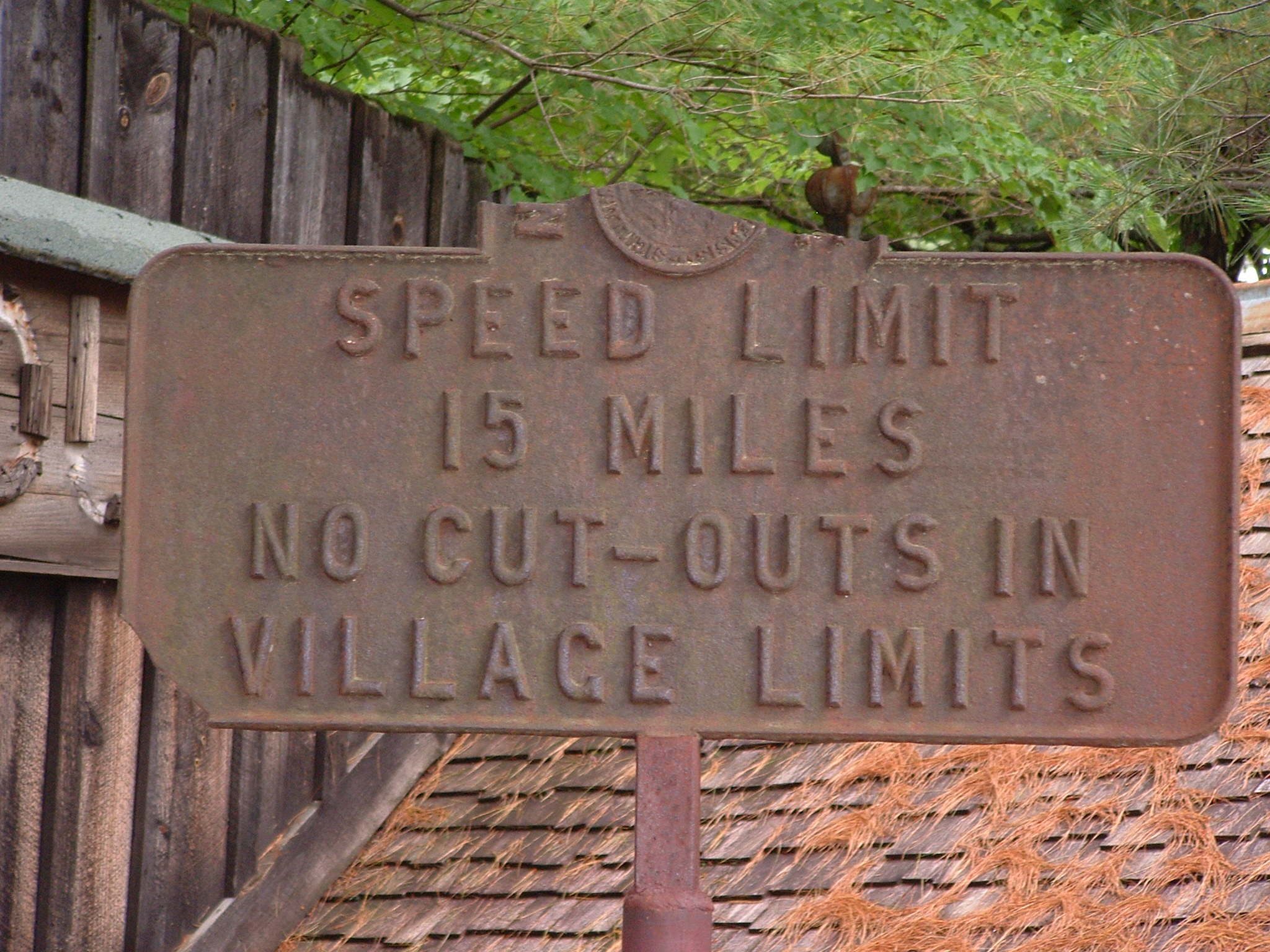
뉴햄프셔주 옛 속도 제한 표지판

뉴햄프셔주에서 가장 높은 속도 제한은 70 mph (113 km/h)이다. 이는 주간고속도로 제93호선의 마일 마커 45번부터 버몬트주 경계까지 (프랑코니아 노치 파크웨이 제외) 찾을 수 있다. 다른 모든 고속도로와 유료도로는 최고 65 mph (105 km/h)이다. 뉴햄프셔주 주간고속도로의 최소 속도는 게시된 곳에서 45 mph (72 km/h)이다.
낮은 속도를 필요로 하는 위험이 없는 한, 제한을 초과하지 않는 차량의 속도는 표면적으로 합법적인 것으로 간주된다. "시골 주거 지역" 및 시 또는 읍내 외곽의 Class V 고속도로의 제한은 35 mph (56 km/h)이다. 모든 "상업 또는 도시 주거 지역"의 제한은 30 mph (48 km/h)이다. 어린이 보호구역은 등하교 시간 45분 전후로 제한이 10 mph (16 km/h) 감소한다. 도로 공사 또는 건설 구역의 속도 제한은 작업이 진행 중일 때 일반 속도 제한보다 10 mph (16 km/h) 낮지만, 45 mph (72 km/h)를 초과할 수 없다. 다른 모든 지역의 속도 제한은 55 mph (89 km/h)이다. 시골 또는 도시 지역에서 속도를 설정할 수 있는 최저 제한은 25 mph (40 km/h)이다.
프랑코니아 노치 주립공원을 통과하는 주간고속도로 제93호선의 속도 제한은 고속도로가 각 방향으로 1차선으로 좁아지는 곳에서 45 mph (72 km/h)로 떨어지지만, 프랑코니아 노치를 벗어나면 10 mph (16 km/h)씩 증가하여 70 mph (113 km/h)로 다시 올라간다. 콩코드의 주간고속도로 제393호선은 시내 중심부와 고속도로 끝에 가장 가까운 서행 구간에서 45 and 35 mph (72 and 56 km/h) 구역을 제외하고는 전체 길이에 걸쳐 55 mph (89 km/h)의 게시된 속도 제한을 갖는다. 맨체스터 시내를 통과하는 주간고속도로 제293호선의 속도 제한은 메리맥강을 따라 달릴 때 50 mph (80 km/h)로 떨어지지만, 시내 중심부 양쪽에서는 55 mph (89 km/h)로 증가한다.
1974년 이전에 뉴햄프셔 턴파이크와 주간고속도로 89호선과 93호선의 시골 구간은 70 mph (113 km/h)로 게시되었다.

## 뉴저지주
뉴저지주의 유일한 법정 속도 제한은 다음과 같다:
- 시골 지역 50마일
- 도시 지역 25마일

주가 대부분 교외화되어 있기 때문에, 도로의 관할 구역과 지방 자치 단체가 타운십, 마을, 읍, 자치구 또는 도시 상태인지에 따라 25마일에서 50마일까지 다양하다. 뉴저지주는 국가 최대 속도 법이 폐지된 후 1998년에 고속도로 속도 제한을 65마일로 상향 조정했다. 뉴저지주에서 65마일로 표지된 유일한 고속도로는 다음과 같다:
유료도로:
- 뉴저지 턴파이크 (린든 남쪽)

- 뉴저지 턴파이크 펜실베이니아 턴파이크 연장선 (I-95)

- 가든 스테이트 파크웨이 (파라머스와 올드 브리지 사이, 톰스리버 주변 제외)

- 애틀랜틱 시티 고속도로 (가든 스테이트 파크웨이 서쪽)

NJDOT 유지 고속도로:
- I-295 (펜스빌과 벨마워 및 체리 힐 사이 제외)

- I-80 (델라웨어 워터 갭에서 웨인까지)

- I-287 (모리스타운 안팎 제외)

- I-78 (델라웨어강에서 뉴어크까지)

- I-195

- Route 55

- Route 24

- 먼마우스군의 Route 18

모든 65마일 속도 구역에서는 과속 및 기타 이동 위반에 대한 벌금이 두 배로 부과된다 (이는 주에서 속도 제한을 상향 조정하기 위한 조건이었다). 이를 알리는 표지판은 대부분의 재확인 표지판 뒤에 나타난다.

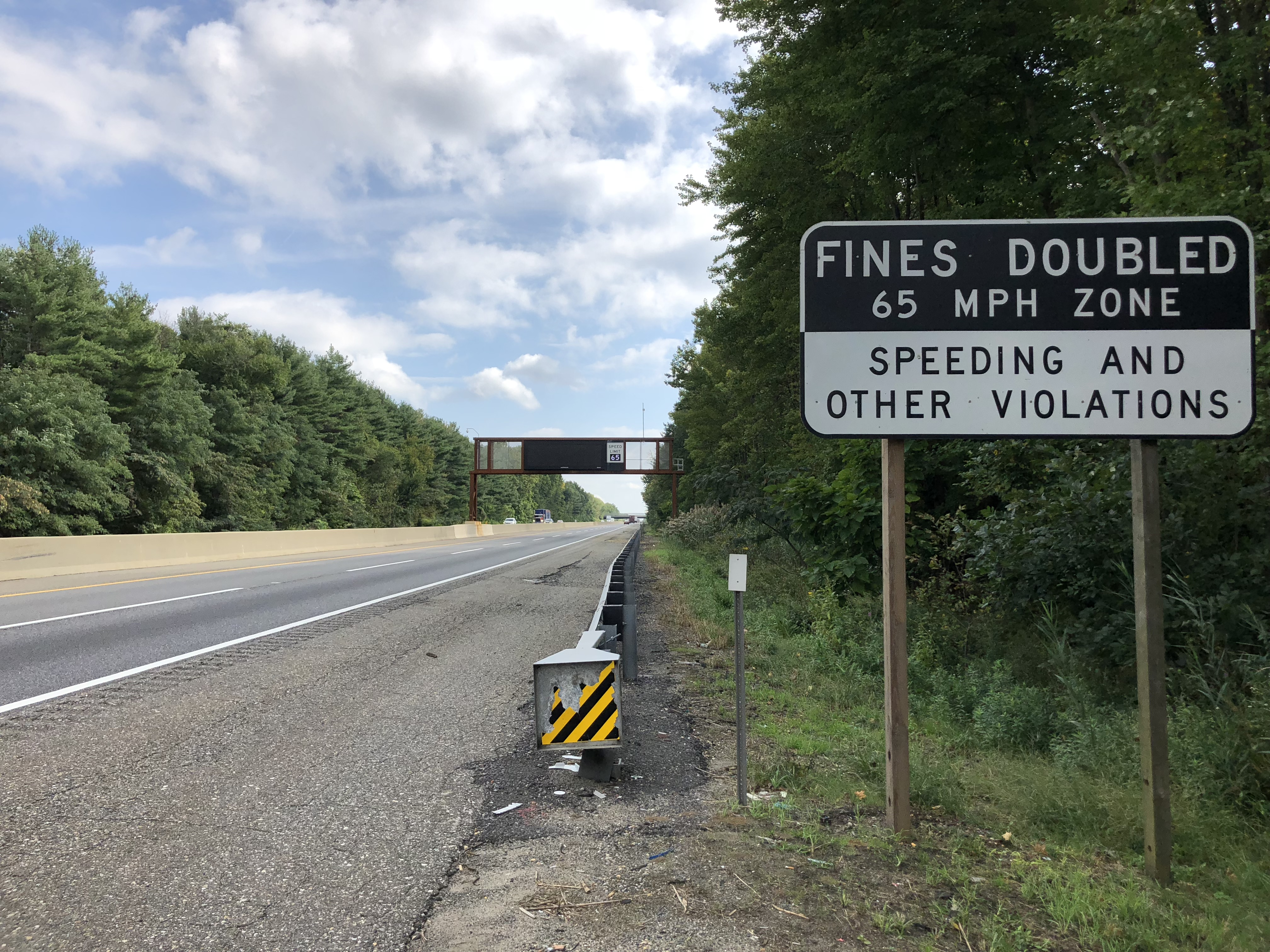
65마일 속도 구역에서 볼 수 있는 전형적인 뉴저지주 표지판, 교통 위반 벌금이 두 배가 됨을 알린다.

짧은 길이의 비주간고속도로 고속도로 (예: 국도 202호선, 주도 15호선, 주도 90호선, 주도 21호선, 주도 42호선, 주간고속도로 제676호선, 주도 33호선)는 55마일로 유지된다. 도시 고속도로 속도 제한은 일반적으로 50에서 55마일이다. 그러나 도시 지역의 일부 고속도로는 65마일 속도 제한을 유지한다. 뉴저지 턴파이크 시스템만 동서 분기선, 뉴어크 확장선 (I-78), 펜실베이니아 턴파이크 확장선 (I-95)을 포함하여 전체 길이에 걸쳐 가변형 속도 제한과 가변 메시지 표지판을 갖추고 있다.
주의 대부분이 법인화되어 있으므로, 대부분의 교외 또는 시골 2차선 표면 도로 (주 또는 카운티 유지)는 50마일로 게시된다. 뉴저지주에서 55마일로 게시된 유일한 2차선 표면 도로는 다음과 같다:
- 카운티 주도 539호선

- 오션군 및 벌링턴군의 파인 배런스 내 주도 70호선 및 주도 72호선[116][117][118]

- 애틀랜틱군의 주도 54호선.[119]

- 주도 33호선 프리홀드 바이패스 (틀:슈퍼 투 고속도로인 곳)[120]

2차선에서 4차선 이상 주 고속도로 (종종 저지 장벽 또는 잔디 중앙 분리대 포함)는 일반적으로 50에서 55마일까지 게시된다. 주의 카운티 및 시립 유지 도로는 50마일 이상으로 게시되지 않는다. 어린이 보호구역, 상업 또는 주거 지역은 보통 25마일로 게시된다. 특정 저밀도 상업 및 주거 지역은 35에서 45마일로 게시된다. 그러나 스카치 플레인즈의 테릴 로드 및 에디슨의 우드브리지 애비뉴 (CR 514)와 같이 45마일의 주거 지역 구간이 몇 군데 있다. 모든 시골 비게시, 카운티 유지 도로는 주 법에 따라 50마일의 속도 제한이 있다.

## 뉴멕시코주
뉴멕시코주에서는 모든 등급의 도로 및 지역의 속도 제한이 법률로 설정되어 있어, 주의 속도 제한을 변경하려면 입법부의 양원 모두에서 법안이 통과되어 주지사의 서명을 받아야 한다 (또는 주지사의 거부권이 행사될 경우 입법부에서 재의결). 전시 상황을 제외하고, 1950년대 초까지 뉴멕시코주는 기본 숫자 속도 제한이 없었다. 1974년 국가 시속 55마일 제한 이전에 시골 주간고속도로의 속도 제한은 주간 75마일, 야간 70마일이었다. 개방 지역의 주요 고속도로는 주간 70마일, 야간 60마일의 속도 제한을 가졌다. 개방 지역의 보조 고속도로는 주간 60마일, 야간 50마일의 속도 제한을 가졌다. 연방 속도 통제가 끝나기 전에는 주간고속도로 노선의 최대 속도 제한은 65마일, 다른 곳은 55마일이었다. 1996년 5월 게리 존슨 주지사가 제정한 법률은 뉴멕시코주의 절대 속도 제한을 75마일로 상향 조정했다. 대부분의 주간고속도로 구간에 그 사실을 알리는 표지판이 게시되어 있다. 속도 제한이 게시되지 않은 모든 도로의 기본 속도 제한은 55마일이다.
뉴멕시코주에는 3개의 긴 주간고속도로 노선을 포함하여 6개의 주요 고속도로 시설이 있다. 국도 70호선의 일부 (분할 도로)는 라스크루시스와 앨라모고도 사이에 있는 2개의 비주간고속도로 노선 중 하나이자 뉴멕시코주에서 고속도로가 아닌 도로 중 처음으로 75마일 제한이 적용된 도로이며, 2019년 1월 현재 로즈웰과 본 사이 국도 285호선도 75마일로 상향 조정되었다. 뉴멕시코주, 네바다주 (국도 93호선 남쪽 국도 95호선), 텍사스주는 고속도로가 아닌 도로에 75마일 제한이 있는 유일한 세 주이다. 도시 고속도로의 속도 감소에 대한 법정 요건은 없으므로, 예를 들어 산타페와 라스베이거스에서는 I-25의 속도 제한이 75마일로 유지된다. 뉴멕시코주, 캔자스주, 노스다코타주, 콜로라도주, 텍사스주는 도시 고속도로에서 70마일보다 높은 속도 제한을 가진 유일한 주이다. 그럼에도 불구하고, 앨버커키 및 라스크루시스와 같이 더 많이 도시화된 지역의 고속도로에는 65마일 제한이 있다. 다른 감소된 속도 제한도 존재하지만, 뉴멕시코주 고속도로에서 일반적인 조건에서의 최저 속도 제한은 55마일이며, 이는 I-25의 두 구간에서 찾을 수 있다: 첫 번째 구간은 빅 I에서 앨버커키의 깁슨 대로까지 3마일, 두 번째 구간은 래턴 패스 근처의 짧은 구간이다. I-25의 이 특정 구간들은 원래 국도 85호선의 이전 구간으로 건설되었으며, 그 설계 및 건설은 주간고속도로 시대 이전에 이루어졌다. 따라서 이 구간들은 현대적인 주간고속도로 표준을 충족하지 못하며, 가까운 간격의 인터체인지, 급커브 및 제한된 시야 거리를 가지고 있다.
법률에 따라, 다른 주 관리 도로는 최대 75마일의 속도 제한을 가질 수 있다. 개방 지역의 4차선 분할 고속도로는 종종 65마일의 제한을 가지며, 일부는 70마일의 제한을 가진다. 예를 들어 블룸필드에서 베르나릴로까지 국도 550호선의 거의 전체 길이, 그리고 로즈웰 서쪽 국도 70호선의 23마일 구간.
개방 지역에서 갓길이 있는 주요 2차선 고속도로는 종종 65마일의 제한을 갖는다.
개방 및 혼합 시골 지역에서 갓길이 없는 대부분의 주요 2차선 고속도로는 여전히 55마일의 제한이 있지만, 일부는 60마일의 제한을 가진다.
75마일 도로의 가파른 경사가 있는 곳에는 65마일의 최소 속도 제한이 때때로 표시되며, "느린 교통량은 오른쪽으로 유지"도 적용된다. 일방통행 도로에서는 주 법이 2개 이상의 차선 중 왼쪽 및 중앙 차선을 추월용으로 지정한다. 악천후 시 일부 도로에는 감소된 권고 속도 제한이 있다. 공사 구역 및 지정된 안전 회랑에서는 과속 벌금이 두 배로 부과되며, 표지판에 이 내용이 자주 명시된다. 야간 속도 제한은 더 이상 없으며, 대형 트럭에 대한 차등 속도 제한도 없다.
뉴멕시코주에는 종종 변경되는 두 가지 법정 속도 제한이 더 있다. 특히 도시 간선도로 또는 심지어 도시나 카운티 전체에서도 그렇다: "상업 또는 주거 지역"에서는 30마일, 학교 근처에서는 특정 시간에 15마일이다. 예를 들어, 앨버커키에서는 주 법에 따라 기본 속도 제한이 30마일이지만, 많은 도로에는 다른 속도 제한이 있다. 일부 어린이 보호구역에는 20마일 속도 제한이 있다. 산타페 시의 기본 속도 제한은 25마일이다. 운전자에게 변경된 제한을 알리는 표지판은 없지만, 제한은 적용되는 대부분의 도로에 표시되어 있다. 로스앨러모스군은 도시 기본 및 절대 속도 제한을 각각 25마일과 50마일로 변경하지만, 카운티 경계에 표지판을 게시한다.
- NM 502호선은 산 일데폰소 푸에블로와 포조크 밸리 고등학교 사이에서 65마일의 속도 제한이 있었다. 2005년 11월, NM-4호선과 포조크 사이 구간은 안전 회랑이 되었다. 2007년, 산 일데폰소-포조크 구간의 속도 제한은 55마일로 낮아졌다.
- 고속도로 68호선에서는 에스파뇰라와 벨라르데 사이의 4차선 구간 대부분에서 속도 제한이 60마일이다.
- 앨버커키 서쪽 I-40에 최소 65마일의 좌측 차선 표지판이 게시되어 있으며, 화이트스시티 서쪽 주도 7호선에서 칼즈배드 동굴로 들어가는 구간에는 야간 속도 제한이 30마일로 게시되어 있다.
- 트럭 속도 제한 표지판은 거의 게시되지 않는다. 소코로 바로 북쪽의 에스콘디다에는 45마일/트럭:35마일로 게시된 도로가 하나 있으며, 앨라모고도 동쪽 국도 82호선에는 약 2마일 구간에 55마일/트럭:50마일로 게시되어 있다.
- 2009년 12월 24일 현재, 국도 54호선은 툴라로사 북쪽에서 여전히 55마일의 속도 제한이 있다. 그러나 NM-9호선과 CR-A003은 콜럼버스 동쪽에서 산타 테레사 근처 NM 136호선까지 65마일의 속도 제한이 있다. CR-A003 (콜럼버스-산타 테레사 고속도로)은 뉴멕시코주에서 카운티 도로의 법정 최대 속도인 55마일을 초과하는 유일한 카운티 도로이다.
- 주간고속도로 제10호선은 텍사스-뉴멕시코주 경계와 라스크루시스의 I-25 남쪽 2마일 사이에서 70마일이었다가 2012년 10월 75마일로 상향 조정되었다. 뉴멕시코주의 나머지 지역은 75마일이지만, 라스크루시스, 데밍, 로즈버그에서는 속도 제한이 65마일이다.
- I-25는 샌도벌군에서 베르나릴로군 경계에서 국도 550호선까지 70마일로 게시되었지만, 2014년 5월 75마일로 상향 조정되었다.
- 갓길이 있는 포장된 2차선 도로인 주도 30호선은 NM 502호선에서 산타 클라라 푸에블로 도로와의 교차점까지 55마일의 속도 제한이 있으며, 그 후 45마일로 줄어들고, 에스파뇰라 시 경계로 진입하면 40마일로 줄어든다. 2008년 이전에는 속도 제한이 NM 502호선에서 산타 클라라 푸에블로 도로와의 교차점까지 60마일이었고, 그곳에서 45마일로 줄어들었으며, 에스파뇰라 시 경계에 진입할 때까지 60마일로 다시 상향 조정되었다가 50마일로, 그리고 국도 84/285호선과의 북쪽 종점 근처에서는 40마일로 줄어들었다.
- 국도 84호선/285호선은 산타페와 포조크 사이에서 고속도로로 업그레이드되기 전에는 산타페의 과달루페 로드에서 NM 599호선과의 인터체인지까지 45마일의 제한이 있었고, 산타페 카운티 도로 73호선의 남쪽 종점까지 55마일로 증가했으며, 쿠야문게에 진입할 때까지 60마일로 증가했다가 55마일로 줄어들었고, 포조크에 진입하면 45마일로 줄어들었다. 2005년에 완전한 고속도로로 업그레이드된 이후, 과달루페 로드에서 NM 599호선까지의 속도 제한은 현재 55마일이며, 포조크까지 65마일로 증가했다가 잠시 50마일로 줄어들고, 그 후 45마일로 줄어든다.
- 앨버커키의 실버 애비뉴에 게시된 속도 제한은 18마일이다. 2000년대 후반에 이 노선이 자전거 노선으로 지정되면서, 앨버커키 당국은 운전자들에게 이 도로가 도시 자전거 노선으로 지정되었음을 더 많이 알리기 위해 실버 애비뉴에 특이한 18마일 속도 제한을 설정했다.

본(Vaughn)과 로즈웰(Roswell) 사이 국도 285호선(비고속도로) 대부분은 75mph로 게시되어 있다(2018년 12월 기준).
베르나릴로군 외곽의 뉴멕시코주 시골 지역에서는 과속으로 면허에 벌점이 부과되지 않으며, 이는 과속이 교통사고의 원인이 된 경우에만 해당된다.

## 뉴욕주

주 속도 제한을 나타내는 뉴욕주의 표준형 속도 표지판

속도 제한은 공학적 기준에 따르지 않고 법률 (법에 의해 설정) 또는 규제 (규제에 의해 제정)에 의해 설정된다. 뉴욕은 전반적인 법정 "합리적이고 신중한" 속도 법을 가지고 있다.
뉴욕주의 가장 높은 게시된 속도 제한은 65 mph (105 km/h)이며, 진입 제한 고속도로 (일부 주 고속도로, 대부분의 뉴욕 주간고속도로 및 선택된 주간고속도로)에서만 찾을 수 있다. "주 속도 제한"으로 게시된 기본 속도 제한은 55마일이며, 별도로 게시되지 않거나 속도 제한 표지판이 없는 경우 적용된다.
뉴욕주 교통부는 주의 대부분 지역에서 속도 제한을 설정한다. 카운티와 대부분의 타운은 속도 제한을 변경하기 위해 DOT에 청원해야 한다. 주 법은 마을, 도시, 5만 명 이상의 주민을 가진 타운, 그리고 법으로 "교외"로 정의된 특정 타운이 그 경계 내의 주, 카운티, 지역 도로에 속도 제한을 설정할 수 있도록 허용한다.
최소 속도 제한에 관한 주 법은 없지만, 주간고속도로 제787호선 전체와 주간고속도로 제495호선 (롱아일랜드 고속도로) 전체 길이에 걸쳐 40마일의 최소 속도 제한이 설정되어 있다. 뉴욕 주간고속도로는 엄격한 최소 속도 제한은 없지만, 운전자에게 40마일 미만의 속도로 주행할 경우 비상등을 켜도록 권고하는 표지판이 있다.
뉴욕주는 고속도로에 트럭에 대한 별도의 속도 제한을 두지 않지만, 뉴잉글랜드 턴파이크 (주간고속도로 제95호선)는 트럭에 50마일, 다른 모든 차량에 55마일의 제한이 있다.
뉴욕 법은 지역 속도 제한을 허용한다. 지역 속도 제한은 특정 구역 내의 모든 고속도로에 적용되며, 특별히 제외된 고속도로는 제외된다. 이 구역은 전체 시정촌일 수도 있고, 특정 동네일 수도 있다. 정의된 구역은 학교, 병원 또는 기타 기관의 부지일 수도 있다. 지역 속도 제한은 경계에 "지역 속도 제한"이라는 표지판과 아래에 속도 제한 값이 표시된 표지판으로 표시된다. "지역"은 "읍", "시", "공원", "마을" 또는 "캠퍼스"와 같이 지역 경계를 더 정확하게 정의하는 용어로 대체될 수 있다.

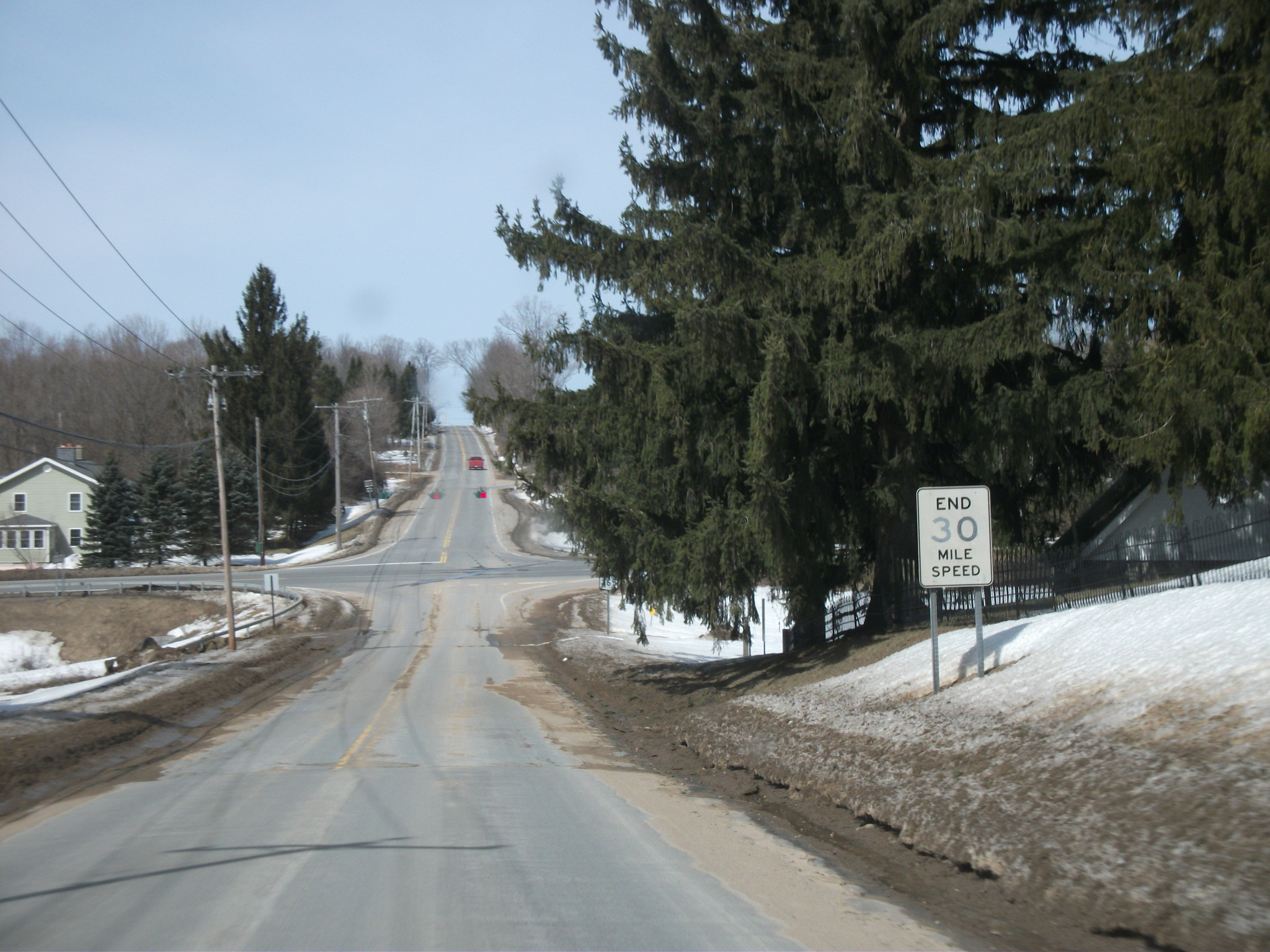
"종료 30마일 속도"라는 문구는 때때로 속도 구간의 끝을 표시하는 오래된 표지판에서 볼 수 있다; 이는 1980년대에 단계적으로 폐지되었다.

일반적으로 낮아진 속도 제한의 끝은 "주 속도 제한 55"라고 표시된 표지판으로 표시되어, 주 전체 속도 제한이 적용됨을 나타낸다. 곡선 또는 기타 도로 조건으로 인해 주 속도 제한이 부적절한 지역에서는 "XX mph 제한 종료"라고 표시된 표지판을 사용할 수 있으며, XX는 속도 제한 값으로 대체된다. 곡선 뒤에는 "주 속도 제한 55" 표지판이 설치되어야 한다. 이 표지판은 속도 제한이 55마일이 아닌 다른 속도로 변경되는 장소에서 때때로 잘못 사용된다. 이는 주로 비분할 및 분할 시골 비고속도로 노선에 적용된다. 드물게 볼 수 있지만, 일부 분할 도로는 45마일로 낮게 설정되기도 하지만, 주로 주 속도 제한인 55마일을 유지한다. 한 예외적인 경우인 스카자쿼다 고속도로에서는 2016년 사망 사고 후 속도 제한이 30마일로 낮아졌다.
대부분의 주거/도시 및 상업 지구의 최고 속도 제한은 30마일이며, 주 법은 대부분의 일반 주거 지역에서 25마일 미만의 속도 제한을 금지하고 있지만, 25마일의 속도 제한은 주로 뉴욕시 지역에서만 사용되며 해당 지역 외에서는 거의 볼 수 없다. 학교 속도 제한은 최대 45마일 (시골 지역의 주 속도 제한 도로에서만)에서 최저 15마일로 설정될 수 있다. 뉴욕시는 주거 지역에 여러 개의 20마일 "동네 서행 구역"을 설정했다. 뉴욕시 외곽의 주거 지역은 30에서 40마일, 교외/도시 간선 도로에서는 35-45마일 범위이다.
뉴욕주의 형사소송법은 법 집행관이 직접 목격하지 않은 위반에 대해 딱지를 발부하는 것을 금지하며, 이는 다른 여러 의미에서 주의 전자 요금 징수 시스템이 속도 단속에 사용될 수 없음을 의미한다.

### 역사
1970년대 초 뉴욕시 교외의 많은 고속도로와 파크웨이는 65마일까지 게시되었다. 1973년 오일 금수 조치 동안 뉴욕은 속도 제한을 50으로 낮췄다. 국가 최대 속도 법은 주 전체 속도 제한을 55로 올렸다. 뉴욕시는 도시이므로 50마일의 속도 제한을 유지했다. 뉴욕은 NMSL이 폐지되기 직전인 1995년 후반에 65마일 속도 제한을 복원했다.
2003년 9월까지 주 의회는 개별 65마일 구역을 승인해야 했는데, 이는 수개월 또는 수년간의 정치적 동기 부여 논쟁이 필요한 긴 과정이었다. 당시 조지 퍼타키 주지사는 2003년 9월에 NYSDOT 및 뉴욕 주간고속도로 당국이 확립된 설계 및 안전 기준을 충족하는 도로에서 속도 제한을 65마일로 상향 조정할 수 있도록 하는 법안에 서명했다. 이 법안은 2004년 3월에 활성화되었으며, 이후 NY 주도 7호선 (지역적으로 "대체 주도 7호선"으로 알려짐), 주간고속도로 제684호선, 뉴욕의 허드슨강 동쪽 주간고속도로 제84호선의 속도 제한이 65마일로 상향 조정되었다.

## 노스캐롤라이나주
별도로 게시되지 않는 한, 노스캐롤라이나주의 속도 제한은 다음과 같다:
- 시골 지역에서는 55 mph (89 km/h)
- 시 경계 내에서는 35 mph (56 km/h)

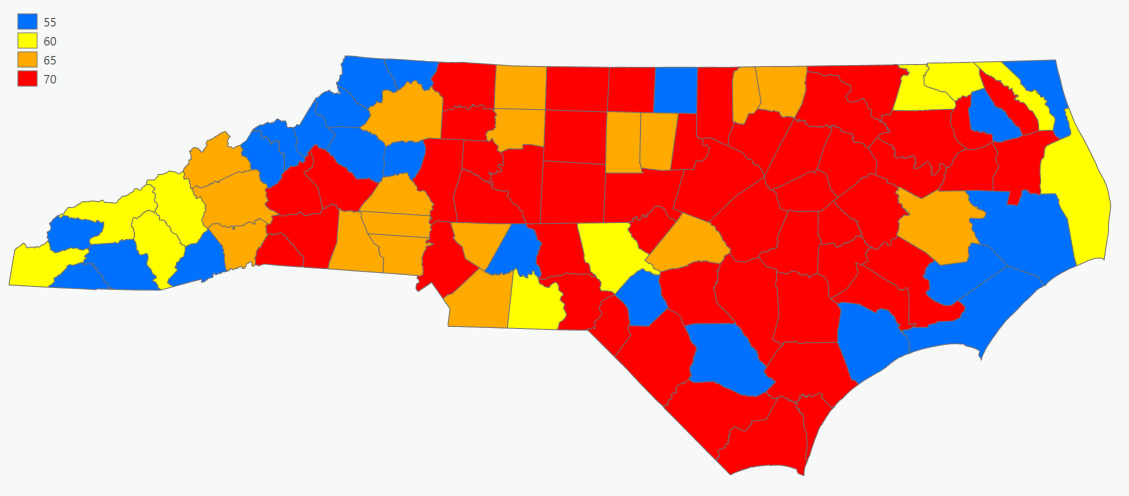
노스캐롤라이나주 각 카운티별 속도 제한

노스캐롤라이나주 법에 따라 허용되는 최고 속도 제한은 NCDOT 공학 연구에 의해 "안전하고 합리적인" 것으로 판단될 경우 70 mph (113 km/h)이다. 주는 일반적으로 도시 고속도로에는 65 mph (105 km/h), 시골 고속도로에는 70 mph (113 km/h)의 속도 제한을 게시한다; 일부 산악 구간은 대신 60 mph (97 km/h)로 제한된다.

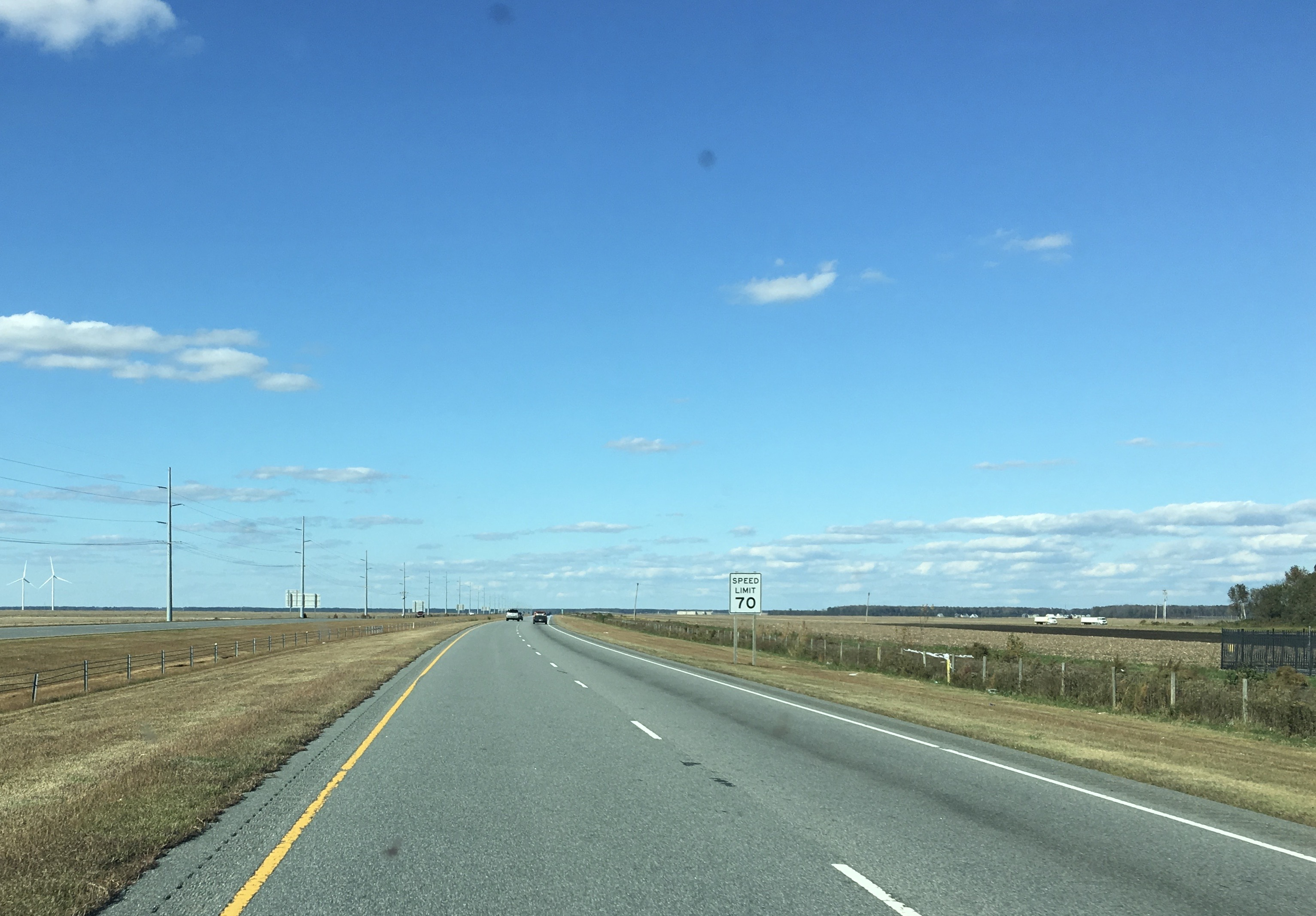
엘리자베스시티 근처 국도 17호선에 있는 일반적인 속도 제한 70 표지판.

이는 일반적으로 주 전체의 비고속도로 주요 및 보조 도로에 적용된다. 전국적으로 시행된 국가 최대 속도 법 이전에 노스캐롤라이나주는 2차선 주요 및 보조 도로에 60마일의 속도 제한이 있었다. 도로에서 속도 제한이 떨어지는 모든 경우에 경고 표지판이 게시된다. 또한 "속도 감소 구간" 표지판이 주요 고속도로에 흔히 게시되지만, 이는 단계적으로 폐지되고 있다.
NCDOT가 20마일보다 큰 속도 감소를 지정하는 경우는 드물다. 버티 카운티의 윈저의 국도 17호선 우회도로는 70마일에서 45마일로 감소한다. 무어군의 힐크레스트 지역 카시지 외곽의 셰이디 레인 로드는 55마일에서 30마일로 감소한다. 오크라코크에서 NC 12 남행 도로의 속도 제한은 55마일에서 20마일로 감소한다.
법정은 아니지만, 45 mph (72 km/h)의 속도 제한을 만나는 것이 비교적 흔하다. 많은 교외 2차선 및 4차선 도로, 그리고 시 경계 내의 대부분의 4차선 도로는 45마일의 속도 제한을 갖는다. 45마일 속도 제한은 인구 밀도가 높은 시골 지역에서도 흔하다. 세분화된 도로와 주거 도로는 일반적으로, 항상 그런 것은 아니지만, 25 mph (40 km/h)의 속도 제한을 갖는다. 그러나 표지판이 없는 경우 속도 제한은 여전히 기본적으로 35마일이다. 시내 지역에서는 20마일의 속도 제한을 만나는 것이 흔하지만, 이러한 제한은 주 차원에서 법정화되지 않았으며, 일반적으로 해당 지역이 속한 지방 자치 단체에서 통제한다. 이러한 속도 제한은 NCDOT의 새로운 속도 제한 25마일 미만은 "일반적으로 승인되지 않을 것"이라는 정책에 따라 일반적으로 기존 제한으로 간주된다. 시 경계 근처의 많은 간선도로는 50 mph (80 km/h)로 게시되지만, 그렇지 않으면 50마일은 흔히 게시되지 않는다. 노스캐롤라이나주에서 50마일로 게시된 주간고속도로는 I-277 단 하나이며, 샬럿 시내에 있다. 이는 노스캐롤라이나주 어떤 주간고속도로에서도 가장 낮은 속도 제한이다.
어린이 보호구역 속도 제한은 일반적으로 학교 등하교 시간 동안 원래 속도 제한에서 10~20마일 감소한다. 이러한 속도 제한은 어린이 보호구역에 진입할 때 표시된다. 또한, 어린이 보호구역을 벗어난 후에는 기본 또는 변경된 속도 제한이 표시된다. 어린이 보호구역 속도 제한은 20마일 미만이 될 수 없다.
군사 기지는 일반적으로 최고 50마일로 게시된다. 2010년 5월 현재, 포트 브래그 군사 2차선 도로는 50마일 대신 55마일로 게시되어 있다. 2010년 5월 이전에는 포트 브래그 북쪽의 N.C. 고속도로 690호선, 머치슨 로드 (또한 N.C. 고속도로 210호선으로 알려짐) 및 올 아메리칸 고속도로 (고속도로임에도 불구하고 주에서 유지하는 보조 도로로 분류 및 번호 지정됨)에만 50마일 이상의 속도 제한이 있었다.
주립공원 속도 제한은 별도로 게시되지 않는 한 25마일이다. 이는 행잉 록 주립공원 및 미첼산 주립공원과 같은 장소에만 국한되지 않는다. 블루리지 파크웨이는 45마일이다. 그러나 가끔 35마일 구간도 있다. 미국 국립공원관리청은 파크웨이의 고속도로 유지 보수 및 속도 단속을 담당한다.
노스캐롤라이나주의 카운티 정부는 속도 제한이나 도로 운영의 다른 어떤 측면도 통제할 수 없다. 주에는 카운티 도로가 없기 때문이다. 반면 지방 자치 단체는 적용 가능한 주 법률에 따라 시가 통제하는 도로의 속도 제한을 설정할 수 있다. 주요 도로 번호가 없는 고속도로 및 고속화 도로는 보조 도로 시스템의 일부이며 1000 이상의 도로 번호를 가진다. 이들의 최대 게시 속도 제한은 55마일이며, 4가지 예외가 있다.

### 기타 속도 제한
주간고속도로 및 주요 고속도로에는 기본 최소 속도 제한이 45 mph (72 km/h)이지만, 표지판이 있을 때만 적용된다. 현재 노스캐롤라이나주에서 최소 속도 제한이 있는 유일한 도로는 I-77 익스프레스 차선으로, 최소 속도 제한은 45마일이다. 일반적으로 주간고속도로에는 저속 농업 장비를 허용하기 위해 최소 속도 제한이 없다.
노스캐롤라이나주에서는 일반적으로 고속도로에 별도의 트럭 속도 제한이 없다. 그러나 I-40의 올드 포트에서 블랙 마운틴까지 (35마일)와 헨더슨빌에서 테네시주 경계까지 (50마일)와 같은 몇 가지 예외가 있다. 이러한 제한은 위험한 산악 곡선과 경사 때문에 적용된다.
노스캐롤라이나주는 벌점 제도에 따라 교통 위반에 대한 보험 할증료를 부과하는 안전 운전 인센티브 플랜 (SDIP)을 운영한다. 일반적으로 55마일 미만 속도 구역에서 게시된 속도 제한을 10마일 미만으로 초과하는 과속 위반에는 1점이 부과된다; 10마일을 초과하거나 55마일보다 큰 속도 제한이 있는 구역에서 과속하는 경우에는 2점이 부과된다.
운전 면허증은 속도 제한을 15마일 초과하여 운전하는 경우, 단 운전 속도가 55마일보다 빠른 경우 정지된다; 65마일 이하 구역에서 75마일보다 빠르게 운전하거나 70마일 구역에서 80마일보다 빠르게 운전하는 것과 같은 다른 과속 위반으로도 정지될 수 있다. 노스캐롤라이나주 법은 주 내 어디에서든 80마일을 초과하는 것 (게시된 속도 제한에 관계없이)과 게시된 속도 제한을 15마일 초과하는 것을 Class 3 경범죄로 규정한다.
2013년 노스캐롤라이나주 상원은 특정 저용량 고속도로의 속도 제한을 75 mph (121 km/h)로 올리는 것을 검토하는 법안을 통과시켰다. 이 법안은 DOT에 75마일 운행에 안전하다고 판단되는 고속도로의 속도 제한을 올릴 수 있는 권한을 부여했을 것이다. 그러나 하원은 이 법안을 부결시켰고, 이후 상향 조정 노력은 이루어지지 않았다.

## 노스다코타주
2025년 5월 현재, 노스다코타주의 주요 주간고속도로인 I-29와 I-94는 대부분의 시골 지역에서 75마일의 속도 제한이 있으며, 파고와 비즈마크/맨던 도시 지역의 일부 구간에서는 55-75마일 구역이 있다 (그랜드포크스의 I-29는 75마일로 표지되어 있다). 주의 4차선 분할 고속도로와 2개의 짧은 비분할 4차선 고속도로 (럭비 주변 국도 2호선과 새카카위아 호수 동쪽 저수지를 지나는 국도 83호선)는 보통 70마일의 제한을 가지며, 2차선 고속도로는 65마일 제한, 자갈 도로는 55마일 제한이 있다. 도시 내 도로는 자체적으로 정의된 제한을 가지며 주거 도로에서는 25마일 속도 제한이 일반적이고 도시 4-6차선 분할 및 비분할 도로에서는 25-40마일 제한이 있으며, 어린이 보호구역은 15-25마일이다.
2025년 5월 5일, 켈리 암스트롱 주지사는 2025년 8월 1일부터 I-29와 I-94의 시골 구간의 속도 제한을 80마일로 상향 조정하는 법안에 서명했다.

## 북마리아나 제도
북마리아나 제도의 속도 제한은 45 mph (72 km/h)이다.

## 오하이오주

(B)에 정의된 표면적 속도 제한. 4511.21조의 다른 조항은 특정 도로를 따라 이러한 속도 제한을 늘리거나 줄일 수 있는 과정을 정의한다.

오하이오주의 고속도로에서 찾을 수 있는 최고 속도 제한은 오하이오 턴파이크, 시골 고속도로, 그리고 맨스필드에서 인디애나 주 경계까지 국도 30호선의 고속화 도로 및 고속도로 구간, 그리고 와파코네타에서 세인트메리까지 국도 33호선에서 70 마일 매 시 (113 km/h)이다. 다른 분할 고속도로에서는 속도 제한이 55 to 70 mph (89 to 113 km/h)까지 다양하다.
오하이오는 미시시피강 동쪽에서 유일하게 비고속도로 도로에서 70마일 속도 제한을 허용하는 주이다. 분할 및 비분할 도로 모두 해당된다.
오하이오주는 주 법에 따라 주간고속도로의 도시 속도 제한을 65 mph (105 km/h)로 정하고 있지만, 속도 연구에서 발견된 안전 문제로 인해 많은 도시 지역에서는 속도 제한이 낮다. 이들은 일반적으로 50–60 mph (80–97 km/h) 범위이다. 예를 들어, 데이턴과 신시내티의 대부분의 대도시 지역뿐만 아니라 콜럼버스 시내에서도 속도 제한은 55 mph (89 km/h)인 반면, 클리블랜드, 털리도, 애크런에서는 속도 제한이 60 mph (97 km/h)이다; 그러나 중앙 클리블랜드의 이너 벨트를 따라서는 속도 제한이 50 mph (80 km/h)이다. 그러나 한 경우, 오하이오 턴파이크는 털리도, 애크런, 클리블랜드 외곽 교외 지역에서 70 mph (113 km/h)의 제한을 갖는다. 일부 도시 지역은 또한 최소 속도 제한이 게시되어 있으며, 일반적으로 최소 40 or 45 mph (64 or 72 km/h)이다. 한때 주간고속도로 제76호선과 주간고속도로 제77호선의 애크런 시내 구간은 최고 속도 제한이 50 mph (80 km/h), 최저 속도 제한이 35 mph (56 km/h)였다.
오하이오주의 어린이 보호구역은 보통 도로의 일반적인 속도 제한과 관계없이 학교 시간 동안 20 mph (32 km/h)의 속도 제한이 적용된다.

## 오클라호마주
오클라호마주에서는 최고 게시 속도 제한이 턴파이크에서는 75~80마일, 다른 모든 고속도로에서는 70~75마일이다. 대부분의 다른 시골 고속도로는 분할되었든 비분할되었든 65마일의 속도 제한을 갖는다 (일부 시골 분할 도로 및 국도 412호선의 일부 비분할 구간은 70마일의 제한을 갖는다). 시골 고속도로 또는 턴파이크 구간에는 "관용 없음" 경고 표지판이 추가된다. 또한 시골 4차선 턴파이크에는 60마일의 최소 속도 제한이 있다. 2016년 5월 9일, 팔린 주지사는 2016년 11월에 발효된 HB 3167에 서명하여 오클라호마주 시골 고속도로 속도 제한에 대한 숫자 제한을 제거했다. 이 법안에도 불구하고 예산 문제로 인해 주 전체의 속도 제한은 변경되지 않을 것으로 예상되었다. 2019년 4월, 새로운 법안이 서명되어 턴파이크의 제한을 80마일로, 다른 고속도로의 제한을 75마일로 상향 조정했다.
2020년 7월 28일, 오클라호마 턴파이크 당국은 104마일의 턴파이크에서 게시 속도 제한을 80마일로 올리는 것을 승인했다:
- 터너 턴파이크의 마일 마커(MM) 203에서 MM 216까지, 브리스토와 사풀파 사이, 13마일
- 머스코기 턴파이크의 MM 2에서 MM 33까지, 머스코기와 털사 사이, 31마일
- 체로키 턴파이크의 MM 3에서 MM 28까지, 25마일
- 인디언 네이션 턴파이크의 MM 93에서 MM 104까지, SH-9와 I-40 사이, 11마일
- H.E. 베일리 턴파이크 (노먼 스퍼)의 MM 102에서 MM 107까지, 5마일
- 키카푸 턴파이크 (부분 개통)의 MM 130에서 MM 149까지, I-40와 터너 턴파이크 사이, 19마일

윌 로저스 턴파이크, H.E. 베일리 턴파이크의 주요 구간, 시마론 턴파이크, 치카소 턴파이크와 같은 시골 턴파이크의 기존 속도 제한은 이 조치의 일환으로 변경되지 않을 것이다.
2020년 8월 3일, 오클라호마주 교통 위원회는 I-35와 I-40의 약 400마일 구간에서 속도 제한을 70마일에서 75마일로 올리는 것을 승인했다. I-35의 구간은 텍사스주 경계에서 퍼셀 남쪽 OK 74 고가도로까지, 그리고 오클라호마/로건 카운티 경계 바로 북쪽에서 캔자스주 경계까지이다. I-40의 경우, 속도 제한은 살리소우 바로 서쪽에서 쇼니 바로 동쪽까지, 유콘 바로 서쪽에서 웨더포드 바로 동쪽까지, 클린턴에서 엘크 시티 바로 동쪽까지, 그리고 OK 34호선과의 교차점 바로 서쪽에서 텍사스주 경계까지 증가할 것이다.

## 오리건주

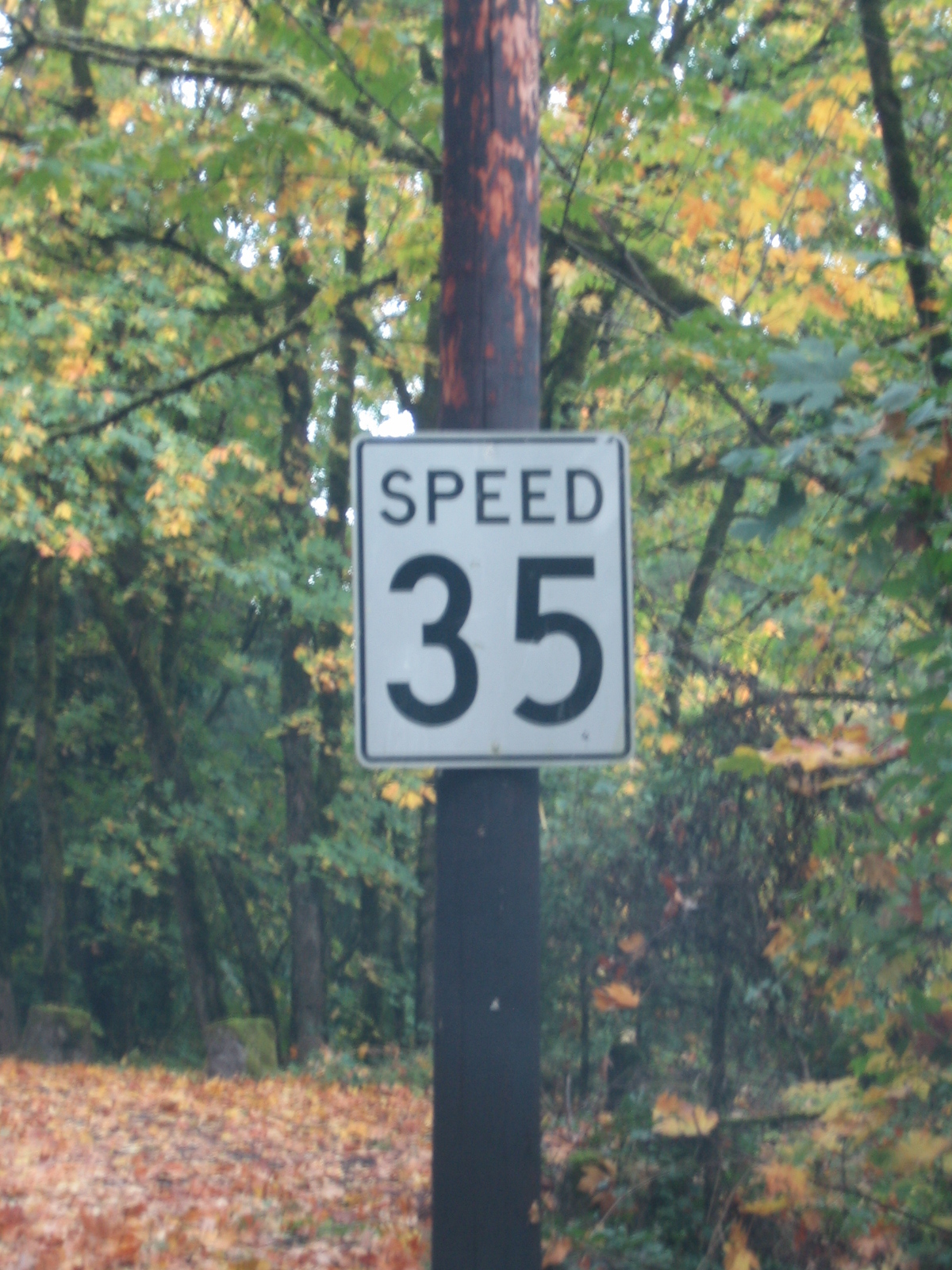
"limit" 단어를 제거한 표준형 오리건주 속도 표지판

오리건주에서 가장 높은 게시 속도 제한은 달레스 동쪽 I-84, I-82, 국도 95호선(트럭은 65mph)의 70mph이다. 오리건주 법률은 시골 주간고속도로에서 최고 70mph의 속도 제한을 허용하며, 법은 오리건주 교통부 (ODOT)에 70mph 속도 제한을 게시할 고속도로 구간을 정의할 재량권을 부여한다. ODOT는 다른 고속도로의 속도 제한을 65mph 이상으로 올리지 않았으며, 최고 허용 속도 제한을 올리려는 입법적 노력을 강력히 반대했다. 그러나 2015년 7월, 케이트 브라운 주지사는 오리건주 동부의 여러 고속도로의 속도 제한을 올리는 법안에 서명했으며, 이 법안에는 I-84와 국도 95호선의 속도 제한을 70mph로 올리는 조항이 포함되어 있다. 2017년 10월 6일, 트럭 속도 제한이 시골 주간고속도로에서 60mph로 증가할 것이라고 발표되었으며, 자동차 속도 제한이 65mph인 곳에서는 새로운 표지판이 게시되는 대로 적용될 것이다. 오리건주의 모든 시골 지역에서는 별도로 게시되지 않는 한 속도 제한은 55이다.
2002년까지 오리건주 주법은 모든 속도 제한 표지판에서 "LIMIT"라는 단어를 생략하도록 요구했다. 이는 게시된 속도에 관계없이 "조건에 비해 너무 빠른" 속도를 초과하는 것에 대해 소환장을 발부할 수 있는 명시적인 "기본 속도" 법이 존재했기 때문이었다. 표지판의 숫자 서체는 비표준화된 디자인 때문에 관할 구역에 따라 크게 다르다. 2002년, 오리건주 교통부는 MUTCD에 대한 보완을 개정하여 주간고속도로에 게시된 표지판을 제외하고는 "LIMIT"라는 단어의 생략을 의무화했다. 2014년 현재, ODOT는 주간고속도로에 게시된 거의 모든 "SPEED" 표지판을 "SPEED LIMIT" 표지판으로 교체했지만, 각 시 정부가 원하는 대로 표지판을 교체하는 것은 그들의 재량에 맡겨졌다. 따라서 오래된 "SPEED" 표지판은 여전히 주 전역에서 흔히 볼 수 있다.

### 속도 제한 상향 시도
2003년, 오리건주 의회는 주간고속도로의 최대 허용 속도 제한을 승용차의 경우 70마일, 트럭의 경우 5마일의 차등을 두도록 기존 승용차 65마일, 트럭 10마일 차등 제한에서 상향 조정하는 법안을 통과시켰다; 이 법안은 당시 새로 선출된 테드 쿨롱고스키 주지사에 의해 2003년 9월 26일 법으로 서명되었다. ODOT의 2004년 연구에서는 승용차가 70마일, 트럭이 60마일로 주행하는 것이 안전하다는 것을 밝혀냈지만, 오리건주 교통부는 트럭이 65마일로 주행하는 것이 안전하지 않을 수 있다는 우려로 인해 처음에 상향 조정을 시행하지 않기로 결정했다. 국가 최대 속도 법 이전에 오리건주 고속도로의 속도 제한은 75마일이었고, 주의 동부 지역의 2차선 도로에는 70마일 제한이 있었다. 2015년 7월 20일, 브라운 주지사는 HB 3402에 서명하여 법으로 제정했다. 이 법안은 I-84의 달레스 동쪽, I-82 (2016년 2월 23일 HB 4047 서명) 및 국도 95호선의 속도 제한을 승용차의 경우 70마일, 트럭의 경우 65마일로 상향 조정한다. 또한 오리건주 동부의 다른 여러 2차선 시골 고속도로의 속도 제한을 승용차의 경우 65마일, 트럭의 경우 60마일로 증가시킨다. 이 법은 2016년 3월 1일부터 발효되었다.

### 학교 속도 제한
2004년에 오리건주의 학교 속도 제한 법률을 개정하는 법이 통과되었다. 학교 구역에서 속도 제한이 30mph 이하인 도로에서는 운전자가 어린이가 있든 없든 24시간 365일 20mph로 서행해야 했다. 이는 대부분의 '어린이가 있을 때' 표지판을 대체했다. 속도 제한이 35mph 이상인 경우, 깜빡이는 황색등이나 제한이 유효한 시간과 요일을 나타내는 표지판으로 학교 구역 제한이 부과되었다. 상시 적용 규칙은 운전자들 사이에서 매우 인기가 없었으며 널리 무시되었다. 2006년에는 이 법이 다시 개정되어 '상시 적용' 요건이 폐지되고 시간대별 시스템 (보통 학교 등하교일, 오전 7시부터 오후 5시까지)으로 대체되었다. 깜빡이는 황색등이 있는 학교 횡단보도는 유지된다. 많은 지역사회에서 학교 구역은 엄격하게 단속되며, 이 지역에서는 스피드 트랩이 흔히 사용된다.
오리건주 교통부는 오리건주 2차선 도로의 속도 변화를 지형과 관계없이 선택하지 않았다. 주 내의 모든 시골 2차선 도로는 기본 속도 제한이 55마일이다. 도시 속도 제한은 골목길 20마일, 어린이 보호구역 20마일, 대로 35마일, 신호등이 있는 도로 45마일이다.

## 펜실베이니아주
펜실베이니아주에서는 최고 고속도로 속도 제한이 일반적으로 65 mph (105 km/h)이며, 시골 고속도로의 일부 구간과 대부분의 펜실베이니아 턴파이크는 70 mph (113 km/h)로, 또는 독립형 주간고속도로 제70호선의 대부분과 같이 55 mph (89 km/h)로 표지되어 있다. 도시 고속도로의 속도 제한은 피츠버그와 필라델피아 시내의 40마일에서 피츠버그와 필라델피아 외곽의 펜실베이니아 턴파이크의 70마일까지 다양하다.
1940년 이르윈과 칼라일 사이에 펜실베이니아 턴파이크가 개통되었을 때, 160마일 길이의 전체 진입 제한 유료도로에는 독일의 아우토반과 유사하게 속도 제한이 없었다. 1941년, 70 mph (113 km/h)의 속도 제한이 설정되었으나, 전쟁 기간 (1942-45년) 동안 35 mph (56 km/h)로 감소되었다. 2차 세계 대전 이후, 4차선 구간에서는 제한이 70마일로 상향 조정되었고, 2차선 터널에서는 승용차는 50 mph (80 km/h), 트럭은 40 mph (64 km/h)로 게시되었다. 1974년 연방 속도 제한 법률 이전에 모든 주간고속도로와 턴파이크는 시골 구간에서 65 mph (105 km/h), 도시 지역에서는 60 mph (97 km/h)의 속도 제한이 있었다.
1995년, 주는 시골 주간고속도로 및 펜실베이니아 턴파이크 시스템의 속도 제한을 65 mph (105 km/h)로 상향 조정했으며, 도시 지역은 55 mph (89 km/h) 제한이 적용되었다. 1997년, 펜실베이니아주 교통부는 일부 시골 비주간고속도로 바이패스의 속도 제한을 65 mph (105 km/h)로 상향 조정했다. 2005년, 주 내 "도시 지역" 지정이 변경되면서 펜실베이니아 턴파이크의 동서 본선 및 북동 확장선 전체 길이에 걸쳐 터널과 앨러게니산 터널의 구불구불한 5.5 마일 (8.9 km) 동쪽 접근 구간을 제외하고 65 mph (105 km/h) 제한이 적용되었다.
70마일 속도 제한은 톰 코벳 주지사가 2013년 11월 25일 서명한 하원 법안 1060호에 의해 승인되었다. 2014년 7월 18일, 펜실베이니아 턴파이크 위원회는 블루 마운틴 인터체인지 (MP 201)에서 모건타운 인터체인지 (MP 298)까지 본선 97마일 구간에 70마일 속도 제한을 재도입한다고 발표했다. 표지판은 2014년 7월 22일 설치되었다. 2014년 7월 23일, 펜실베이니아주 교통부는 I-80의 두보이스, 클리어필드군의 101번 인터체인지 (MP 101)와 클린턴군의 189번 마일포스트 사이, 그리고 I-380의 8번 인터체인지 (MP 10) 근처 마운트 포코노, 몬로군과 래커워너군의 I-84와의 교차점 사이의 속도 제한이 2014년 8월 11일경에 70마일로 증가할 것이라고 발표했다. 2016년 3월 15일, 펜실베이니아 턴파이크 위원회는 턴파이크의 나머지 65 mph (105 km/h) 구간의 속도 제한을 70 mph (115 km/h)으로 올리는 것을 승인했다; 55 mph (89 km/h)로 게시된 구간은 해당 속도 제한을 유지할 것이다. 펜실베이니아 턴파이크 시스템의 총 396 마일 (637 km) 구간이 65 to 70 mph (105 to 115 km/h)로 증가했으며, 여기에는 펜실베이니아주 남서부의 확장 구간도 포함된다. 공사 구역과 터널, 본선 요금소, 앨러게니산 터널의 동쪽 진입로, 벤살렘과 델라웨어강 교량 사이에서는 속도 제한이 55 mph (89 km/h)로 유지된다. 2016년 5월 2일, 펜실베이니아주 교통부는 I-79, I-80, I-99, I-380, 국도 15호선의 시골 구간을 포함하여 주 전역의 약 800 마일 (1,300 km) 도로의 속도 제한이 70 mph (115 km/h)로 증가할 것이라고 발표했으며, 전환은 5월 3일에 이루어질 예정이었다.
고속도로가 아닌 도로에서는 일반적으로 시골 4차선 도로의 경우 55 mph (89 km/h), 시골 2차선 도로의 경우 55 mph (89 km/h), 도시 4차선 도로의 경우 45–55 mph (72–89 km/h)이며, 도시 2차선 도로의 경우 40–45 (때로는 드물지만 50마일) 마일 (64–72km/h), 상업 지구 도로의 경우 35–45마일, 주거 지역의 주요 도로의 경우 30−35 mph (−56 km/h), 대부분의 시립 주거 도로 (카운티 소재지 및 기타 중간 규모에서 대규모 도시의 주요 남북 및 동서 도로 포함)의 경우 20−25 mph (−40 km/h), 그리고 어린이 보호구역의 경우 학교 등하교 시간에만 15−20 mph (−32 km/h)이다. 또한 도로가 지나는 학교가 수업 중인 날에만 적용된다. 많은 학교에는 학교 속도 제한이 적용될 때 깜빡이는 표지판이 있다. 분할 도로에는 감소된 학교 속도 제한이 없으며, 학교가 고속도로 바로 옆에 있더라도 마찬가지이다.
펜실베이니아주 시골 지역의 모든 주 소유 2차선 도로에는 별도로 게시되지 않는 한 기본 속도 제한이 55마일이다.
펜실베이니아 턴파이크는 게시된 최고 속도보다 15마일 낮은 최소 속도 제한을 갖지만, 최소 속도는 간헐적으로만 게시된다. 이는 가파른 경사가 있는 지역에서 저속 트럭에는 강제되지 않으며, 운전자에게 50마일 미만 (속도 제한이 55마일인 경우 40마일)으로 주행할 경우 비상등을 사용하도록 지시하는 표지판이 게시되어 있다. 펜실베이니아주에는 다른 어떤 도로에도 기본 최소 속도 제한이 없다. 그러나 펜실베이니아 차량법 (펜실베이니아 통합 법전 75편) 3364(c)조에 명시된 바에 따라 특정 고속도로에 최소 속도 제한을 제정하고 게시할 수 있다.
§3364(a) 또한 다음과 같이 요구한다: "안전 운행을 위해 속도 감소가 필요하거나 법률 준수를 위해 필요한 경우를 제외하고, 어떤 사람이 각 방향에 1차선 이하의 교통 폭을 가진 도로에서 게시된 최고 속도보다 느린 속도로 운전하여 교통의 정상적이고 합리적인 흐름을 방해하는 경우, 운전자는 합리적이고 안전하게 할 수 있는 첫 번째 기회에 적절한 신호를 준 후 도로를 완전히 벗어나 갓길 또는 고속도로의 어깨로 운전해야 한다. 운전자는 안전하게 이동할 수 있고 교통의 정상적이고 합리적인 흐름을 방해하지 않는 경우에만 적절한 신호를 준 후 도로로 돌아올 수 있다."
운전자는 게시된 속도 제한을 6마일 미만으로 초과하여 운전하는 경우 (속도 제한이 55마일 미만이고 비레이더 시간 측정 장치를 사용하는 경우 10마일) 경찰에 의해 정지될 수 없다 (레이더 장치 사용은 §3368c2에 의해 "펜실베이니아주 경찰 구성원"으로 제한된다).
2018년 10월, 톰 울프 주지사는 주간고속도로의 공사 구역에서 과속 카메라 사용을 허용하는 법안에 서명하여 법으로 제정했다.

## 푸에르토리코
법률에 효과적으로, 다음 속도 제한이 적용된다:
- 도시 지역에서는 25 mph (40 km/h).
- 시골 지역에서는 45 mph (72 km/h).
- 고속도로 또는 고속화 도로에서는 65 mph (105 km/h).
- 도시 및 시골 어린이 보호구역에서는 어린이가 있을 때 15 to 25 mph (24–40 km/h).

대부분의 고속도로는 최대 65 mph (105 km/h)의 속도 제한을 가질 수 있으며, 다른 고속화 도로는 최대 55마일의 속도 제한을 가진다. 시골 기본 속도 제한은 45마일이지만, 50 mph (80 km/h)로 증가할 수 있다. 주거 지역에서는 다차선 도로만 최대 35 mph (56 km/h)의 제한을 가지며, 다른 도로는 최고 속도 25 mph (40 km/h)로 제한된다. 도시 및 시골 어린이 보호구역만 최대 15 to 25 mph (24–40 km/h)의 제한을 가진다. 위험물을 운반하는 차량은 도시 및 시골 지역에서 20 to 30 mph (32–48 km/h)로 제한된다.

## 로드아일랜드주
2차선 도로를 따라, 기본 속도 제한은 상업 또는 주거 지역 외곽에서 주간에 50 mph (80 km/h)이다. "주간"은 일몰 30분 전부터 일출 30분 후까지를 의미한다. 야간에는 동해안에서는 드물지만, 상업 또는 주거 지역 외곽의 기본 속도 제한은 45 mph (72 km/h)이다. CBD 및 주거 지역을 통과하는 경우 기본 속도 제한은 25 mph (40 km/h)이다. 300 피트 (91 m) 이내의 어린이 보호구역을 통과하는 경우 기본 속도 제한은 20 mph (32 km/h)이다. 지방 정부는 주간 및 야간에 기본 속도 제한을 올리는 것이 금지되어 있다. 주간고속도로는 일반적으로 시골 지역에서 65 mph (105 km/h), 프로비던스에 가까운 곳에서는 55 mph (89 km/h), 그리고 지역적으로 "포턱켓 'S'-커브"로 알려진 I-95 구간에서는 45 mph (72 km/h)까지 낮은 속도로 게시된다. 주간고속도로가 아닌 분할 간선도로 및 고속도로는 55마일 이하로 게시된다. 1996년 4월 12일, 공학 연구를 기반으로 시골 주간고속도로에서 65마일의 속도 제한이 허용되었다. 그러나 65마일로 상향 조정된 주간고속도로는 1-24B 출구에서 1-295 출구까지의 주간고속도로 제95호선과 주간고속도로 제295호선뿐이다.

## 사우스캐롤라이나주
사우스캐롤라이나주의 주간고속도로 속도 제한은 70 mph (113 km/h)로 게시된다. "도시" 지역을 통과하는 주간고속도로는 60 mph (97 km/h)로 낮아진다. 도시 지역에 대한 60마일 지정은 일반적으로 대도시 지역과 실제 시내 지역을 포함한다. 이 규칙의 유일한 예외는 그린빌의 I-385, 스파턴버그의 I-85, 머틀비치 주변의 SC 31 고속도로, 그리고 플로렌스 주변의 I-95이다. I-385는 그린빌 지역 내 종점에서 55마일의 속도 제한을 갖는다. SC 31은 머틀비치 대도시 지역에 있음에도 불구하고 65 mph (105 km/h)로 게시된다. SC 31은 2004년 건설 당시에는 60마일로 게시되었다. I-95는 6차선 준도시 고속도로임에도 불구하고 플로렌스 지역을 통과하는 동안 70마일의 속도 제한을 유지한다 (2013년 6월 현재, 160번 출구 바로 남쪽에서 164번 출구 바로 남쪽까지 속도 제한은 60마일로 줄어들었으며, 이는 전형적인 스피드 트랩이다). SC 327에서 I-20까지는 6차선이다.
4차선 간선도로는 기본적으로 60 mph (97 km/h)로 게시된다. 마리온과 섬터에서는 60마일의 4차선 우회도로를 찾을 수 있지만, 다른 곳은 55 mph (89 km/h)로 유지된다. 도로 공학이 기준 미달이거나 지방 자치 단체 이전에 더 발전된 지역에서는 55마일이 예상되는 것이 드문 일이 아니다. 그러나 국도 제123호선은 속도 제한이 65 mph (105 km/h)인 분할 구간을 가지고 있다.
2차선 도로는 기본적으로 55마일이다. 그러나 몇몇 카운티 도로는 주 보조 도로 또는 카운티 도로로 유지되며 45 mph (72 km/h)로 게시된다.
중앙 상업 지구(CBD)는 30 mph (48 km/h)로 게시된다. 최근에는 주 주변의 무작위적인 지방 자치 단체에서 CBD 속도 제한이 25 mph (40 km/h)로 표지되는 경향이 나타나고 있다.
속도 제한 감소는 일반적으로 10마일 단위로 이루어지지만, 20마일 감소도 드물지 않다. 2000년대 중반에 SCDOT는 다양한 도로의 속도 감소에 대해 운전자에게 미리 경고하기 위한 개선 작업을 수행했다. 그러나 아직 해당 처리를 받지 않은 도로도 있다. 또한, 25마일에서 30마일로 감소하는 도로도 몇 군데 있다. 동부 살루다군의 국도 378호선과 SC 391호선과의 원형 교차로에서는 속도 제한이 55 mph (89 km/h)에서 25 mph (40 km/h)로 감소한다. 킹스트리에 접근하는 북행 국도 52호선에서는 속도 제한이 60 mph (97 km/h)에서 35 mph (56 km/h)로 감소한다.

## 사우스다코타주
1995년 12월 65/55마일 국가 최대 속도 법이 폐지된 직후 사우스다코타주는 시골 지역의 일반 속도 제한을 고속도로는 75 mph (121 km/h), 다른 도로는 65 mph (105 km/h)로 상향 조정했으며, 일부 4차선 분할 고속도로는 70 mph (113 km/h)로 상향 조정했다. 75마일 제한을 게시한 지 거의 10년이 지난 후에도 사우스다코타주 시골 고속도로의 평균 속도는 속도 제한 이하를 유지하고 있다. 수폴스와 래피드시티의 도시 지역에서는 주간고속도로 90호선과 29호선에 65마일의 속도 제한이 게시되어 있다. 2015년 3월, 사우스다코타주 의회는 주간고속도로 29호선과 주간고속도로 90호선의 속도 제한을 80 mph (129 km/h)로 상향 조정하는 법안을 통과시켰다. 이 법안은 법으로 서명되어 2015년 4월부터 발효되었다. 80마일 속도 제한은 처음에는 주 내 모든 시골 고속도로에 게시되었지만, 래피드시티에서 와이오밍주 경계까지의 주간고속도로 90호선 구간은 안전 문제로 인해 75마일로 돌아갔다.

## 테네시주

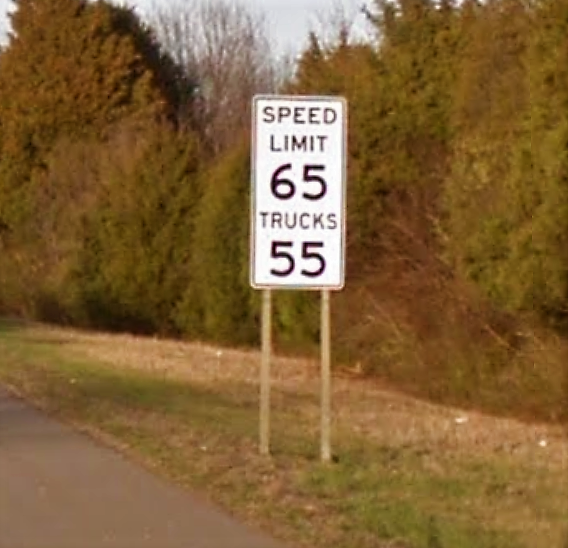
테네시주 루동 인근 I-75를 따라 2006년부터 2018년까지 시행되었던 "환경" 속도 제한. 이는 테네시주의 모든 주요 도시가 미국 환경보호청(EPA)의 대기 질 지침을 충족하지 못하자 테네시주의 일부 주요 대도시 지역에서 제정되었다.

테네시주 법규는 교통 조사를 통해 해당 속도가 안전하지 않다고 판단되지 않는 한, 시골 주간 고속도로의 제한 속도를 정확히 70 mph (113 km/h)로 정하도록 규정한다. 여기에는 테네시주 주간고속도로 제55호선과 테네시주 주간고속도로 제26호선을 제외한 주 내 모든 두 자리 주간 고속도로가 포함되며, 이들 노선의 승용차 최고 제한 속도는 테네시주에서 65 mph (105 km/h)이다. 테네시주에서 70mph의 제한 속도를 가진 보조 주간 고속도로는 주간고속도로 제155호선, 주간고속도로 제269호선, 주간고속도로 제840호선뿐이다. 주 또는 연방 고속도로 시스템의 일부인 기타 통제된 접근 고속도로는 교통 조사를 통해 이 속도가 안전하지 않다고 판단되지 않는 한, 70mph의 제한 속도를 유지해야 한다. 주 내 다른 통제된 접근 도로는 70mph까지 제한 속도가 허용될 수 있지만, 이는 법적 요구 사항이 아니며 이를 시행하기 전에 조사가 필요하지 않다. 70mph 제한의 예로는 국도 제51호선 및 지방도로 제22호선, 지방도로 제111호선, 지방도로 제386호선, 지방도로 제396호선의 통제된 접근 구간이 있다. 70mph 구역의 기본 최저 속도 제한은 55mph이다. 도시 주간 고속도로는 일반적으로 55~65mph로 게시되지만, 내슈빌의 24호선, 40호선, 65호선 및 지방도로 제386호선, 그리고 클라크스빌 및 머프리즈버러의 주간고속도로 제24호선 일부는 70mph로 게시되어 있다. 헨더슨의 짧은 지방도로 제100호선 고속도로는 제한 속도가 50mph에 불과하며, 존슨시티의 지방도로 제381호선 고속도로도 마찬가지이다. 그러나 두 도로 모두 모든 진입 램프와 심지어 후자의 고속도로 남쪽 끝에서도 보행자, 비동력 교통 및 전동 자전거의 통행을 금지한다는 경고 표지판이 있다.
시골 지역의 4차선 분리형 고속도로는 일반적으로 법정 속도인 65 mph (105 km/h)로 게시되지만, 일부는 55 mph (89 km/h) 및 60 mph (97 km/h)로 게시된다. 테네시주에서는 비분리형 고속도로가 최대 55 mph (89 km/h)까지만 게시될 수 있다는 일반적인 오해가 있다. 비록 대다수의 비분리형 고속도로가 최대 55mph의 제한 속도를 가지고 있지만, 테네시주 법정 제한 속도는 TN Code § 55-8-152(a) (2018)에 따라 분리형 고속도로와 비분리형 고속도로를 구분하지 않으므로, 표지판이나 지역 조례가 반대되지 않는 한 법정 속도인 65 mph (105 km/h)가 일반적으로 비분리형 고속도로에 적용된다. 65mph 비분리형 고속도로의 주목할 만한 예로는 드레스덴 마을 주변의 지방도로 제22호선의 여러 구간이 있는데, 이 도로는 각 방향에 두 개의 차선(총 4차선)이 있고 때로는 중앙 이중 회전 차선이 포함되어 있다. 그리고 서머빌과 라코니아 사이 국도 제64호선의 다리도 잠시 비분리형이 되지만, 고속도로의 일반적인 65mph 속도 제한을 유지한다. 국도 제412호선 또한 컬럼비아와 호헨발트 사이에 60mph의 4차선 비분리형 고속도로가 있으며, 리빙스턴과 셀리나 사이의 지방도로 제52호선도 마찬가지이다.
지자체에서 설정하는 속도 제한은 도로 유형에 따라 15~55mph까지 다양할 수 있다. 이는 테네시주가 지방자치단체에 강력한 홈 룰 권한을 부여하고, 비법인 구역의 속도 제한 지정에 대해서는 딜런 규칙을 적용하며, 설정된 제약 내에 있어야 한다고 요구하기 때문이다. 테네시주의 전체 95,523 마일 (153,729 km)의 공공 도로 중, 대다수인 81,639 마일 (131,385 km)는 지방자치단체가 유지보수한다.
2000년대에 멤피스, 녹스빌, 채터누가 등 주요 도시들은 EPA 대기 질 기준을 충족하지 못하자 TDOT에 해당 카운티에 환경 속도 제한을 시행해 달라고 청원했으며, 이는 속도 제한을 70mph에서 65mph로, 트럭은 55mph로 낮추는 것을 포함했다. 녹스군(녹스빌)도 녹스빌 도시권의 모든 인접 카운티와 제퍼슨군에도 이러한 속도 제한을 시행해 달라고 주에 청원했다. 이러한 조치는 실제 목적이 과속 딱지로 인한 수입 증가라고 믿는 사람들 사이에서 논란이 많았으며, 테네시 고속도로 순찰대(THP)는 여러 트럭 운전사가 성공적으로 소송에서 이겨 딱지를 취소시킨 후 녹스빌 지역에서 70mph 구역으로 이러한 제한을 적용하기 시작했다고 보고되었다. 2018년, 녹스빌 남서쪽 로언 및 루동 카운티의 I-75 및 I-40의 이러한 분리 속도 제한은 다시 70mph로 상향되었다. 2019년 2월 19일, 녹스 카운티 동쪽의 I-40 및 I-81에 398번 출구부터 70mph 속도 제한 표지판이 설치되었으며, 2019년 10월에는 녹스빌 동쪽의 I-40에서 이러한 분리 속도 제한의 마지막 부분이 70mph로, 녹스빌 서쪽에서는 트럭에 대한 별도 제한 없이 65mph로 상향되었다. 내슈빌의 고속도로 제한 속도는 도시 중심부에서는 55mph, 그 외 지역에서는 65mph 및 70mph로 게시되며, 트럭에 대한 별도 제한은 없다. 킹스포트, 브리스톨, 존슨시티의 I-26 및 I-81은 여전히 staggered limit(차량 종류에 따른 속도 제한)을 유지한다.
1974년 이전에는 테네시주 주간고속도로의 최고 속도 제한이 승용차는 주야간 75 mph (121 km/h), 트럭은 주야간 65 mph (105 km/h)였다. 다른 시골 고속도로는 분리형 고속도로의 경우 주간 65mph, 야간 55 mph (89 km/h), 기타 모든 고속도로는 55mph의 최고 속도 제한이 있었다. 이 외에도 많은 도로 유형에 주간 및 야간 속도 제한이 별도로 있었다.

## 텍사스주

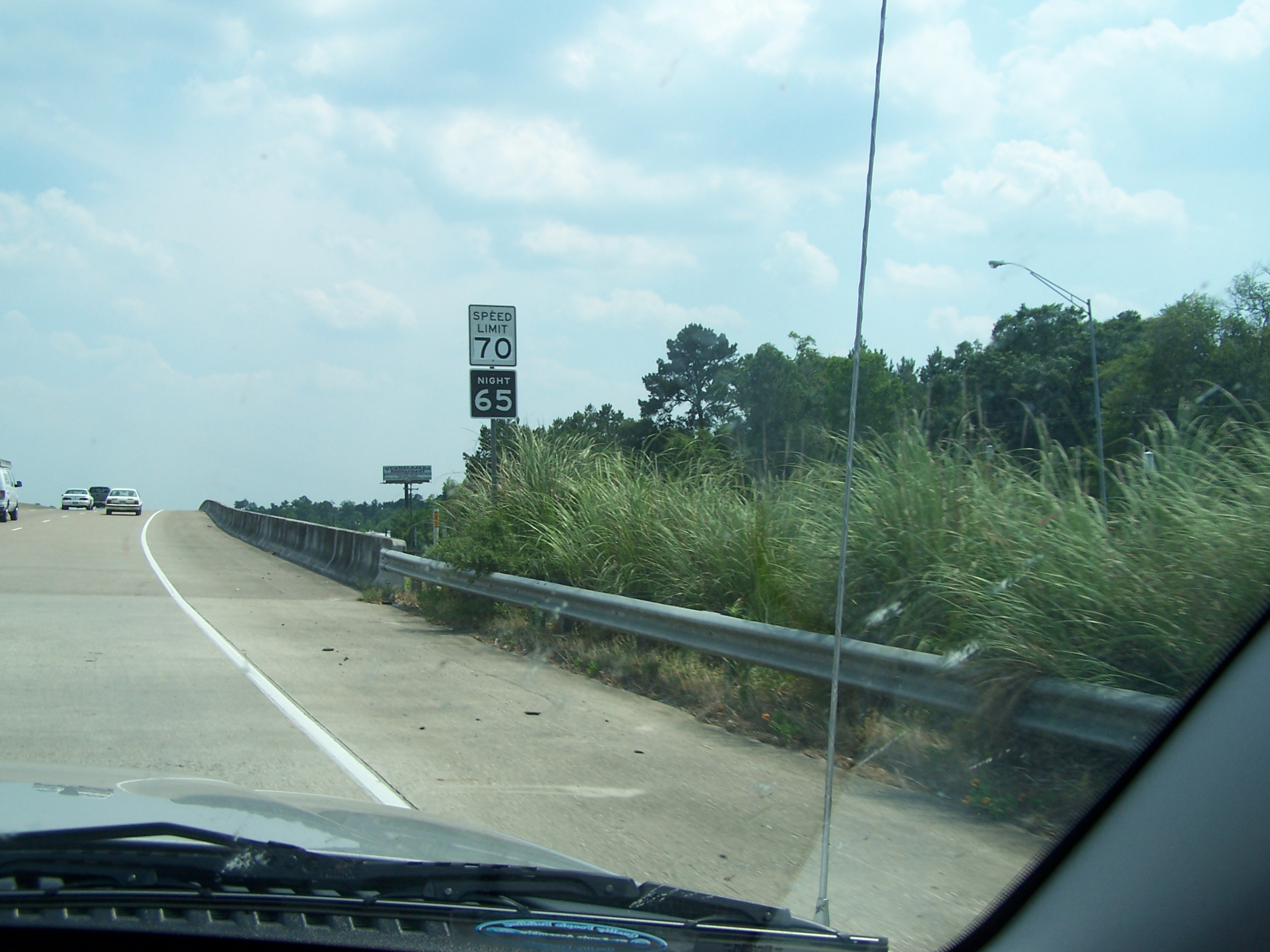
2011년 9월 이전 텍사스 시골 도로의 일반적인 속도 제한 표지판. 텍사스 도로에서 흔히 볼 수 있었던 검은색 배경의 65mph 야간 속도 제한 표지판에 주목하라. (다른 주에는 보편적인 야간 속도 제한이 없었다.) 이 표지판은 보몬트 바로 북쪽의 남향 69호선/96호선/287호선에 있다. 이 사진이 촬영된 이후 야간 속도 제한이 폐지되었다는 점에 유의하라.

텍사스주는 주 또는 연방 고속도로 시스템에서 각 도로 유형에 따라 다른 속도 제한을 규정하지 않는다. 텍사스 법은 일반적으로 주 정부가 유지보수하는 모든 시골 도로(2차선, 4차선, 고속도로 등 미국의 일반 국도 및 주간고속도로 포함)에 대해 법정 속도 제한을 70 mph (113 km/h)로, 도시 외곽의 비주 정부 유지보수 도로에 대해 60 mph (97 km/h)로, 도시 지역의 거리에 대해 30 mph (48 km/h)로 규정한다.
법은 공학 및 교통 조사를 통해 다른 제한 속도가 적절하다고 판단되는 경우에만 법정 제한 속도를 올리거나 내릴 수 있도록 허용한다. 텍사스주는 연방 또는 주 고속도로에 최대 75 마일 매 시 (121 km/h)까지, 시가 유지보수하는 도로에, 그리고 유료도로에 최대 75 마일 매 시 (121 km/h)까지의 속도 제한을 허용하며, 카운티 도로에는 최대 70 마일 매 시 (113 km/h)까지 허용한다. 별도의 조항을 통해 특정 고속도로에 최대 80 mph (129 km/h) 또는 85 mph (137 km/h)의 속도 제한을 설정할 수 있다.

### 트럭 속도 제한

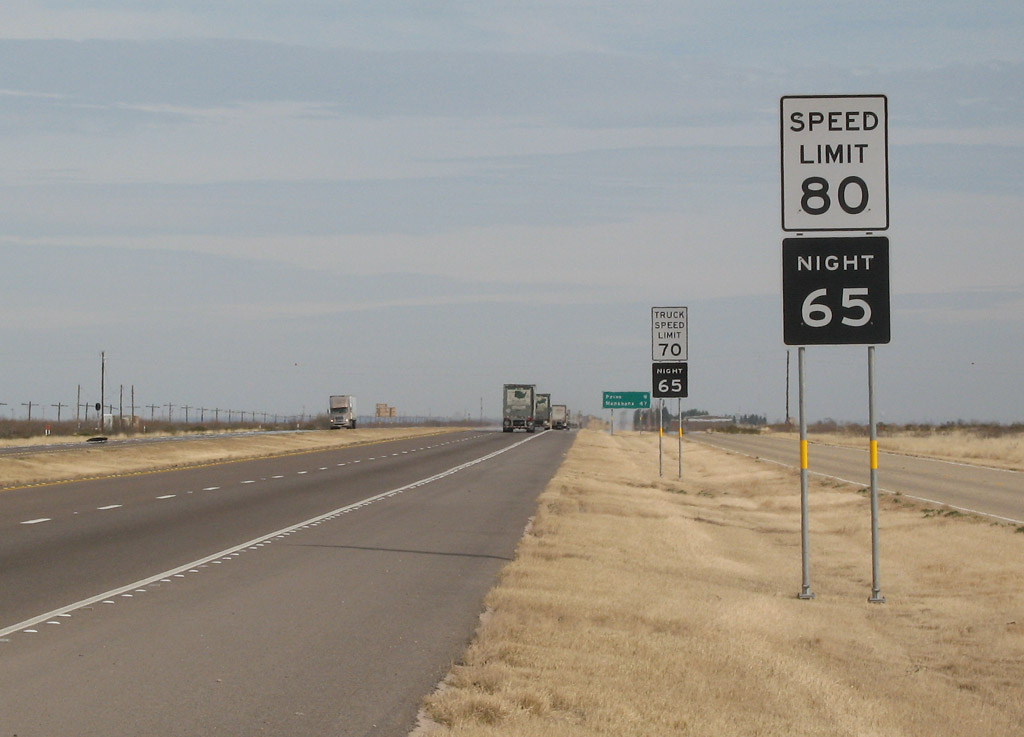
트럭 속도 제한이 폐지되기 전, 80mph 속도 제한 표지판 바로 뒤에 있는 70mph 트럭 속도 제한 표지판의 예시

텍사스주는 한때 시스템 전반에 걸친 별도의 트럭 속도 제한을 가지고 있었지만, 1999년과 2011년에 폐지되었다.
트럭의 속도 제한은 일반 제한 속도가 더 높았을 때 주간 60 mph (97 km/h)/야간 55 mph (89 km/h)였다. 이 속도 제한은 버스나 미국 우정청 우편물을 운송하는 트럭에는 적용되지 않았다.
트럭 속도 제한은 1974년에 모든 속도 제한이 55 mph (89 km/h)로 제한되면서 사라졌다. 1987년에 65 mph (105 km/h) 제한이 도입되면서 다시 나타났다.
1999년 9월 1일부터 텍사스주는 팜 투 마켓 및 랜치 투 마켓 도로를 제외한 모든 도로의 트럭 속도 제한을 폐지했다.
2001년, 특정 카운티의 도로에서 75mph 속도 제한을 허용하는 법안은 트럭을 제외하여, 더 높은 제한 속도의 도로에서 70mph 트럭 속도 제한을 도입했다. 2005년 80mph 속도 제한을 허용하는 법안도 여전히 트럭을 제외했다. 그러나 트럭 속도 제한은 2011년에 완전히 폐지되었다.

### 야간 속도 제한
2011년 9월 1일 이전에는 텍사스주에 모든 도로에서 주간 속도 제한이 더 높았던 경우 야간에는 법정 65 mph (105 km/h)의 속도 제한이 있었다. 2011년, 텍사스 주의회는 2011년 9월 1일부터 야간 속도 제한을 폐지했다. 그러나 2013년 6월 현재, 스나이더 바로 외곽 스커리군의 일부 카운티 도로에서는 속도 제한이 60mph인 경우 야간 속도 제한(55mph)이 유지되었다.

### 환경 속도 제한

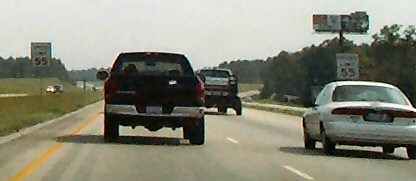
2002년 8월 20일에 촬영된 55mph 속도 제한 표지판. 이 표지판은 몽고메리군 북쪽 경계의 남향 I-45에 있었다. 이 지점 바로 직전에는 속도 제한이 70mph였다. 이는 휴스턴-갤버스턴 지역에서 인기가 없었던 55mph 속도 제한 상한제의 일부였다.

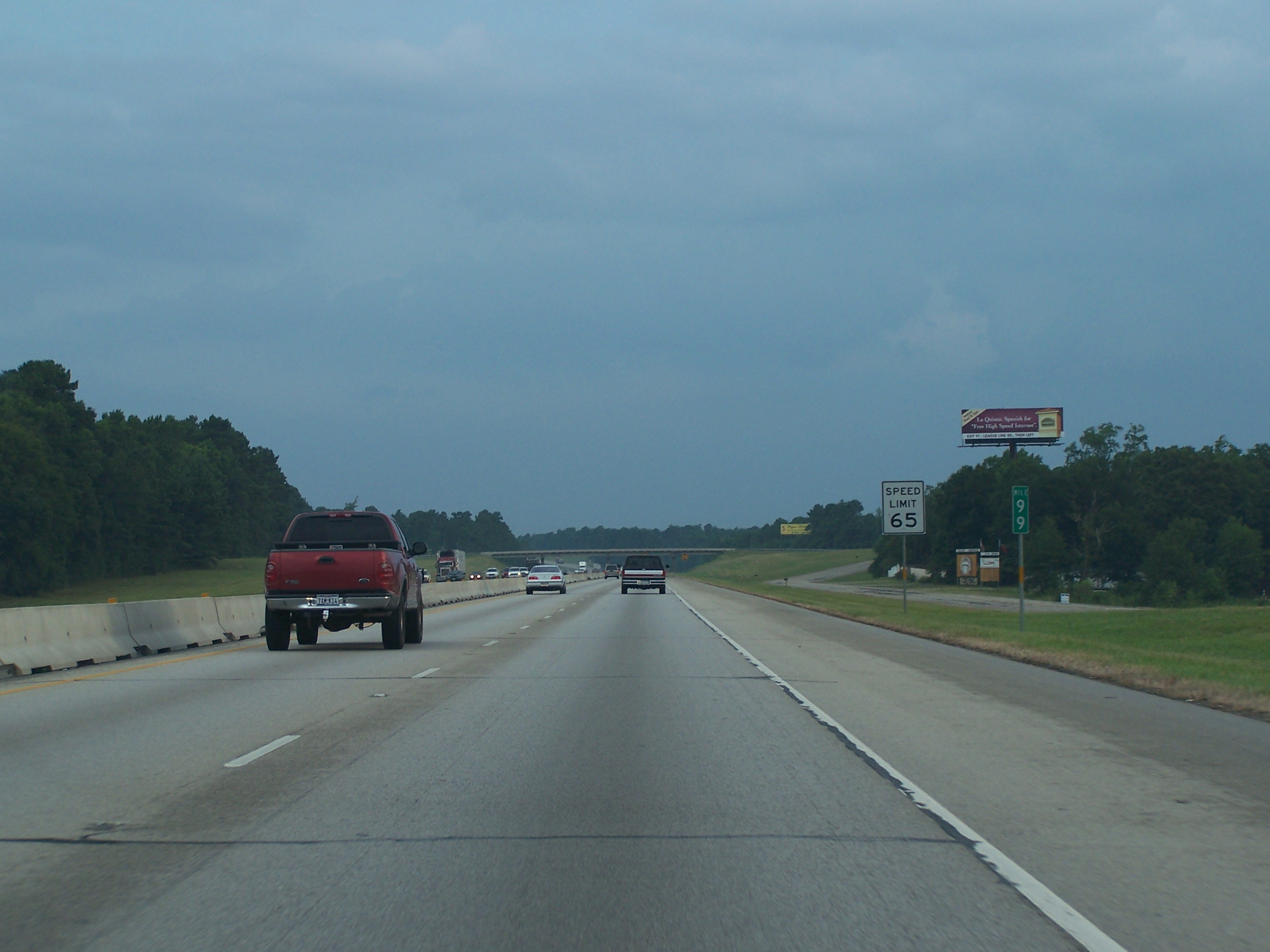
2005년 8월 4일에 촬영된 이전 사진과 동일한 위치에 최근의 65mph 속도 제한이 표시된 모습

텍사스주는 대기 질 문제로 인해 속도 제한을 낮춘 최초의 주이지만, 낮아진 제한 속도가 대기 질을 의미 있게 개선하지 못할 수도 있다.
대략 휴스턴–갤버스턴 및 댈러스–포트워스 지역 반경 50-마일 (80 km) 내에서, 텍사스 환경 품질 위원회는 텍사스 교통국을 설득하여 70 or 65 mph (113 or 105 km/h) 속도 제한이 있는 모든 도로의 속도 제한을 5mph 낮추도록 했다. 이는 연방 청정대기법을 준수하지 않는 지역의 스모그 형성 배출을 줄이기 위한 계획의 일환으로 시행되었다.
초기 연구에서는 낮은 속도 제한이 청정대기법 준수에 필요한 배출량 감소의 약 1.5%를 제공할 수 있다고 밝혔다. 그러나 후속 연구에서는 실제 감소량이 훨씬 적다는 것을 발견했다.
1. 처음 사용된 배출량 모델링 소프트웨어인 MOBILE 5a는 속도 제한 감소로 인한 배출 기여도를 과대평가했다. 다음 세대 소프트웨어인 MOBILE 6으로 모델을 다시 실행한 결과 배출량 감소가 현저히 낮아졌다.
2. 속도 제한 감소 시행 1년 후 댈러스 지역에서 수행된 속도 검사는 실제 속도 감소가 약 1.6mph에 불과하며, 예상했던 10%(5.5mph) 속도 감소의 일부에 불과함을 보여준다.

이 두 가지 사실을 종합하면, 속도 제한 감소가 청정대기법 준수에 필요한 총 배출량 감소의 1천분의 1만을 제공할 수도 있다.
2002년 중반, 휴스턴-갤버스턴 지역의 모든 속도 제한은 55 mph (89 km/h)로 제한되었다. 엄청난 반대, 낮은 준수율, 그리고 낮아진 속도 제한이 원래 예상했던 배출량 감소의 일부만을 생산한다는 결과에 직면하여 TCEQ는 양보하고 5mph 감소 방안으로 되돌아갔다.
엄청난 비인기성으로 인해 텍사스 환경 품질 위원회는 55mph 속도 제한의 대안을 검토했다. 분석에 따르면 배출량 감소의 대부분은 대형 트럭 배출량 감소에서 비롯된 것으로 나타났다. 제안된 대안은 승용차 제한 속도는 복원하고 트럭 속도 제한은 55mph로 유지하는 것이었다. 그러한 큰 차이(많은 도로에서 최대 15mph)의 안전 문제와 집행 가능성에 대한 우려로 인해 그 제안은 폐기되었고, 위에 설명된 대로 통일되었지만 여전히 감소된 속도 제한을 유지하는 절충안이 제정되었다.
2003년, 텍사스 주의회는 2003년 9월 1일부터 환경 속도 제한을 장래적으로 금지했다. 이 법안의 문구는 이미 시행 중인 환경 속도 제한은 유지되지만, 새로운 도로 구간은 환경 속도 제한의 적용을 받지 않도록 허용한다.

### 댈러스-포트워스 지역 환경 속도 제한 폐지
2009년, 노스 텍사스 유료도로 관리청은 두 개의 유료도로의 제한 속도를 10mph 상향 조정했다. 이 유료도로의 몇 마일 구간은 60mph의 환경 속도 제한이 있었다. 이 새로운 70mph 제한은 환경 속도 제한 체제에서 허용되는 속도를 초과한다. NTTA는 통행량이 많은 곳에서 차량이 정지할 필요를 없앤 완전 전자 요금 징수 시스템 구현을 포함한 다른 교통 관련 배출량 감소 조치를 통해 더 높은 제한 속도의 이론적 배출량 증가를 상쇄하여 속도 제한을 상향 조정할 수 있었다.
2015년 텍사스 교통국은 댈러스-포트워스 지역의 남아있는 모든 환경 속도 제한을 취소했다. 일부 속도 제한은 환경 속도 제한이 시행되기 전의 속도로 되돌려졌다. 일부 도로에서는 속도 제한이 변경되지 않았다. 다른 도로에서는, 환경 속도 제한이 적용된 적이 없는 도로를 포함하여, 환경 속도 제한이 시행되기 전보다 더 높은 속도로 속도 제한이 상향 조정되었다.

### 75mph 제한
텍사스주 법은 모든 주 지정 고속도로, 시 유지 도로 또는 유료도로에 75 mph (121 km/h) 속도 제한을 허용하므로, 텍사스주는 2차선 도로에 75mph 제한을 가진 유일한 주이다. 2011년에 통과된 법안에 따라 TxDOT가 수행한 속도 조사는 약 2년이 걸렸으며, 그 결과 75mph 속도 제한이 적용되는 고속도로의 총 길이가 약 1,400마일에서 약 19,000마일로 증가했다. 70mph 이하의 속도 제한은 텍사스주의 시골 도로에서는 드물게 되었다. 또한, 텍사스주에는 75mph 속도 제한이 적용되는 여러 도시 주간고속도로 및 유료도로가 있는데, 예를 들어 오데사와 미들랜드의 I-20(2016년 2월 이전; 현재 오데사-미들랜드의 I-20은 65mph), I-10의 외곽 지역 샌안토니오, 그리고 DFW 지역의 여러 관리형 유료 차선이 있다.

### 80mph 및 85mph 제한

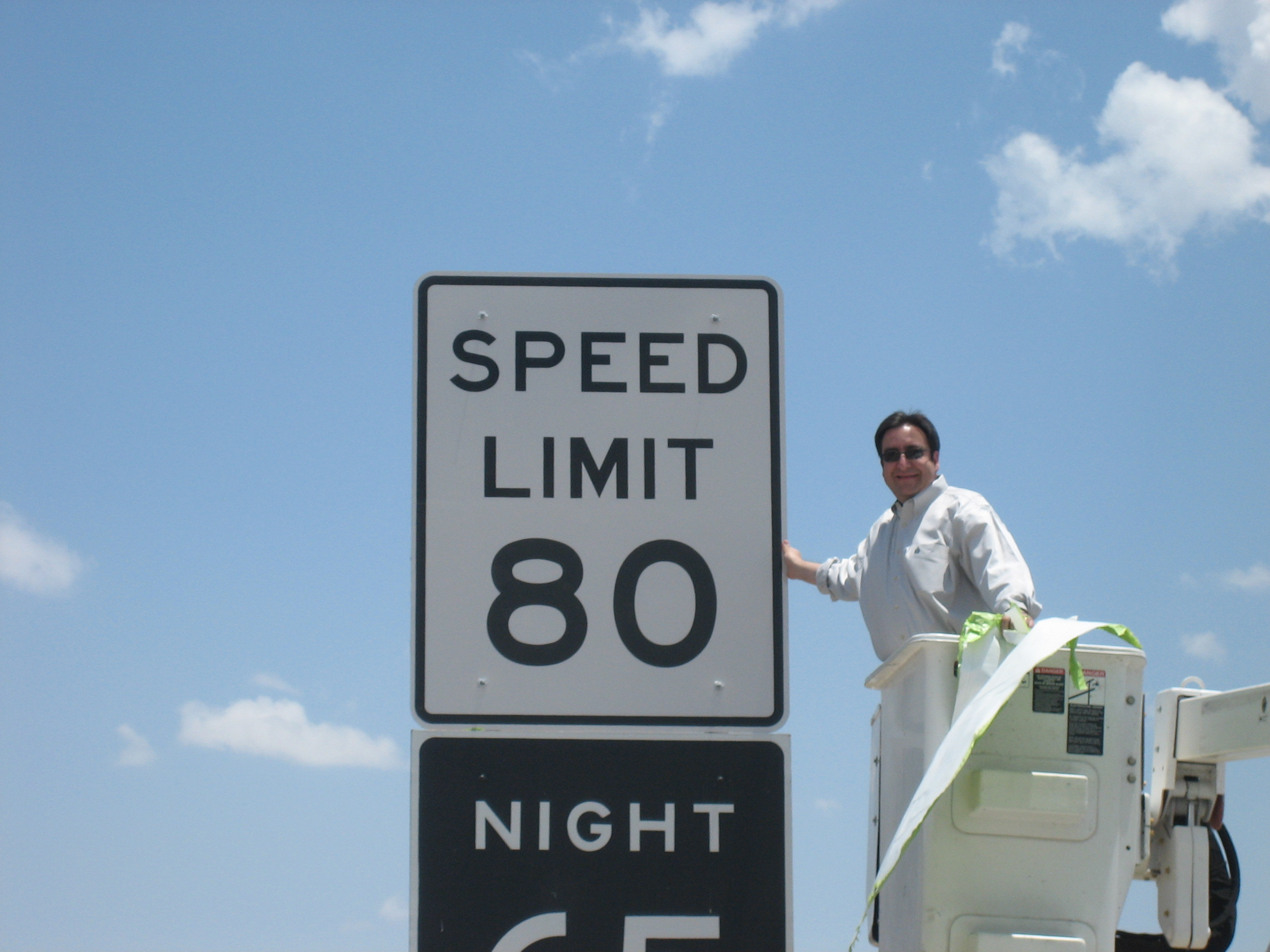
텍사스주 의원 피트 갈레고가 포트 스톡턴 인근 주간고속도로 제10호선에 새로운 80mph 속도 제한 표지판을 공개하는 모습. 이 사진이 촬영된 이후 야간 속도 제한이 폐지되었다는 점에 유의하라.

텍사스주는 법률에 명시된 특정 카운티의 I-10 및 I-20에 80 mph (129 km/h) 속도 제한을 법률로 허용하며, 이들 카운티는 인구 밀도가 낮다. 별도로, 텍사스 교통 위원회는 주 고속도로 시스템의 모든 부분에 대해 "해당 established speed 또는 더 높은 속도로의 이동을 수용하도록 설계된" 경우에 "공학 및 교통 조사"를 통해 속도가 "합리적이고 안전하다"고 판단되면 최대 85 mph (137 km/h)의 속도 제한을 설정할 수 있다.
현재 80mph 제한이 적용되는 도로는 다음과 같다.
- 허드스페스군의 마일 61.8과 커군의 마일 494 사이의 I-10[222]
- 리브스군의 마일 0과 워드군의 마일 89 사이의 I-20[222]
- 트래비스군의 국도 제183호선과의 북쪽 합류점에서 I-35와의 남쪽 합류점까지의 지방도로 제45호선 남쪽.[223][224] 국도 제183호선과의 합류 구간 북쪽 종점에서 윌리엄슨군 경계 근처 국도 제183호선과의 북쪽 합류점까지의 SH 45 북쪽은 75mph를 유지한다.
- 조지타운 북쪽 I-35에서 오스틴 남쪽 국도 제183호선과의 합류 구간 북쪽 종점까지의 지방도로 제130호선. 그러나 국도 제183호선과의 합류 구간 북쪽 종점에서 세긴 근처 I-10까지 41-마일 (66 km) 구간에는 85mph의 속도 제한이 있다.[225][1]

## 미국령 버진아일랜드
"승용차, 픽업트럭, 오토바이"의 경우, 이 영토의 최고 속도 제한은 55 mph (89 km/h)이며, 이는 세인트크로이 섬의 멜빈 H. 에반스 고속도로라고 알려진 분리형 고속도로이자 고속도로에서 볼 수 있다. 도시 외곽에서는 별도로 게시되지 않는 한 이 차량들은 35 mph (56 km/h)로 제한되며, 위에 언급된 왕복 4차선 도로와 제한 속도가 40 mph (64 km/h)인 센터라인 로드의 일부는 예외이다. 도시 내에서는 이 차량들은 20 mph (32 km/h)로 제한된다.
"모터 트럭 및 버스"는 세인트크로이의 주요 분리형 고속도로에서 40 mph (64 km/h)로, 도시 외곽의 다른 고속도로에서는 30 mph (48 km/h)로, 도시 내에서는 15 mph (24 km/h)로 제한된다.

## 유타주

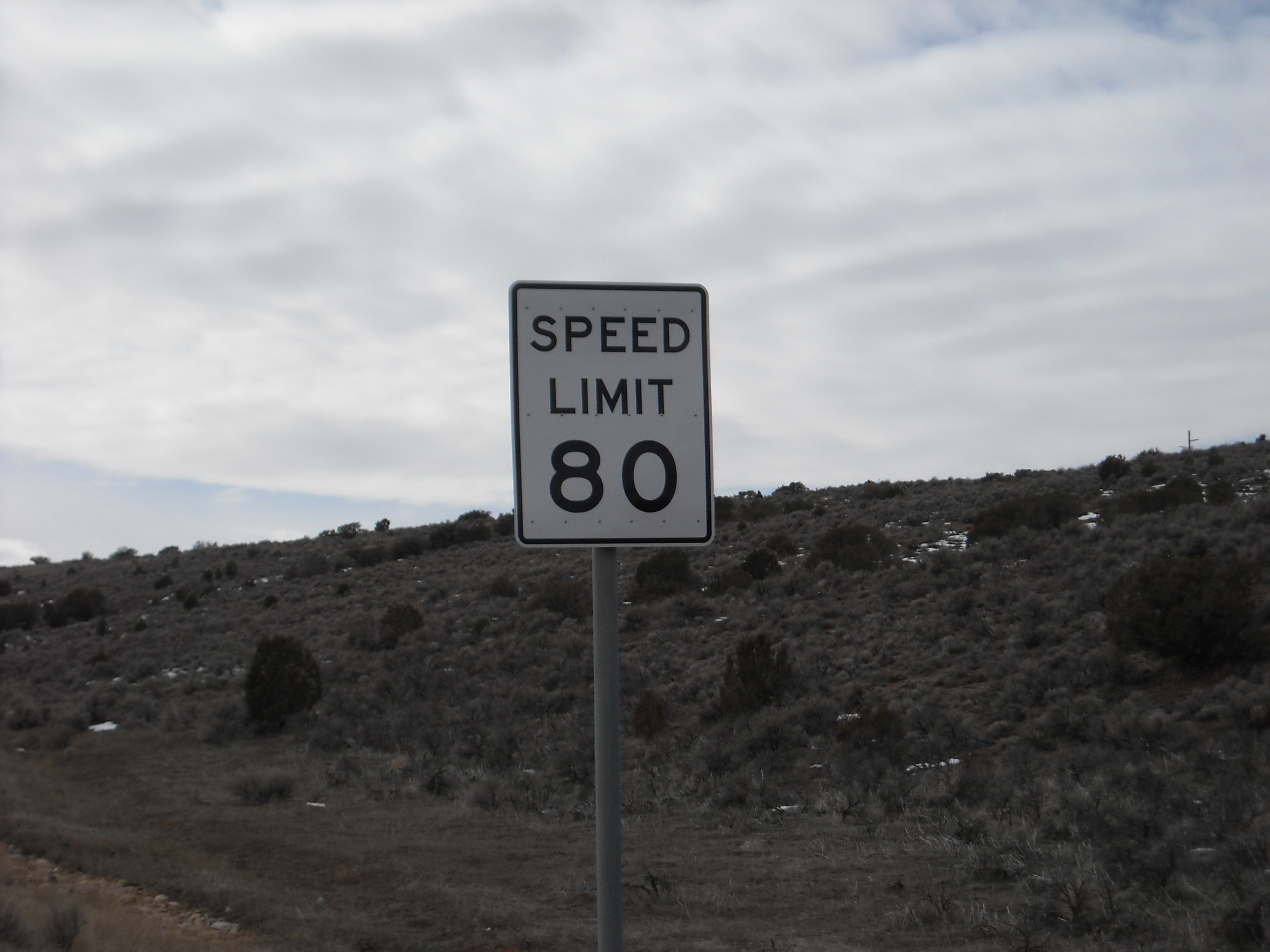
유타주 니파이 남쪽 주간고속도로 제15호선의 80마일 속도 제한 표지판

유타주에서는 조건이 허락하는 경우 주간고속도로의 최저 속도 제한이 45 mph (72 km/h)이다. 주간고속도로의 최고 속도 제한은 일반적으로 도시에서는 70 mph (113 km/h), 대부분의 고속도로에서는 80 mph (129 km/h)이다. 유타 교통국은 현재 HB83을 시행하여 네바다에서 99마일 지점까지의 I-80, 아이다호에서 I-15까지의 I-84, 세인트조지와 모나 사이의 I-15를 포함한 추가 289 마일 (465 km)의 시골 주간고속도로의 속도 제한을 80mph로 상향 조정했다.
- 대부분의 주간고속도로는 80mph로 게시되어 있지만, 솔트레이크시티 동쪽의 I-80 및 I-84의 일부 구간은 70mph로 게시되어 있다. I-80은 국도 제40호선과 원십 사이에서 65mph/트럭 속도: 55mph로 잠시 게시된다. 솔트레이크시티와 파크시티 사이의 I-80 속도는 도로 상황에 따라 가변적이다.[227]
- 오그던에서 스패니시 포크까지의 I-15 속도 제한은 70mph이다. 모나 남쪽에서 시더시티까지는 구불구불한 구간과 산악 고개를 제외하고는 80mph이다. 아이언 및 워싱턴 카운티의 시골 구간을 제외하고, 워싱턴과 세인트조지의 도시 지역 I-15의 속도 제한은 애리조나주 남쪽 경계까지 70mph이다. 시더시티의 I-15 속도 제한은 75mph이다.
- 레거시 파크웨이는 노스솔트레이크와 파밍턴 사이를 연결하며, 건설 당시 환경 문제로 인해 전체 구간에 걸쳐 55 mph (89 km/h)의 속도 제한이 있었다. 2020년 1월, 55mph 제한을 요구하는 법률이 만료되자 속도 제한은 65 mph (105 km/h)로 상향 조정되었다.

### 80mph 속도 제한
2013년 4월 3일, 유타 교통국 대변인 존 글리슨은 "우리는 합리적인 상황에서만 그렇게 할 것이다. 평평하고 직선적인 도로에만 해당된다. 유타 교통국은 속도 제한을 75mph에서 80mph로 늘릴 수 있는 구역을 확대하는 방안을 검토 중이다. 유타주 의회는 최근 여러 구역을 영구화하고 주 내 다른 지역으로 확대하는 법안을 승인했다. 유타 교통국은 월요일(2013년 4월 1일)부터 I-15, I-80, I-84의 시골 지역에 더 많은 구역을 지정하기 위한 연구를 시작했다. 고려 중인 지역은 I-80의 그랜츠빌(99번 출구)에서 유타-네바다 경계의 웬도버까지, 아이다호에서 I-15까지의 I-84, 브리검시티(북쪽 교차로)에서 유타-아이다호 경계까지의 I-15, 그리고 산타퀸에서 노스 리즈까지의 I-15이다." 이 구간들의 속도 제한은 2013년 9월 17일부터 80mph로 상향 조정되었다.
2014년 2월 13일, 유타 교통국은 I-80의 솔트레이크시티에서 보너빌 소금 평원을 가로질러 네바다 경계까지의 속도 제한을 80 mph (129 km/h)로 상향 조정하기로 투표했다. 이 변경은 2014년 7월 1일부터 발효되었다. 2014년 7월 1일까지 주는 와이오밍주 경계에서 솔트레이크시티까지의 I-80, I-80과의 교차점에서 오그던까지의 I-84, 그리고 I-15와의 교차점에서 콜로라도주 경계까지의 구불구불한 주간고속도로 제70호선 구간을 제외한 유타주의 모든 시골 주간고속도로의 속도 제한을 80mph로 상향 조정했다(I-70의 속도 제한은 고속도로 구간의 지형에 따라 여전히 60mph에서 80mph 사이에서 달라진다). 다른 모든 고속도로의 속도 제한은 별도로 게시되지 않는 한 55mph이지만, 여러 2차선 비분리형 도로에는 65mph 속도 제한이 있으며, 국도 제40호선 및 국도 제189호선의 분리형 구간도 65mph로 게시되어 있다.
2016년 말까지 UDOT는 I-15 및 I-70의 추가 구간에서 속도 제한을 80mph로 상향 조정했다.

## 버몬트주
버몬트주의 표준 속도 제한은 50 mph (80 km/h)이다. 이는 시골의 2차선 도로에 적용된다. 도시 고속도로, 분리형 평면 입체 교차로, 시골의 2차선 제한 접근 도로에서는 속도 제한이 55 mph (89 km/h)이며, 이는 벌링턴의 I-189 및 주간고속도로 제89호선, 그리고 베닝턴 외곽의 국도 제7호선 및 버몬트 지방도로 제279호선과 같다. 시골 고속도로는 65 mph (105 km/h)로 게시되어 있다. 또한, 시골 고속도로의 65mph 속도 제한은 하이게이트와 더비 라인의 주간고속도로 제89호선 및 제91호선에서 캐나다-미국 국경에 접근하면 40 mph (64 km/h)로 떨어진다. 어린이 보호구역에서는 지방 당국에 따라 속도 제한이 20 mph (32 km/h)에서 25 mph (40 km/h)까지 다양하다. 최저 속도는 주간고속도로에서만 40 mph (64 km/h)로 정의된다. 이는 제한 속도가 55mph 및 65mph로 게시된 곳도 포함한다. 그러나 오래된 표지판이 교체됨에 따라 "40 MINIMUM"은 단계적으로 폐지되고 "SPEED LIMIT 65"만 남게 된다.

## 버지니아주
버지니아주 법규는 기본 속도 제한이 "주간고속도로 또는 분리된 차선이 있는 기타 제한 접근 고속도로, 4차선 이상 비제한 접근 고속도로, 그리고 모든 주 주요 고속도로에서 55mph여야 한다"고 규정한다. "다른 모든 고속도로의 최고 속도 제한은 승용차, 버스, 픽업 또는 패널 트럭 또는 오토바이의 경우 시간당 55마일이지만, 재산을 운송하도록 설계된 트럭, 트랙터 트럭 또는 차량 조합, 또는 자체 추진용 차량을 견인하는 자동차 또는 하우스 트레일러의 경우 해당 고속도로에서는 시간당 45마일이다."
동일 법규는 그러나 많은 예외 조항을 포함하고 있는데, "교통 공학 연구와 이용 가능하고 적절한 사고 및 법 집행 데이터 분석에 따라 합법적으로 설치된 표지판으로 표시된 경우" 더 높은 속도 제한을 허용한다. 이 조항은 주간 고속도로, 다차선, 분리형, 제한 접근 고속도로, 그리고 일반 주행 차선과 물리적으로 분리된 고속 또는 다인승차량전용차로에 대해 최대 70 mph (113 km/h)의 속도 제한을 허용한다. 이 법규는 또한 여러 특정 비제한 접근, 다차선, 분리형 고속도로에 대해 60 mph (97 km/h) 속도 제한을 허용한다.
70mph 조항은 2010년 7월 1일부터 발효된 개정안을 통해 섹션 46.2-870에 추가되었다. 이전 법규는 I-85에만 70mph 속도 제한을 허용했으며, 다른 지역에서는 최대 65mph였다. 특히 개정된 법규는 교통 및 공학 연구 요건 때문에 어떤 도로에도 70mph 속도 제한을 의무화하거나 자동적으로 적용하지 않는다. 버지니아 교통국은 2010년 4월부터 65mph 속도 제한이 있는 주간고속도로를 연구하여 어떤 도로에 70mph 제한이 적용되어야 하는지 결정하기 시작했으며, 연구는 여러 달에 걸쳐 세 단계로 진행될 것이며, 초기 단계는 "사고 및 혼잡 수준이 중요하지 않은" 323마일의 고속도로에 중점을 둘 것이라고 발표했다. 2010년 7월 1일 현재, VDOT는 하나의 고속도로(I-295 I-64 남쪽)의 일부 구간에서 속도 제한을 70mph로 상향 조정했다. 2010년 10월 20일, 맥도넬 주지사는 2010년 말까지 VDOT가 버지니아주 전체 주간고속도로 1,119마일의 61%에 해당하는 도시 외곽 지역의 버지니아주 주간고속도로 680마일에 70mph 속도 제한을 게시할 것이라고 발표했다. 법규는 도시 주간고속도로에 최대 70mph 속도 제한을 허용하지만, 2015년 3월 현재 VDOT는 리치먼드의 I-295를 제외한 어떤 도시 고속도로에도 65mph 이상의 제한 속도를 게시하지 않았다.
법규는 또한 주간고속도로 이외의 노선에도 70mph 속도 제한을 허용한다. 초기에는 VDOT가 그러한 노선을 더 높은 제한 속도에 대해 고려하기를 거부했지만, 2012년 초 VDOT는 린치버그 근처 US-29의 일부 구간에 70mph 제한을 게시했다.
버지니아주의 다른 법률들은 위에서 명시된 일반 규칙에 대한 예외를 규정한다. 버지니아주의 현재 속도 제한 법률의 주목할 만한 특징은 교통국이 총회가 변경을 허용하는 법률을 통과시키지 않는 한 법률상 제한 속도 이상으로 속도 제한을 올릴 권한이 없다는 것이다. 1995년 국가 최고 속도법이 폐지된 이후, 그러한 법률상 예외는 Va. Code § 46.2-870의 60mph 예외 목록에서 입증되듯이 주로 고속도로별로 제한되었다.
특히, 버지니아주의 난폭 운전 법규는 속도 제한을 20mph 초과하거나 게시된 속도 제한에 관계없이 85 mph (137 km/h) 이상으로 운전하는 것을 난폭 운전 딱지의 사유로 규정한다. 따라서 70mph 구역에서 속도 제한을 16mph(2020년 7월 이후) 초과하여 운전하는 것은 최대 2,500달러의 벌금 및 1년 징역형에 처해질 수 있는 경범죄로 기소될 수 있다.
버지니아주 법은 고정된 최저 속도 제한을 규정하지 않지만, 교통 및 공학 연구가 적절하다고 판단하는 경우 그러한 제한을 게시할 권한을 부여한다.
버지니아주는 컬럼비아 특별구와 함께 레이더 탐지기 사용을 금지하는 유일한 주이다.

## 웨이크섬
웨이크섬의 속도 제한은 40 mph (64 km/h)이다.

## 워싱턴주
워싱턴주 개정법은 공학 연구를 통해 적절하다고 판단되는 구간에서 75 mph (121 km/h)의 속도 제한을 허용한다. 2016년 2월 현재, 워싱턴 고속도로의 일반적인 속도 제한은 시골에서는 70 mph (113 km/h), 도시에서는 60 mph (97 km/h)이며(이러한 유형의 고속도로 속도 제한은 트라이-시티스에서만 다름), 총중량 10,000파운드를 초과하는 트럭의 속도 제한은 60mph를 넘지 않는다. 속도 제한은 연방 55mph 속도 제한이 폐지된 후 당시 일반적인 교통 속도를 더 정확하게 반영하기 위해 현재 속도로 상향 조정되었다. 주 전역에는 다양한 속도 제한이 있는데, 이는 특정 고속도로 구간의 안전 고려 사항과 교통 속도 요구 사항 사이의 균형을 맞추는 데 워싱턴주 교통부에 입법된 유연성 때문이다.
워싱턴주 시골 2차선 고속도로의 기본 속도 제한은 60 mph (97 km/h)이다. 그러나 비분리형 고속도로의 제한 속도는 다양하다. 캐스케이드 산맥이나 올림픽 산맥과 같은 산악 지형에서는 일부 구불구불한 도로가 55 mph (89 km/h)로 제한되는 반면, 워싱턴 동부의 일부 평평하고 직선적인 고속도로는 65mph의 제한을 가진다. 모터홈과 트레일러가 있는 자동차의 속도 제한은 60mph로, 트럭과 동일하다. 신호등이 있는 도로는 55mph로 제한된다. 어린이 보호구역의 속도 제한은 20 mph (32 km/h)이지만, 특정 시간 또는 어린이가 있을 경우에만 적용된다. 워싱턴주에서는 분리형 고속도로가 드물지만, 파스코와 리츠빌 사이의 국도 제395호선은 최고 속도 제한이 70 mph (113 km/h)인 고속 분리형 고속도로이다.
워싱턴주 내 일부 지역에서는 시애틀과 이사콰 사이의 I-90 일부 구간과 스노퀄미 패스를 통과하는 구간과 같이 가변 속도 제한을 사용한다.

## 웨스트버지니아주
대부분의 시골 주간고속도로의 속도 제한은 70 mph (113 km/h)이다. 도시 주간고속도로의 속도 제한은 일반적으로 55 mph (89 km/h)에서 65 mph (105 km/h)까지 다양하다. I-64 및 I-68의 일부 구간은 경사가 가파르기 때문에 트럭의 속도 제한이 더 낮다. 그렇지 않으면 웨스트버지니아주는 별도의 트럭 속도 제한을 게시하지 않는다. 첼리안과 마한 사이의 웨스트버지니아 턴파이크와 프린스턴과 블루필드 사이의 I-77은 급커브로 인해 60mph의 속도 제한이 있다.
4차선 분리형 고속도로의 속도 제한은 일반적으로 65 mph (105 km/h)이지만, 도시 내 일부 구간은 50 mph (80 km/h)까지 낮게 게시된다. 개방된 시골 고속도로는 55mph의 법정 제한 속도를 가지며, 이는 대부분의 시골 2차선 고속도로와 심지어 일부 외진 1차선 도로 또는 속도 제한이 게시되지 않은 모든 도로를 포함한다. 시와 마을은 자체적으로 속도 제한을 설정하며, 이는 일반적으로 25 mph (40 km/h)에서 55 mph (89 km/h) 사이다. 어린이 보호구역은 15 mph (24 km/h)의 법정 속도 제한을 가진다. 작업 구역에서는 속도 제한이 일반적으로 15mph 감소된다.
2019년 웨스트버지니아 주의회는 안전 및 교통 연구에 기반하여 WVDOT가 주간고속도로의 속도 제한을 75mph로 올릴 수 있도록 하는 결의안을 통과시켰다.

## 위스콘신주
위스콘신주의 속도 제한은 법정 법률에 명시되어 있지만, 유지보수하는 정부 기관에 의해 자주 수정될 수 있다. 기본 속도 규칙 외에도 위스콘신주 법은 속도 감소가 필요한 특정 경우를 명시하고 있으며, 여기에는 철도 건널목, 구불구불한 도로, 사람이 있는 도로, 경사면 정상에 접근하거나 통과하는 경우 등이 포함되지만 이에 국한되지 않는다. 숫자적인 최저 속도 제한은 없지만, 주 법은 비합리적으로 느린 속도로 교통을 방해하는 것을 금지한다. 고무 타이어가 공기로 채워져 있지 않거나 저속 차량 주황색 안전 삼각형을 부착한 차량은 엄격하게 20 mph (32 km/h)로 제한된다.
위스콘신주에는 4가지 기본 속도 제한이 있다. 15 mph (24 km/h) 제한은 어린이 보호구역(등하교 시간에 주요 도로에서만 적용), 어린이가 있는 공원 근처, 골목에 적용된다. 10 mph (16 km/h) 기본 속도 제한은 관리 당국에 의해 수정되지 않는 한 기업 경계 내의 "서비스 도로"에 적용된다. 시 경계 내 및 밀집된 도시 개발 지역에서는 다른 속도 제한이 표시되지 않는 한 25 mph (40 km/h) 제한이 적용된다. 일부 시골 관할 구역(예: 타운십)에서는 35 mph (56 km/h) 제한이 주거 지역의 기본 속도 제한이다. 이러한 지역의 진입 지점은 속도 제한 표지판으로 표시되어야 한다. 건축 구역(관련 법률에 따라 밀집된 상업, 산업 또는 주거용 토지 사용 포함) 외부에서는 다른 표시가 없는 경우 55 mph (89 km/h) 제한이 적용된다.
2015년 현재 WisDOT에서 유지보수하는 모든 2차선 도로의 최대 속도 제한은 55 mph (89 km/h)이지만, 슈피리어 남쪽으로 주를 통과하지만 MNDOT에서 유지보수하는 미네소타주 지방도로 제23호선의 작은 부분은 주를 통과하는 동안 60 mph (97 km/h)의 제한을 가진다.
위에서 언급한 기본 속도 제한 외에도, 효과를 얻기 위해 표지판이 더 자주 필요한 다른 법정 속도 제한이 있다. 고속도로의 70 mph (113 km/h) 제한과 고속도로의 65 mph (105 km/h) 제한은 효과를 얻기 위해 표지판이 필요하다. 이러한 유형의 도로의 기본 속도 제한은 55 mph (89 km/h)로, 이는 건축 환경과 직접 상호 작용하지 않기 때문이다. 가장 밀집된 도시 지역에서는 적절한 표지판이 사용될 때 법정 25 mph (40 km/h) 제한이 효과적이며, 경미한 개발 지역에서는 35 mph (56 km/h) 제한도 마찬가지이다. "Rustic" 도로로 지정된 고속도로의 45 mph (72 km/h) 제한도 마찬가지이다. 그러나 그러한 법정 제한의 경우 "표시판 미설치 주장은 기소에 대한 변호가 될 수 없다".

## 와이오밍주
와이오밍주의 최고 속도 제한은 주간고속도로에서 80 mph (129 km/h), 4차선 분리형 고속도로에서 70 mph (113 km/h)이다. 어린이 보호구역의 속도 제한은 20 mph (32 km/h), 도시 지역 및 주거 지역에서는 30 mph (48 km/h), 기타 포장 도로에서는 70mph, 비포장 도로에서는 55 mph (89 km/h)이다. I-25의 샤이엔 및 캐스퍼 구간의 속도 제한은 각각 65 mph (105 km/h) 및 60 mph (97 km/h)이다.
2014년 2월, 주 의회는 안전 기준을 충족하는 특정 고속도로 구간의 속도 제한을 75 to 80 mph (121 to 129 km/h)로 상향 조정하는 법안을 통과시켰다. 이 법안은 2월 25일에 상원을 통과했으며, 2014년 7월 1일부터 특정 고속도로 구간의 속도 제한을 80mph로 상향 조정했다. 그러나 와이오밍 120 및 국도 제14호선과 같은 2차선 고속도로의 속도 제한을 70 mph (113 km/h)로 상향 조정하려는 시도는 같은 달에 거부되었지만, 이 조항은 2015년 2월에 법률이 되었다. 2016년 2월 1일, 최고 조지 고속도로에서 몬태나 경계까지의 와이오밍 120(2차선 고속도로)의 속도 제한은 70mph로 증가했다. 다른 두 2차선 고속도로 구간, 즉 주간고속도로 제80호선 남쪽에서 새러토가까지의 와이오밍 130과 I-25 동쪽에서 뉴캐슬까지의 국도 제85호선도 70mph로 증가했다.